# Westfälische Mühlenstraße
Die Westfälische Mühlenstraße ist eine Bezeichnung für ein Tourismuskonzept im Kreis Minden-Lübbecke, das 43 restaurierte Mühlen zu einer erfahrbaren Route verbindet. Nur an zwei Stellen verlässt der Rundkurs für wenige Kilometer das Kreisgebiet: Zwischen Heimsen und Großenheerse verläuft er ein Stück durch den Landkreis Nienburg (Niedersachsen) in der Nähe der Niedersächsischen Mühlenstraße; zwischen Oberbauerschaft und Holzhausen führt die Strecke durch den Kreis Herford.
Viele der in der Westfälischen Mühlenstraße zusammengeschlossenen Mühlen sind betriebsbereit und können an Öffnungstagen besichtigt werden. An fast jedem Wochenende und an Feiertagen zwischen März und Oktober ist mindestens eine der Mühlen geöffnet, die an dem betreffenden Termin ihren Mahl- und Backtag hat. Fast alle Mühlen führen am Pfingstmontag (dem Deutschen Mühlentag) und am vierten Sonntag im August (dem Kreismühlentag) gleichzeitig Führungen und ein touristisches Programm durch. Fast alle für die Jahre 2020 und 2021 geplanten Mahl- und Backtage fielen wegen der COVID-19-Pandemie aus.
Die Mühlen werden von lokalen Mühlenvereinen unter Federführung des Mühlenbauhofes Petershagen betreut. Der Mühlenkreis beherbergt im Mühlenbauhof weiterhin die Geschäftsstelle der Deutschen Gesellschaft für Mühlenkunde und Mühlenerhaltung (DGM) e. V.
Die DGM ist das einzige deutsche Gründungsmitglied der Via Molina. 2018 schlossen sich Mühlenorganisationen aus den Niederlanden, Deutschland und Dänemark mit dem Ziel zusammen, die Via Molina als Kulturweg des Europarat zertifizieren zu lassen. Durch diesen Kulturweg sollen mittel- bis langfristig Mühlen in ganz Deutschland sowie in weiteren europäischen Staaten miteinander verbunden werden. Mit der Niedersächsischen Mühlenstraße ist die Westfälische Mühlenstraße bereits seit Jahren durch die Anbindung von drei Mühlen im Landkreis Nienburg über eine Nebenroute vernetzt.

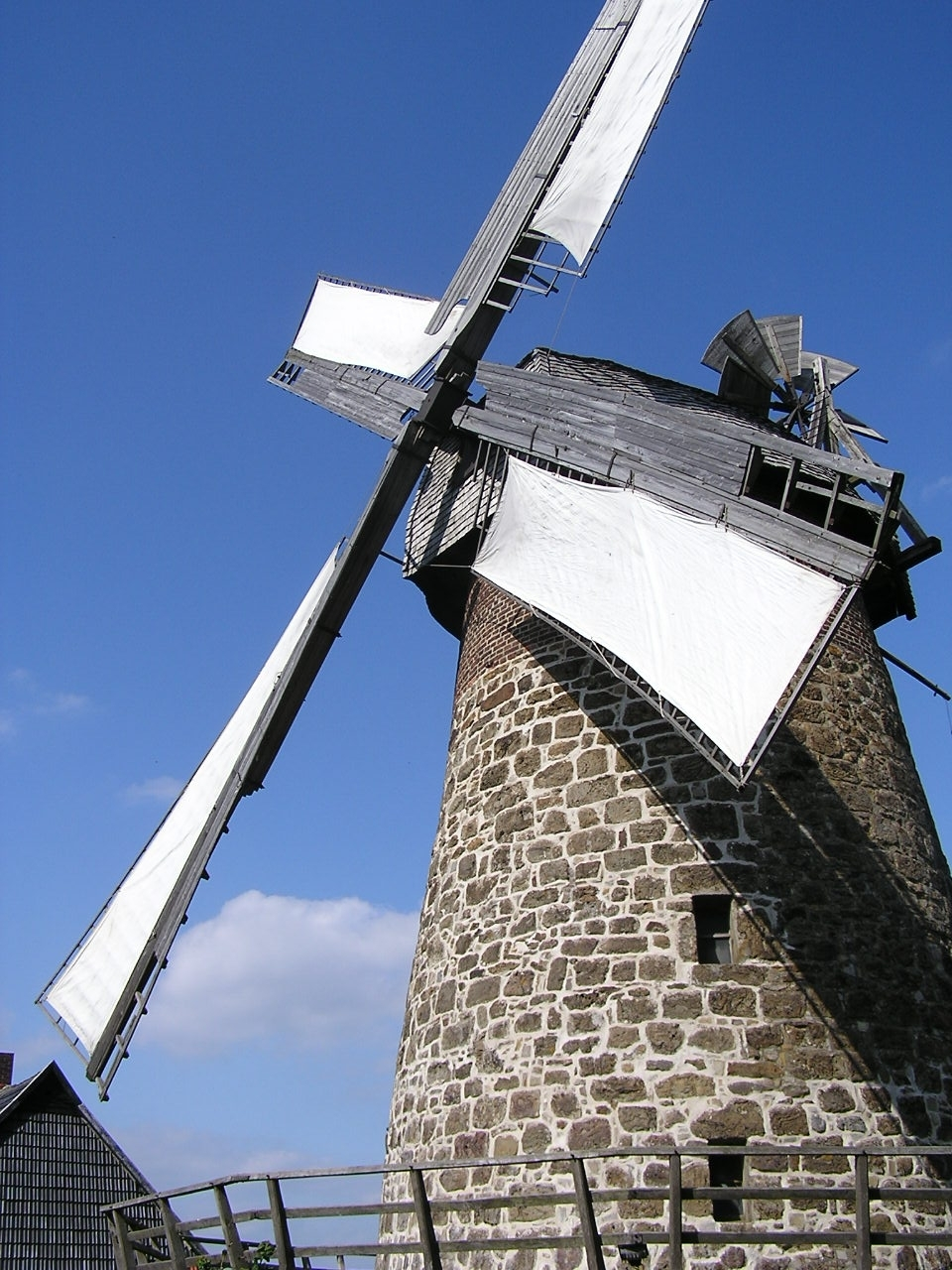
Galerieholländer Windmühle Eilhausen

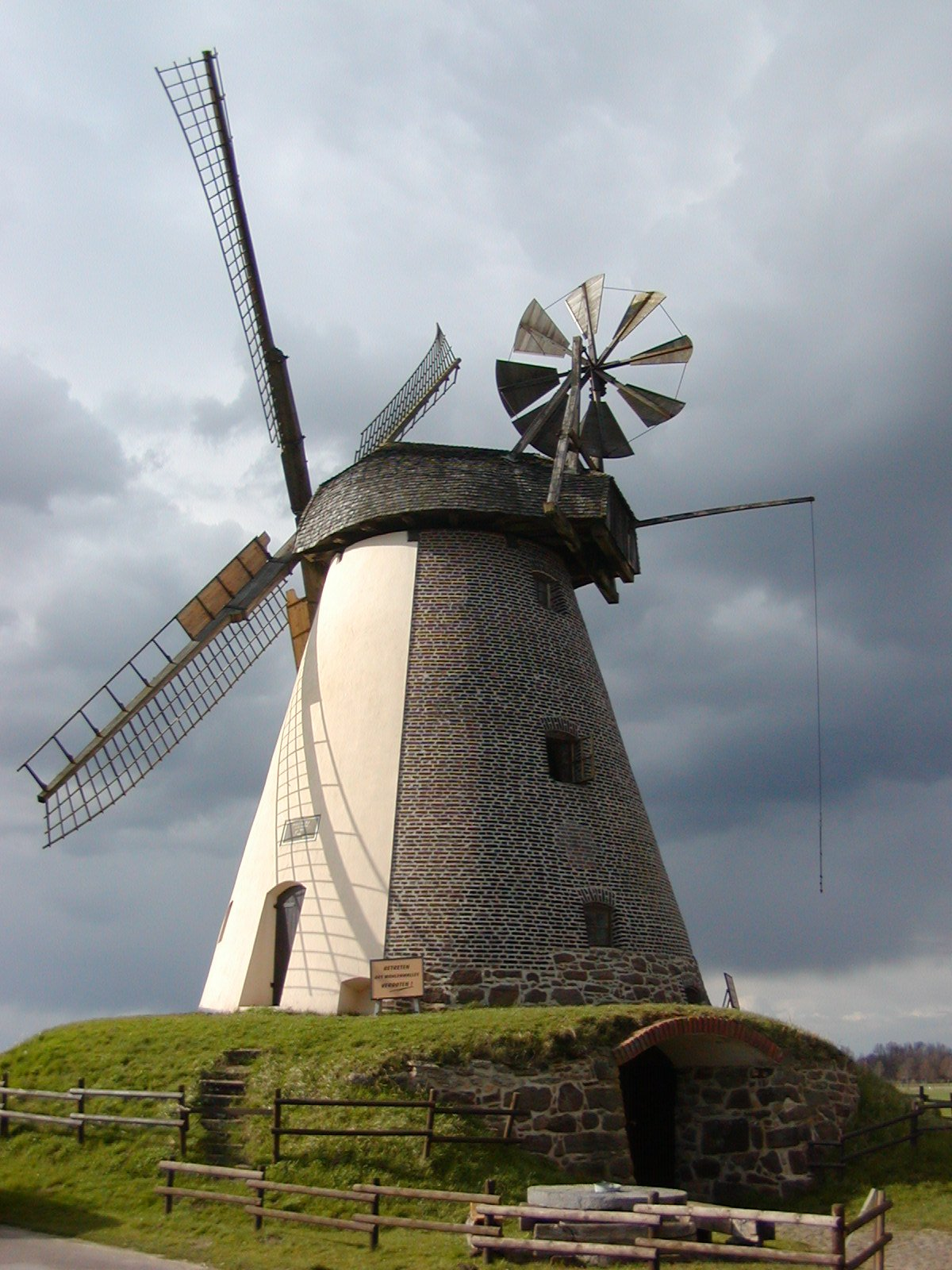
Durchfahrtholländer Windmühle Südhemmern

## Geschichte
Ende der 1960er Jahre erkannte man um den Kreisheimatpfleger Wilhelm Brepohl die Bedeutung der im Kreis vorhandenen Mühlenreste. Mit wenigen Getreuen machte er sich an die Erhaltung und Restaurierung der Mühlen und legte damit einen Grundstein für die Renaissance der Mühlen in den westlichen Bundesländern. Durch die frühe Entscheidung zum Erhalt der historischen Maschinen wurde der Mühlenkreis der Vorreiter im Erhaltungsprogramm der Wind- und Wassermühlen in Norddeutschland. Bald wurde dieses Vorhaben auch finanziell durch den Kreis und das Land Nordrhein-Westfalen unterstützt, Förderprogramme der EG und später der EU kamen hinzu. Bis heute hat der Kreis mit seinem Mühlenerhaltungsprogramm 43 – teilweise nur als Ruinen erhaltene – Mühlen restauriert. Windmühlen, Wassermühlen, Rossmühlen und eine rekonstruierte Schiffmühle auf der Weser wurden zu einem einzigartigen Freilichtmuseum arrangiert.

## Konzept
Die in der Mühlenstraße berücksichtigten Mühlen werden langfristig angepachtet und anschließend einer örtlichen Mühlengruppe zur Betreuung übergeben. Die Hauptaufgabe der betreffenden Mühlengruppe ist es, Besucher der Mühlen zu betreuen. Daneben werden Ehrenamtliche als Arbeitskräfte in einem produzierenden Denkmal benötigt. Die bauliche Betreuung liegt in den Händen des Mühlenbauhofs, der alle Planungen und Restaurierungsarbeiten durchführt.
Zeitweise wurde geplant, eine Ausbildungsmühle einzurichten, um Mitgliedern von Mühlengruppen die Fähigkeiten des Mahlens und Backens in Baudenkmälern zu vermitteln. Diese Idee wurde jedoch nicht realisiert.
Mitte der 1980er Jahre wurde die Westfälische Mühlenstraße erfolgreich in ein Tourismuskonzept des Kreises Minden-Lübbecke eingebunden, die nicht nur den Erhalt der Technik, sondern auch deren touristische Vermarktung als Schwerpunkt definierte. Weitgehend parallel zur Mühlenstraße wurde eine Mühlenroute angelegt, die als Fernradweg die Mühlen erschließt. Sowohl bei der Mühlenstraße als auch bei der Mühlenroute wurde großer Wert darauf gelegt, dass Ausflügler durch Wegweisersysteme leicht die gesuchten Objekte finden können.

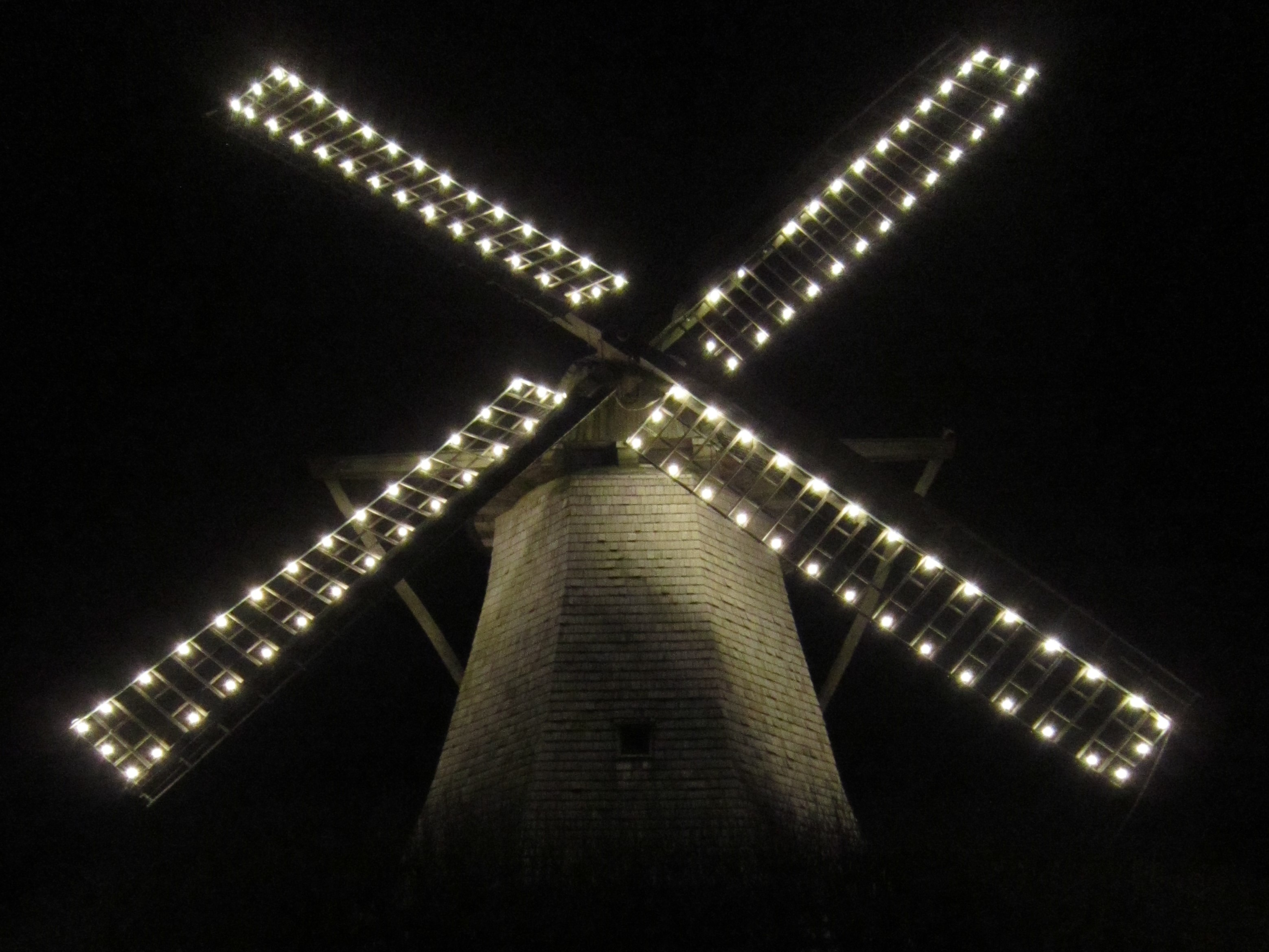
Weihnachtliche Beleuchtung der Windmühle Destel

Die Zahl der Übernachtungen stieg, der Kreis wurde fest mit dem Begriff der Mühlen verbunden. Eine wesentliche Rolle spielt hierbei die Selbstbezeichnung des Kreises Minden-Lübbecke als „Mühlenkreis“ ab den 1990er Jahren. Unter diesem Logo werden auch landwirtschaftliche Produkte vermarktet. An einigen Mahl- und Backtagen stoßen Mühlenvereine einiger Mühlen aufgrund hoher Besucherzahlen an die Grenzen ihrer Kapazitäten.
Einige der Windmühlen entlang der Mühlenstraße bzw. der Mühlenroute werden in der Advents- und Weihnachtszeit illuminiert.

## Mühlen der Westfälischen Mühlenstraße
Die Nummerierungen entsprechen der aktuellen Mühlenkarte und dienen der schnelleren Zuordnung.

### Bockwindmühlen
Bockwindmühlen bestehen aus einem Gebäude, das wie ein Kasten wirkt, der auf einen Bock aufgestellt ist. Die Drehebene ist demnach unter dem Kasten, alle Maschinen sind im Kasten untergebracht und müssen demnach mitgedreht werden. Daher können solche Mühlen nur eine begrenzte Anzahl von Maschinen aufnehmen.
Zur Westfälische Mühlenstraße gehören folgende Bockwindmühlen:

#### Bockwindmühle Neuenknick
Die Bockwindmühle Neuenknick wurde 1747 in Warmsen aufgebaut. Sie ist in ihrer ursprünglichen Bauart erhalten geblieben. Anfang 1899 wurde die Mühle für 600 Taler verkauft, zerlegt und auf Wagen nach Neuenknick gebracht. Neben einem großen Schrotgang wurden zwei weitere kleinere Mahlgänge eingerichtet, die durch einen Rohölmotor oder Wind betrieben werden konnten. Die Mühle wurde nach einem Schaden zeitweise nur mit zwei Flügeln betrieben. Die Mahlgänge sind Anfang der 1980er Jahre ausgebaut worden.

#### Bockwindmühle Oppenwehe
Die Bockwindmühle Oppenwehe hat eine wechselvolle Geschichte hinter sich. Sie wurde 1705 als Gutsmühle des Rittergutes Hüffe erstmals erwähnt. 1868 wurde sie abgebaut und nach Oppenwehe transportiert. Wieder aufgebaut wurde sie am heutigen Standort im Jahre 1873. In den 1870ern wurden alle Gebäude um die Mühle abgerissen und die Mühle selbst mit eingezogenen Stützen komplett stillgelegt und die Seitentaschen beseitigt. Ab 1991 wurden die „Sünden“ der 1970er Jahre beseitigt, indem der Bock und das Mühlenhaus mit den Seitentaschen komplett neu gebaut wurde. Durch diesen Neubau erhielt man die Chance die ursprüngliche Technik wieder einzubauen und ein produzierendes Denkmal zu erhalten.

#### Bockwindmühle Wehe
Die Bockwindmühle Wehe ist nach bisherigen Erkenntnissen die älteste im Kreis Minden-Lübbecke an einem Standort stehende Windmühle. Seit ungefähr 1370 stand hier eine Mühle. Als Bischofs-Mühle wurde sie in einem Urkundenbuch von 1370 erwähnt. Damit beginnt die Weher Mühlengeschichte.
Zu Ende des 19. Jahrhunderts wurde auf dem Kammrad ein zweites Rad angebaut, um ein zweites Getriebe installieren zu können, das über ein stehendes Vorgelege zwei Gänge und Maschinerie betrieb. Damit war die Mühle im Stande, ohne große Umbaumaßnahmen Energie für weitere Maschinen zur Verfügung zu stellen. Das Vorgelege wurde zusätzlich durch einen unter der Mühle angebrachten Dieselmotor angetrieben, so dass der Windantrieb zeitweise gänzlich wegfiel. Der Dieselmotor Fabrikat „Baumi“ steht heute noch unter dem Mühlenkasten, ist allerdings nicht mehr funktionsfähig. Zusätzlich wurde an nur einer Seite eine Tasche angehängt, um die Lagerkapazitäten zu vergrößern. In der Zeit des Zweiten Weltkriegs ist die Mühle mit nur zwei Flügeln betrieben worden. 1944 wurde der eiserne Wellenkopf abgesägt, er fiel dabei nach unten und beschädigte den Mühlenkasten schwer. Die Schäden wurden nur notdürftig geflickt. 1953 wurde dann das Müllergewerbe endgültig abgemeldet, nachdem zum Schluss nur noch mit einem Elektromotor ein Mahlgang angetrieben wurde. In den darauffolgenden Jahren war die Mühle stark dem Verfall preisgegeben, so dass man sie ganz abtragen musste und komplett neu errichtet hat. Einige Originalteile waren noch recht gut erhalten und konnten wieder verbaut werden, wie der Hausbaum, der Mehlbalken und noch wenige mehr. Von 1979 bis 1982 wurde die Mühle restauriert und mit der einfachsten technischen Ausstattung, nur einem Schrotgang wieder aufgebaut. Zur Rahdener Woche 1984 wurde die Bockwindmühle Wehe dann feierlich eröffnet.

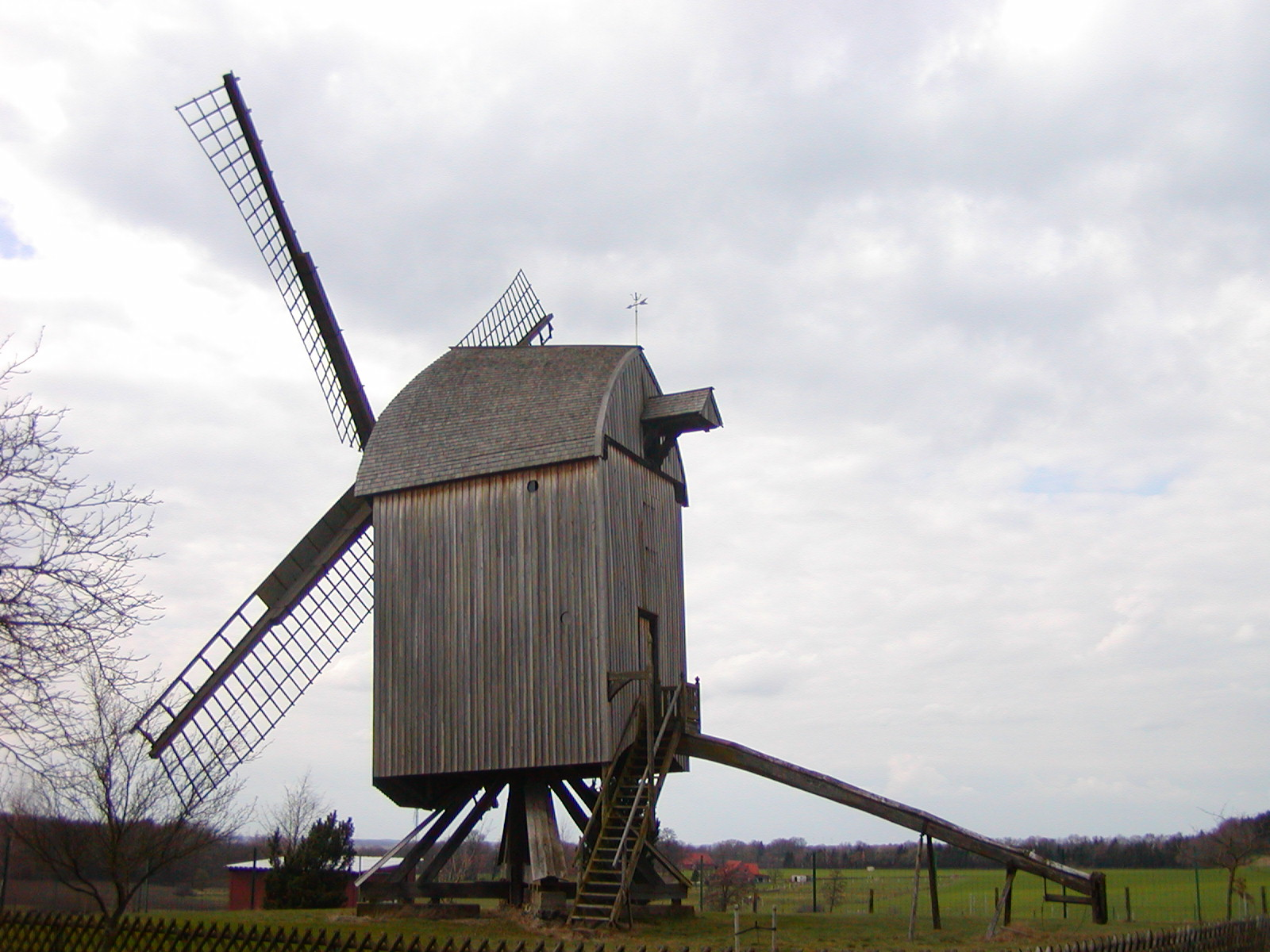
Bockwindmühle Neuenknick
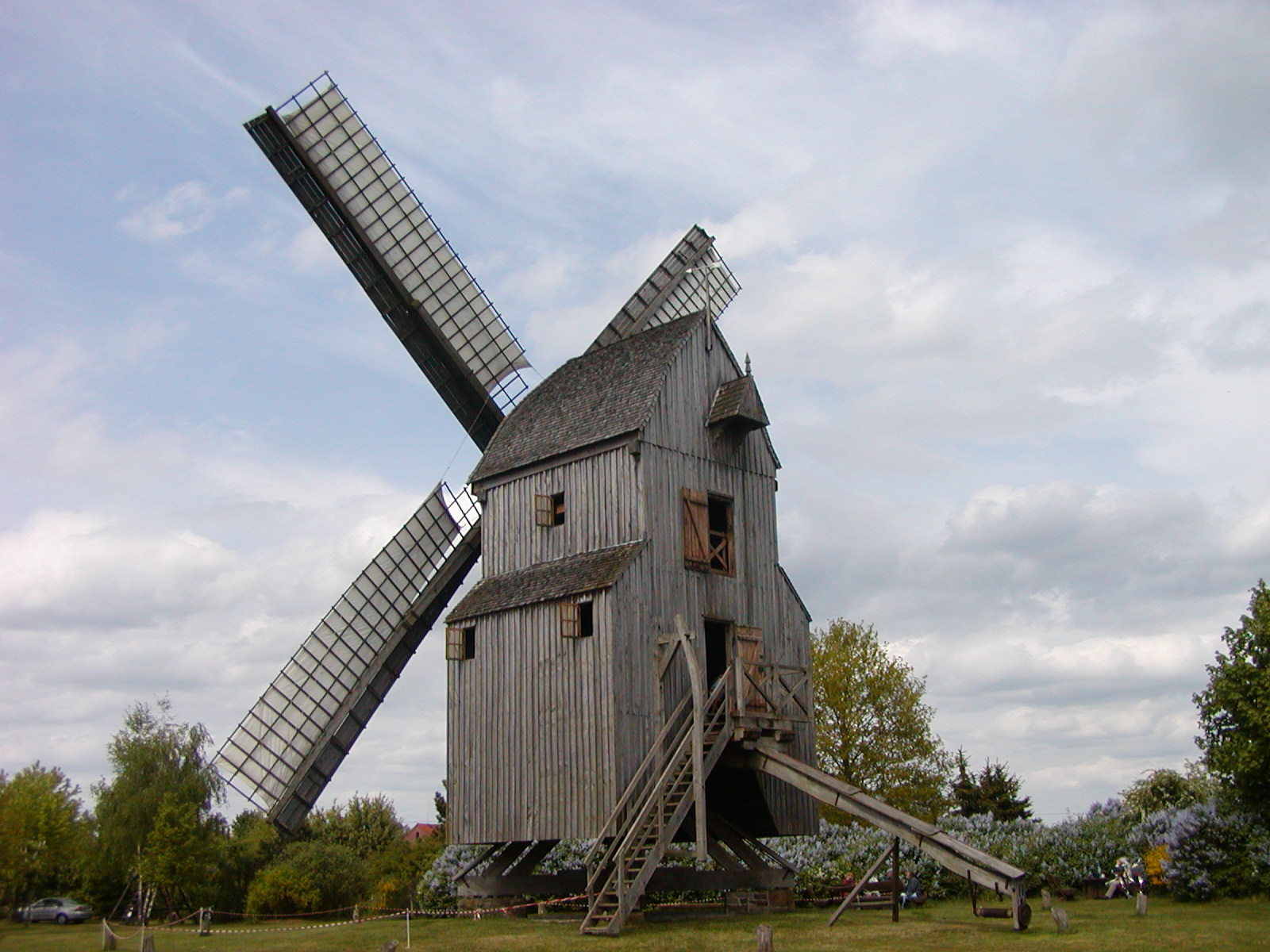
Bockwindmühle Oppenwehe
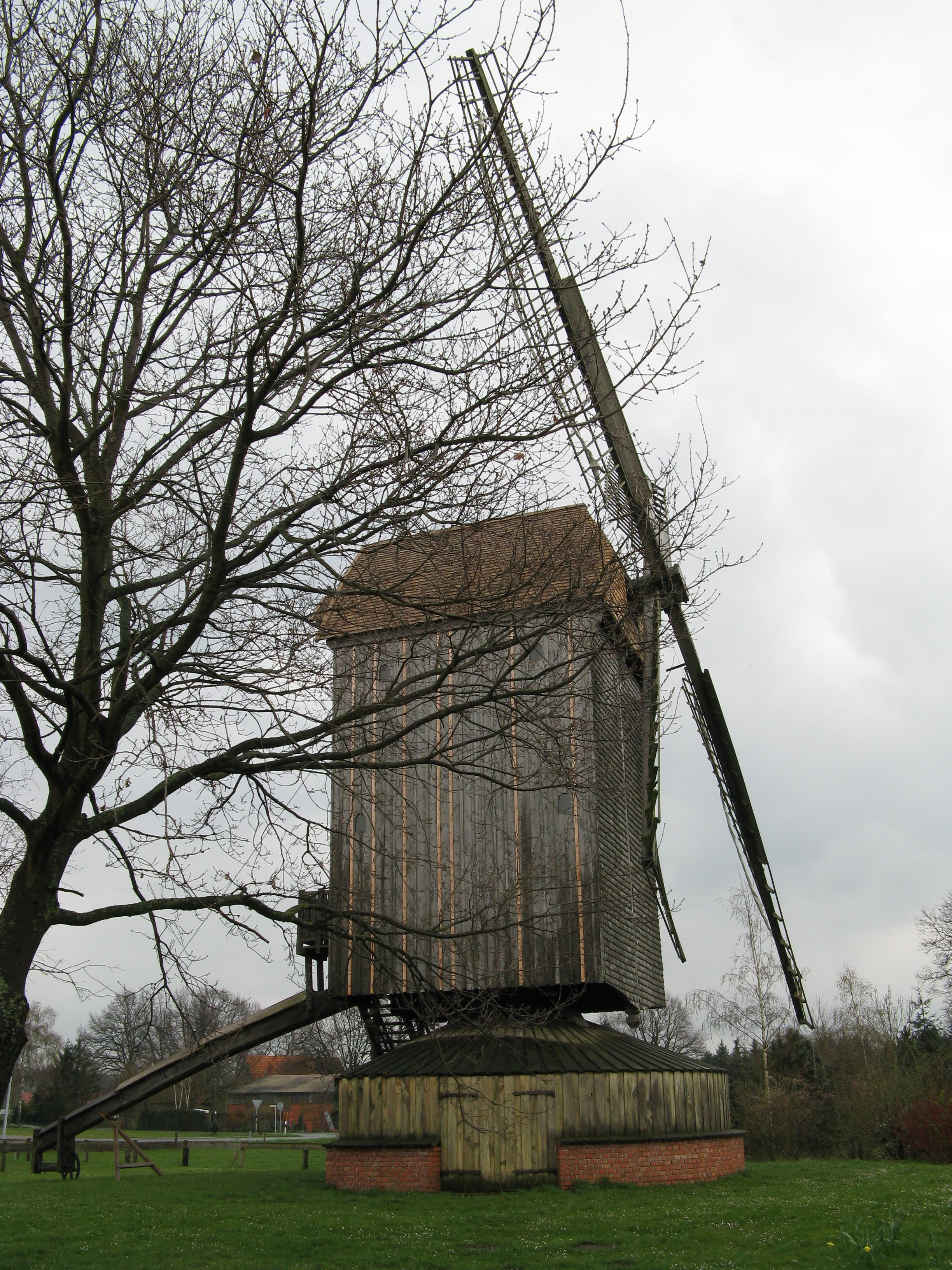
Bockwindmühle Wehe
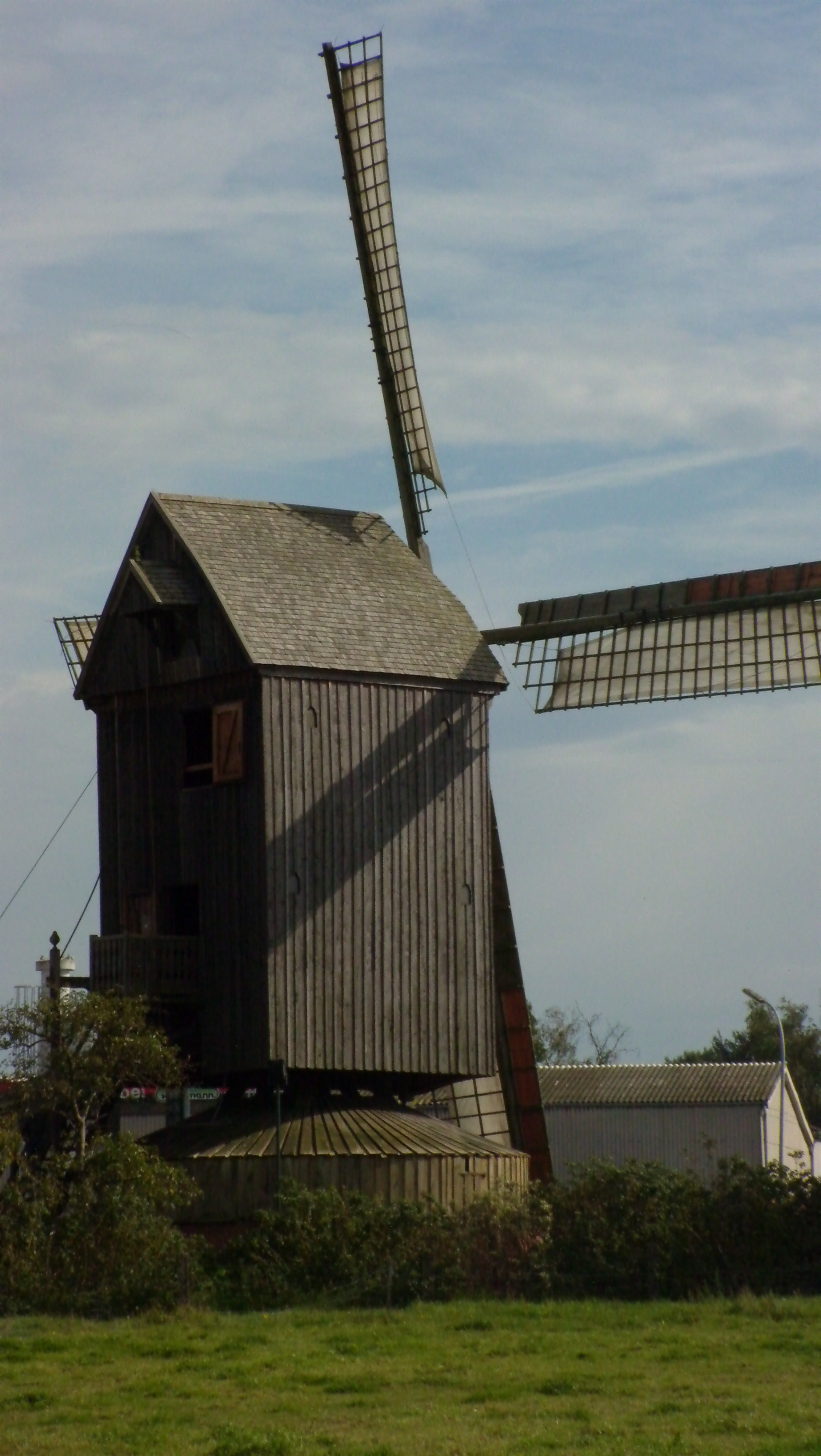
Bockwindmühle Wehe

### Holländerwindmühlen
Bei Holländerwindmühlen ist die Drehebene unter die Haube nach oben gewandert, das Gehäuse ist ein feststehendes Gebäude und kann viel mehr Maschinerie als die Bockwindmühle aufnehmen und höher in den Wind gebaut werden (bessere Energieausnutzung).
Einen Sonderfall des Typs Holländerwindmühle stellen Königsmühlen dar. Diese wurden im Auftrag des preußischen Staates im 18. Jahrhundert gebaut und für Rechnung des Fiskus betrieben. Sie wurden bereits gegen Ende desselben Jahrhunderts im Regelfall erblich verpachtet. Die als Königsmühle errichteten Windmühlen weisen bauliche Gemeinsamkeiten auf: Sie besitzen ein relativ dickes Mauerwerk, erlauben einen freien Blick über das umliegende Gelände, und in Kriegen konnten die Fenster als Schießscharten genutzt werden. Im Umkreis der Königsmühlen bestand im 18. Jahrhundert Mahlzwang: Der preußische König als Landesherr sicherte Einkünfte aus seinen Mühlen, indem er die Benutzung anderer Mühlen bei empfindlichen Strafen verbot. Von den Holländerwindmühlen des Kreises Minden-Lübbecke sind die Mühlen Eilhausen, Großenheide und Seelenfeld Königsmühlen.
Zur Westfälischen Mühlenstraße gehören folgende Holländerwindmühlen:

#### Windmühle Bierde

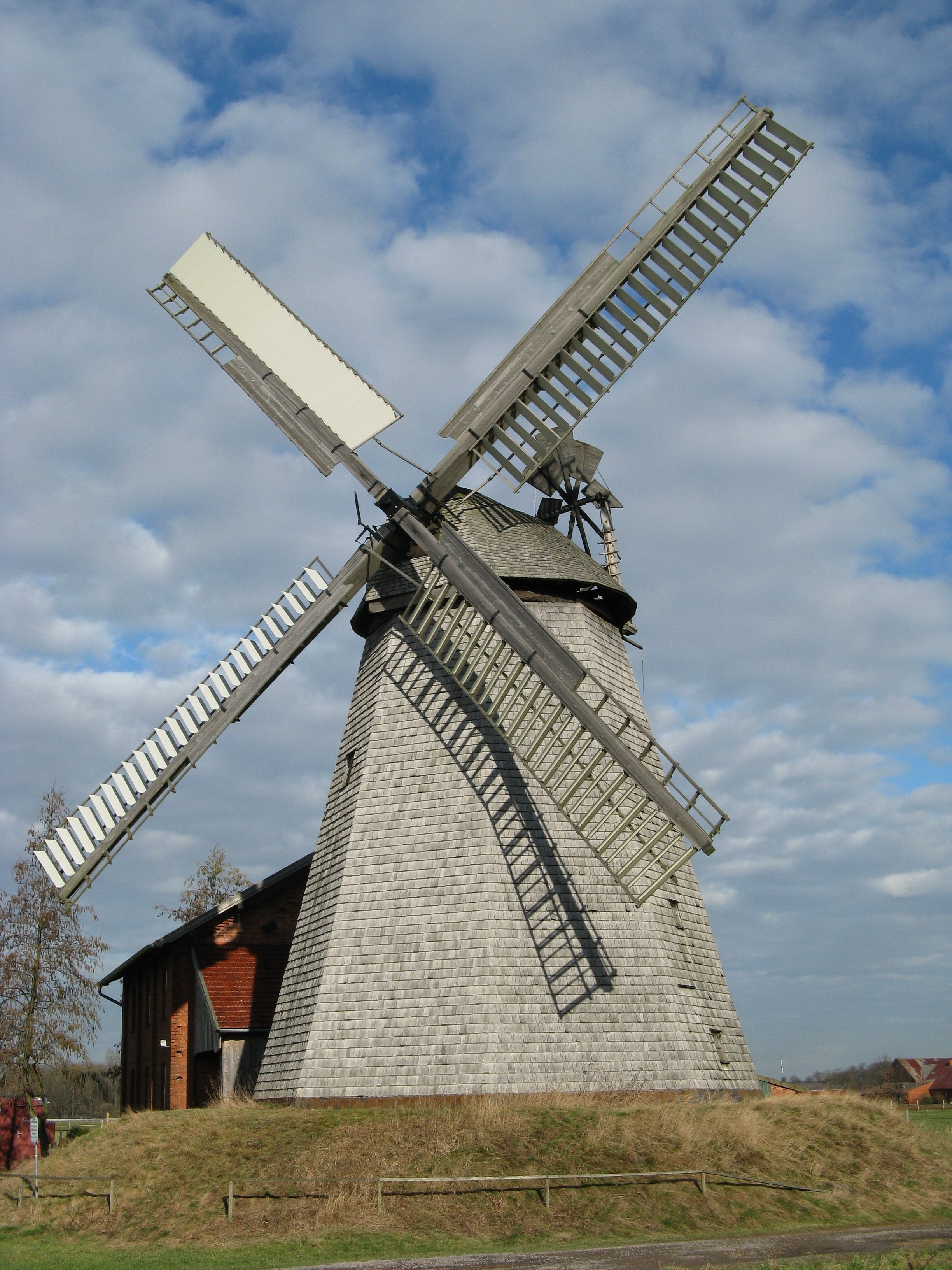
Windmühle Bierde

Der Wallholländer in Bierde wurde 1802 erbaut. An dieser Mühle finden sich einige Sonderformen. Da ist zum einen der von der Erde bis unter die Kappe geradlinige hölzerne Achtkant. Eine einfachere Konstruktion als die ansonsten taillierten Mühlenkörper, die den Wind besser ableiten und den Staudruck nach den Flügeln vermindern. Aber es geht auch so wie die Mühle in Bierde zeigt. Dann ist da die zum Windrosenbock verarbeitete Eichastgabel. Und zum anderen ist die Mühle mit neuen Jalousieflügeln ausgerüstet, die nicht mit einer durchbohrten Flügelwelle angesteuert werden, sondern durch eine Hecht'sche Jalousieansteuerung, Hinweis auf eine nachträgliche Änderung der Flügelart. Die Hecht'sche Jalousieansteuerung findet sich äußerst selten im Mühlenkreis. Das Getriebe der Mühle ist noch nicht funktionsfähig, so dass die Flügel sich ohne Last drehen.
Neben der Windmühle ist in einem Gebäude die Dampfmühle untergebracht. Das Gebäude bot viel mehr Platz und konnte durch die neue Energie Dampf angetrieben werden. Diese Mühle hat bis 1990, zum Schluss im Eigenbedarf, gearbeitet.

#### Windmühle Destel

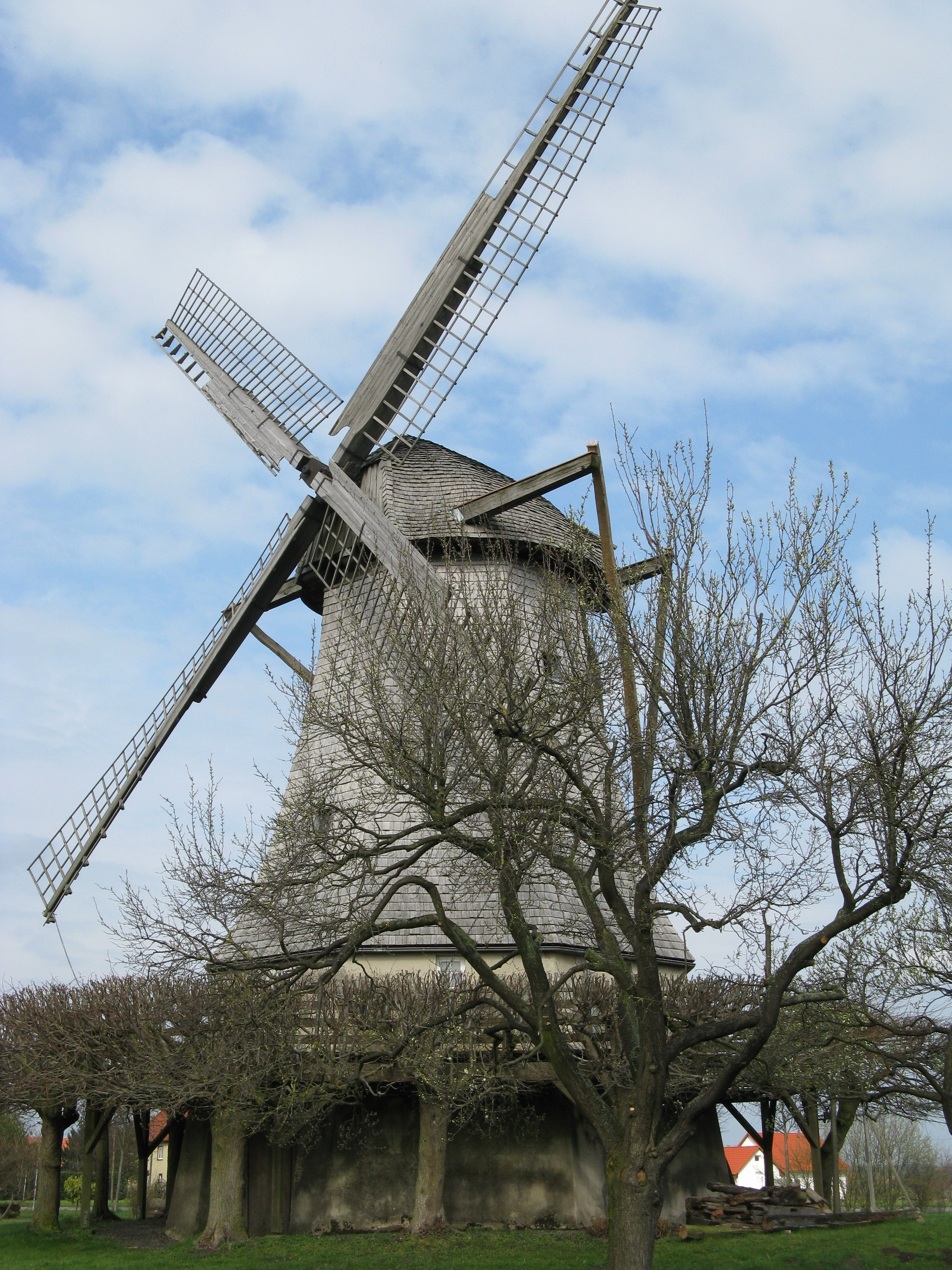
Windmühle Destel

Der Anfang des 19. Jahrhunderts erbaute, auf verputztem Bruchsteingeschoss stehende, Galerieholländer hat mit seinem verbretterten und geschindelten Achtkant nach der Restaurierung mit Kappe, Stert und windgängigen Segelflügeln wieder sein ursprüngliches Äußeres erhalten. Die Galerie ist kaum sichtbar, da sie von niedrig gehaltenen Bäumen umgeben ist.

#### Windmühle Dützen

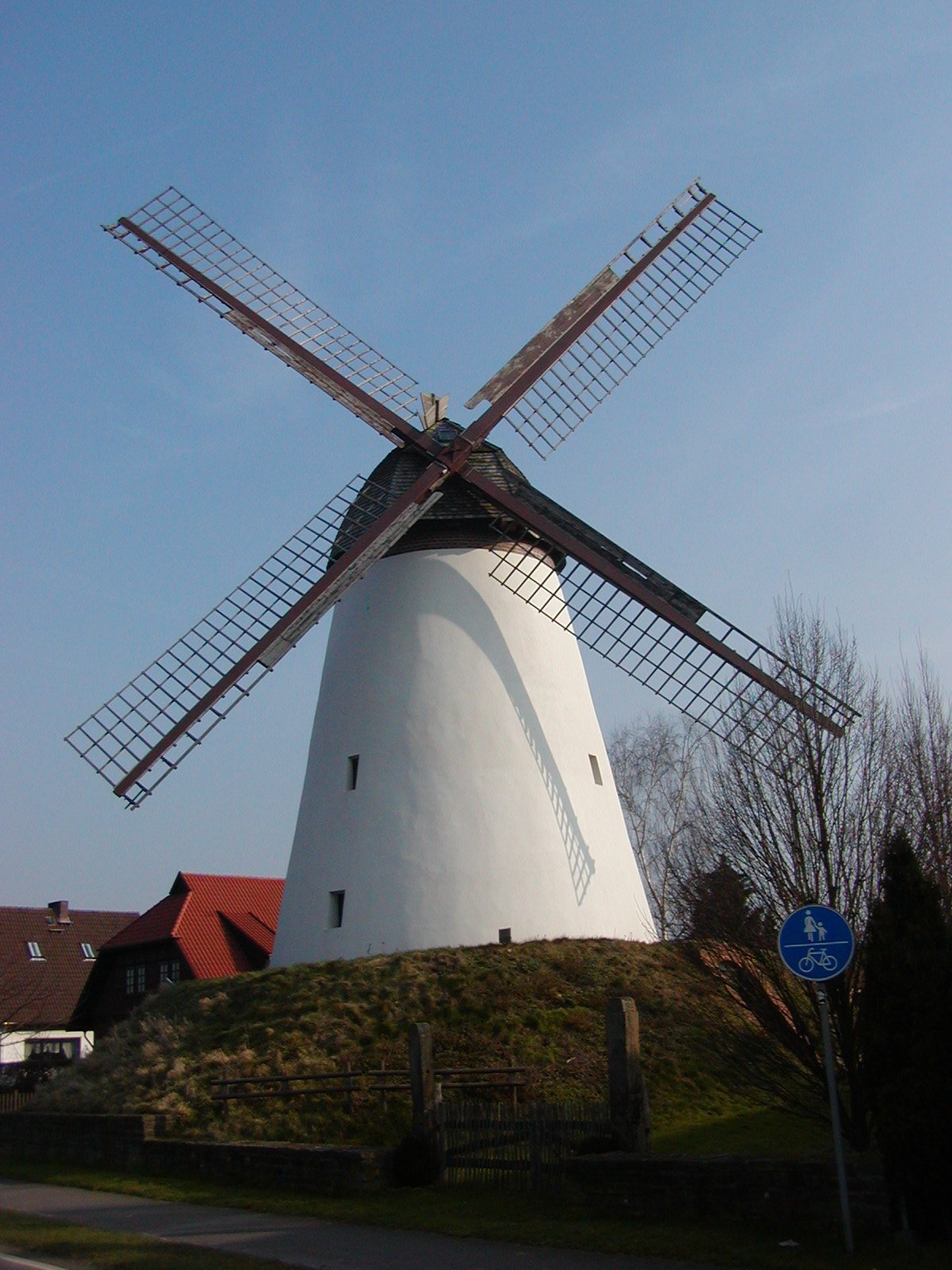
Windmühle Dützen

Ein genaues Baudatum der „Hummelbecker Windmühle“, wie die Dützer Mühle nach dem ältesten Dützer Ortsteil schon immer genannt wurde, steht nicht fest. Aussagen des Bölhorster Müllers aus der damaligen Zeit lassen den Schluss zu, dass die Mühle zwischen 1808 und 1813 errichtet wurde. Seit der Restaurierung besitzt der Wallholländer mit seiner hohen Durchfahrt wieder eine Haube, eine Windrosenanlage und windgängige Segelflügel.
In den 30er Jahren wurde die Mühle zu einer Motormühle umgerüstet. Die Flügel blieben zunächst erhalten, als sie vergammelt waren, wurde die Mühle mit einer Betonplatte abgedeckt. Erst im Rahmen der Mühlenerhaltungsmaßnahmen des Mühlenkreises wurde wieder eine Haube mit Flügeln auf die Mühle gesetzt. Eine Funktion haben sie nicht.

#### Windmühle Eickhorst

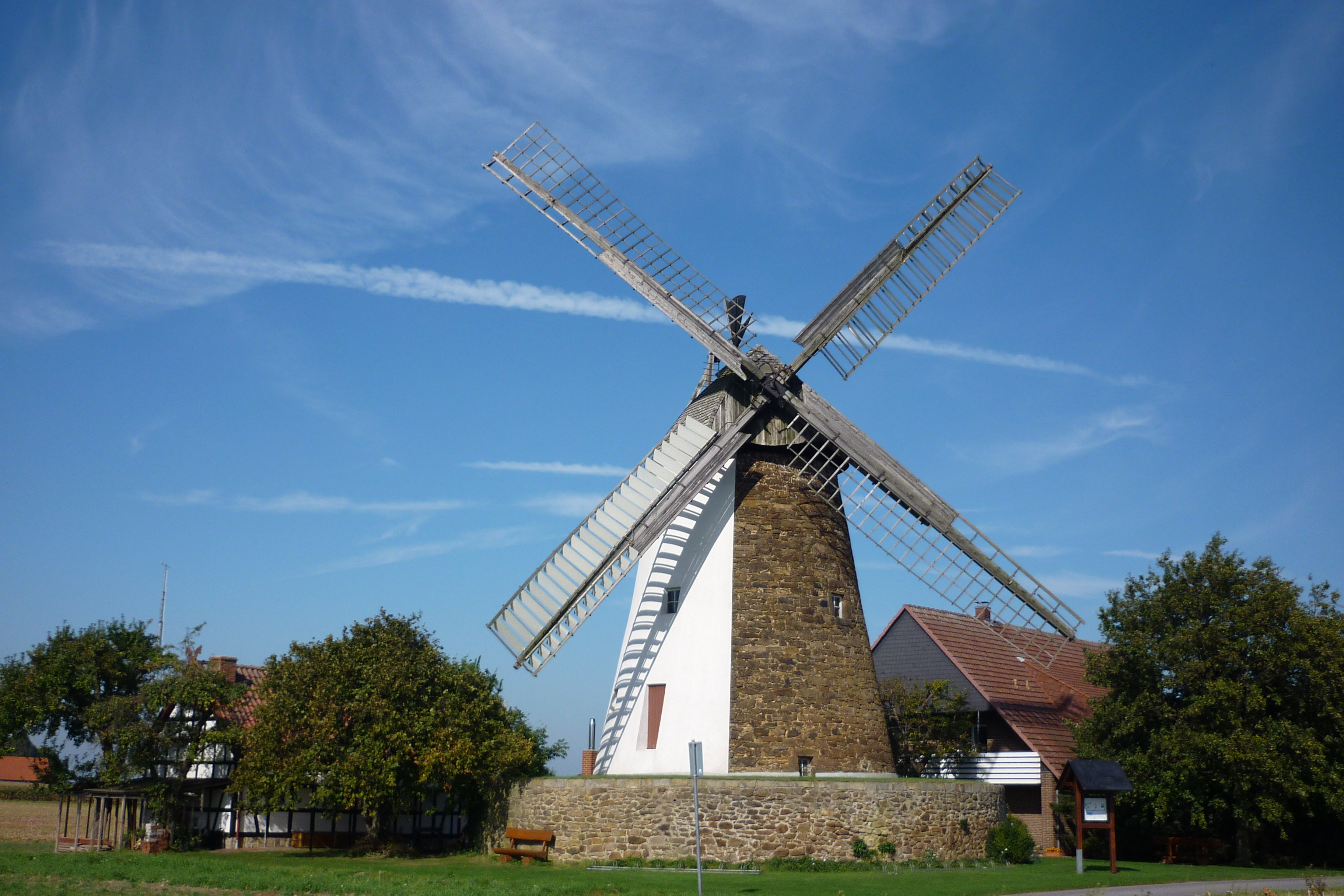
Windmühle Eickhorst

Der Wallholländer Storck's Mühle wurde 1848 erbaut. Der konische Mühlenturm wurde aus Bruchsteinen gemauert. An der Wetterseite wurde er verputzt. Der Mühlenturm ist von einem Erdwall umgeben. Dieser Wall wurde ebenfalls aus Bruchsteinen ummauert. Auch diese Mühle hat zur Unterstützung einen Motor, der seit 1909 die Mühle mit antreibt. Zusätzlich wurden an der Flügelanlage die Feldruten (das ist das Flügelpaar das vor den Hausruten zum Feld liegt), durch Jalousienflügel ersetzt, die einfacher zu bedienen waren.

#### Windmühle Eilhausen, Königsmühle

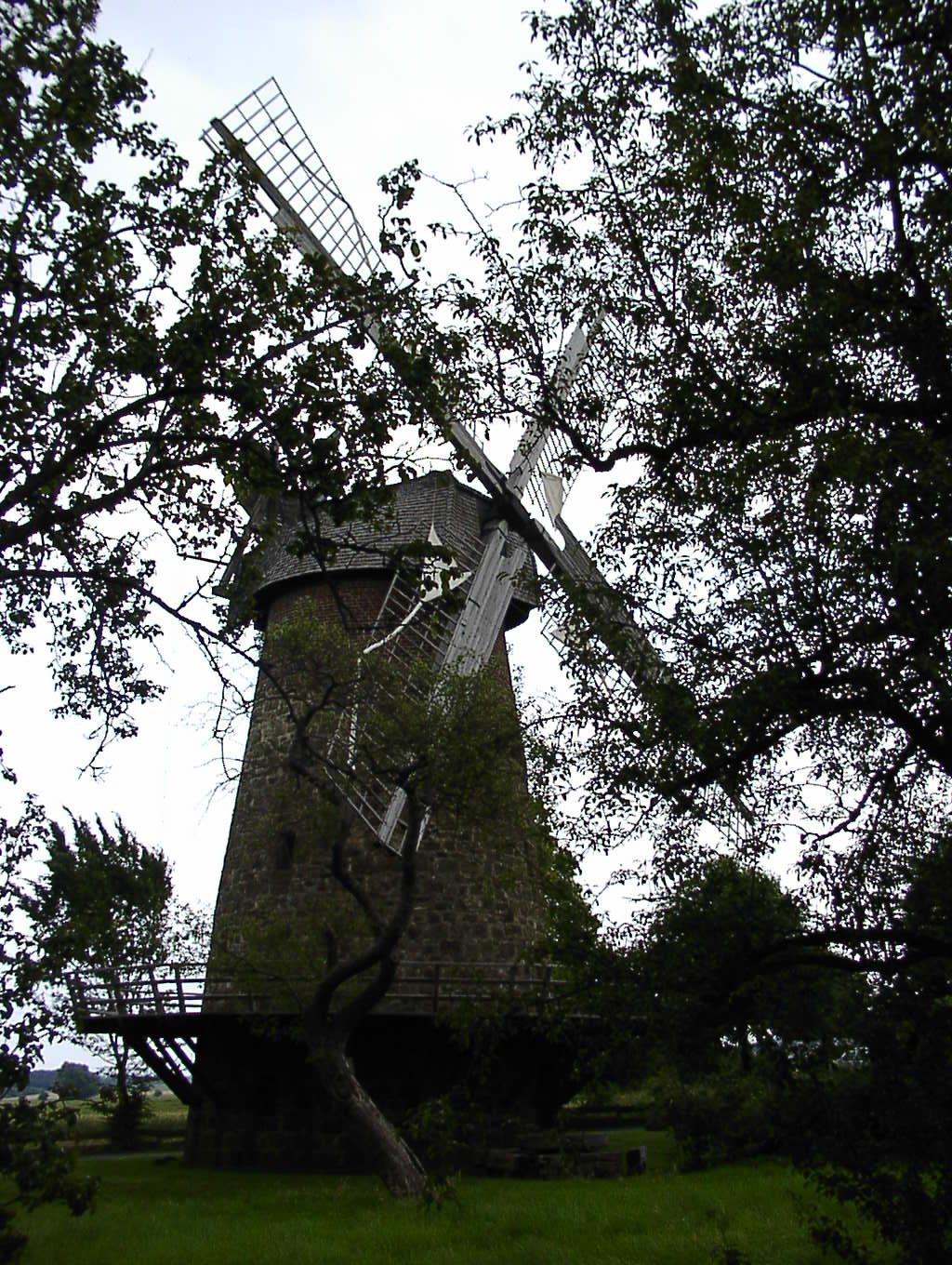
Windmühle Eilhausen

Der Galerieholländer wurde 1748 erbaut und hat einen aus Sandsteinen gemauerten runden Mühlenturm. Die Mühle hat eine Windrosenanlage und windgängige Segelgatterflügel. Neben der Mühle befinden sich ein Fachwerkgebäude und ein offener Schuppen für die Gästebetreuung.
Kartenansicht der Mühle

#### Windmühle Eisbergen

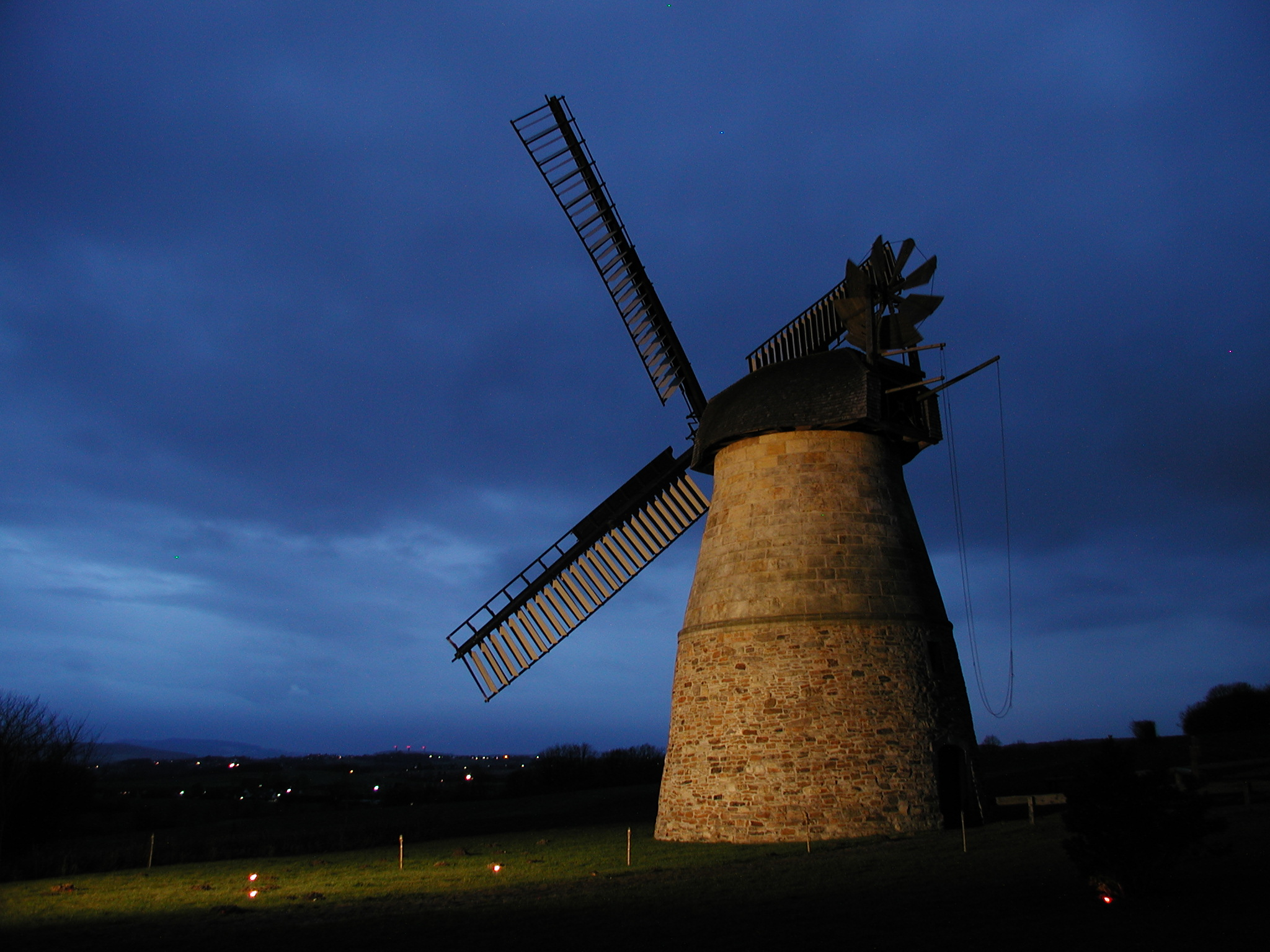
Windmühle in Eisbergen

Der Erdholländer wurde um 1855 errichtet und 1989–1992 an den jetzigen Standort am Rande von Eisbergen (Ahmserort) umgesetzt. Die untere Hälfte der Mühle wurde aus Bruchsteinen und die obere Hälfte aus sorgfältig bearbeiteten Sandsteinen gemauert. Der Mühlenturm ist nur leicht konisch und trägt wieder eine Windrosenanlage und Jalousie-Flügel. Die Windmühle ist auch unter dem Namen Röckemanns Mühle bekannt.
In der Nacht vom 18. auf den 19. Januar 2007 wurde die Mühle durch den Sturm Kyrill zerstört, weil die Sicherungsmaßnahmen unzulänglich waren. Trotz angezogener Bremse setzten sich die Flügel in Bewegung. Aufgrund der entwickelten Reibungshitze brannte die Windmühle bis auf die Grundmauern komplett aus. Die Mühle wurde vom Mühlenbauhof Frille (Petershagen) gesichert und die Schäden entsorgt. Eine provisorische Kappe sollte den Mühlenkörper vor Regen und weiteren witterungsbedingten Schäden schützen. In den Jahren 2008 bis 2009 wurde die Mühle wieder aufgebaut. Im Mai 2010 konnte sie dann wiedereröffnet werden.

#### Windmühle Großenheerse

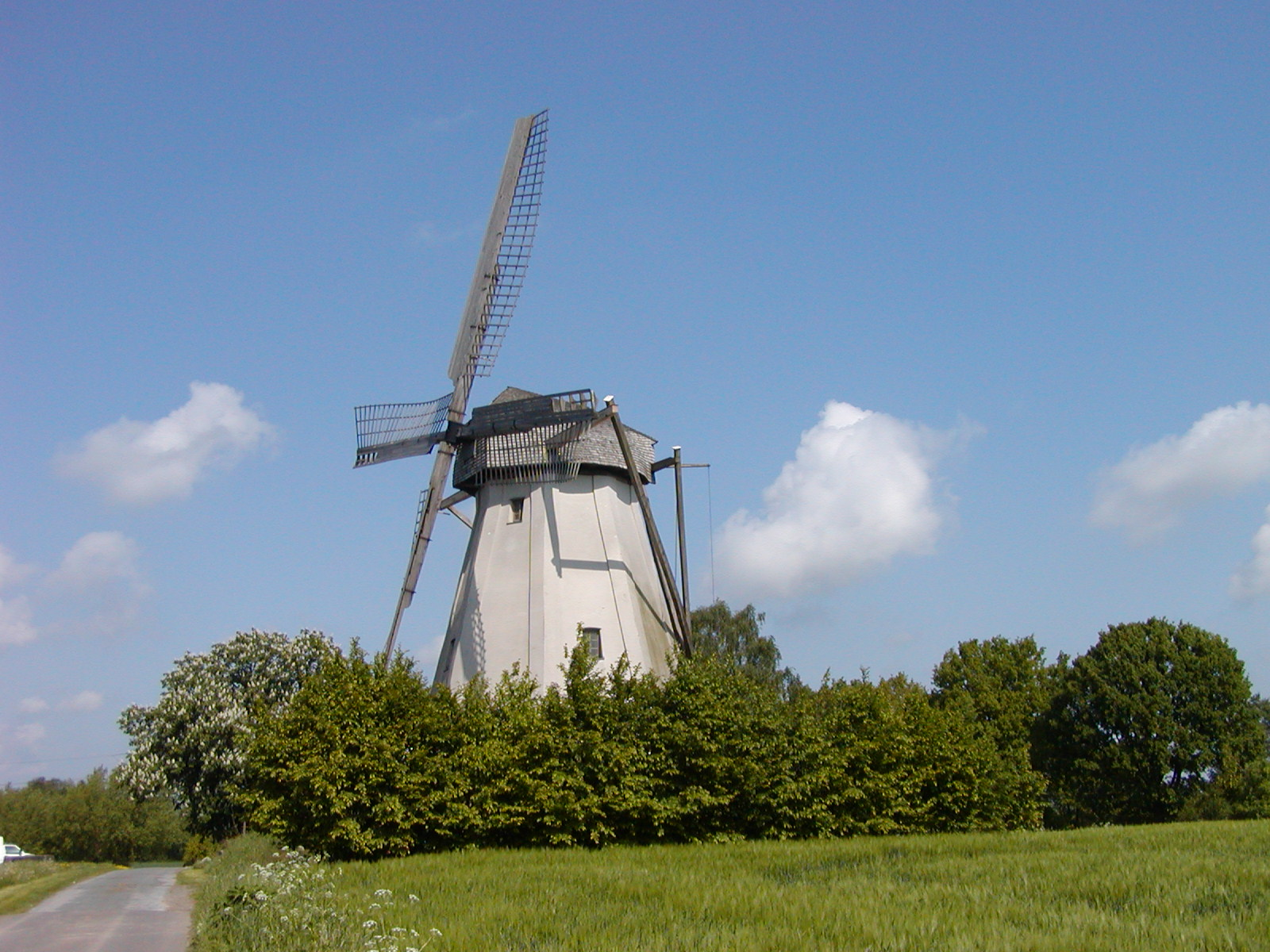
Windmühle Großenheerse

Der achteckige Mühlenturm, aus Backsteinen gemauert und voll verputzt, des Wall-Holländers von 1863 mit seinen bis unter die Mühlenhaube reichenden Ecklisenen ist eine einmalige Bauform im Bereich der Westfälischen Mühlenstraße. Die Segelflügel und der Stert sind nie modernisiert worden. In den 1990er Jahren gab es ein Konzept, diese Mühle als technische Ausbildungsmühle der anderen Mühlen der Westfälischen Mühlenstraße zu definieren, um in Schulungen dem örtlichen, meist ehrenamtlich arbeitenden Personal das Handwerk des Windmüllerns beizubringen. Das Konzept ist nicht umgesetzt worden.
Im Müllerhaus befindet sich ein Café-Restaurant mit Übernachtungsmöglichkeiten.

#### Windmühle Hartum

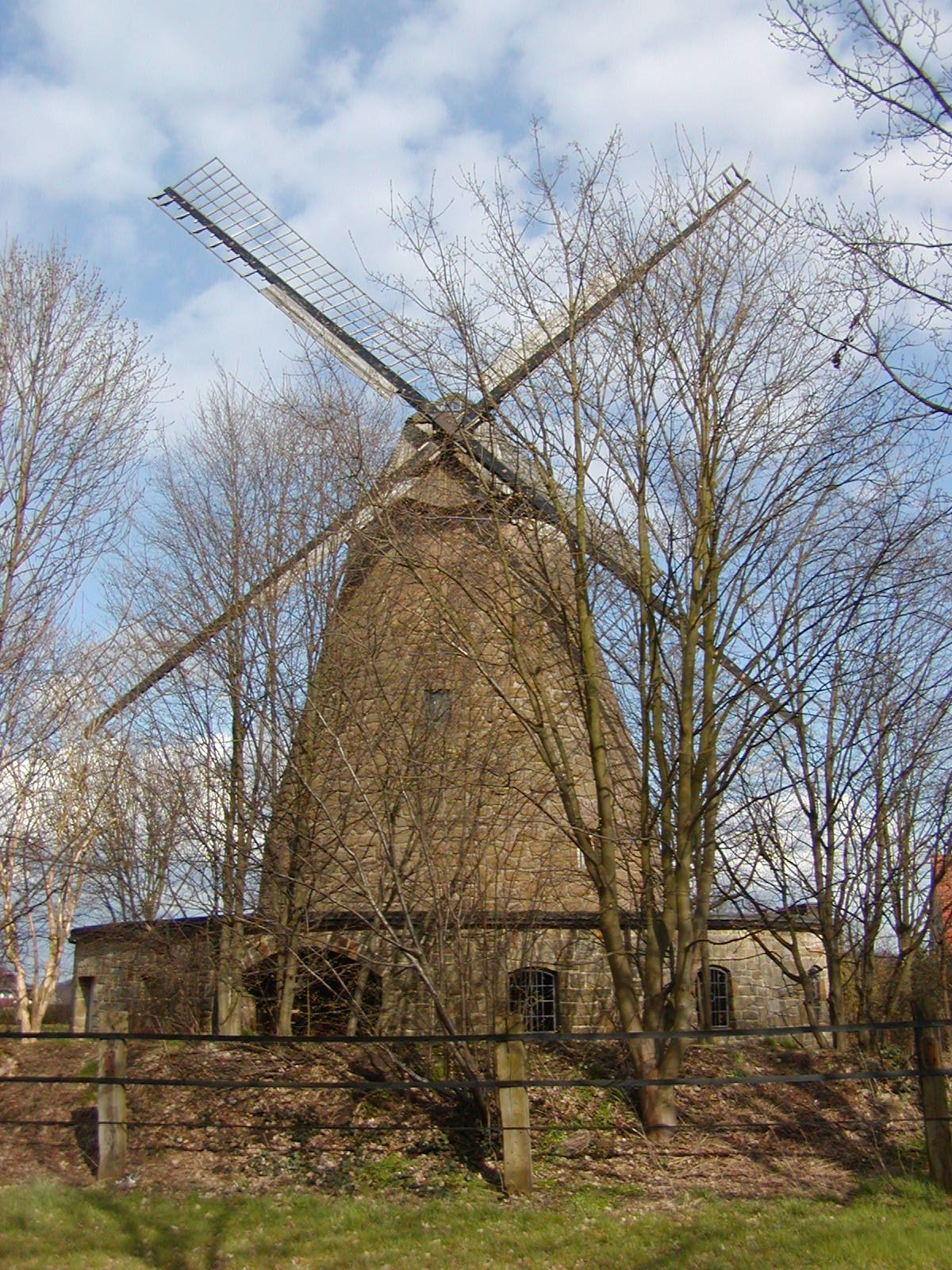
Windmühle Hartum

Der Wall-Holländer wurde 1877 errichtet. Mit seinem mächtigen, aus Sandbruchsteinen gemauerten konischen Mühlenturm und der neuen Mühlenhaube mit Segelflügeln und Windrose erhielt die Windmühle ihr Ortsbild prägendes Aussehen zurück. Der Erdwall wurde im Laufe der Zeit durch ein gemauertes Erdgeschoss ersetzt.
Bauherr der Mühle war die Gemeinde Hartum, sie war ein zeitgemäßer Ersatz für die nicht mehr betriebsbereite Bockwindmühle. Der Gedenkstein im Turm enthält einen Sinnspruch sowie die Namen des Mühlenbauers, des Gemeindevorstandes und der Gemeindeverordneten.

#### Windmühle Heimsen

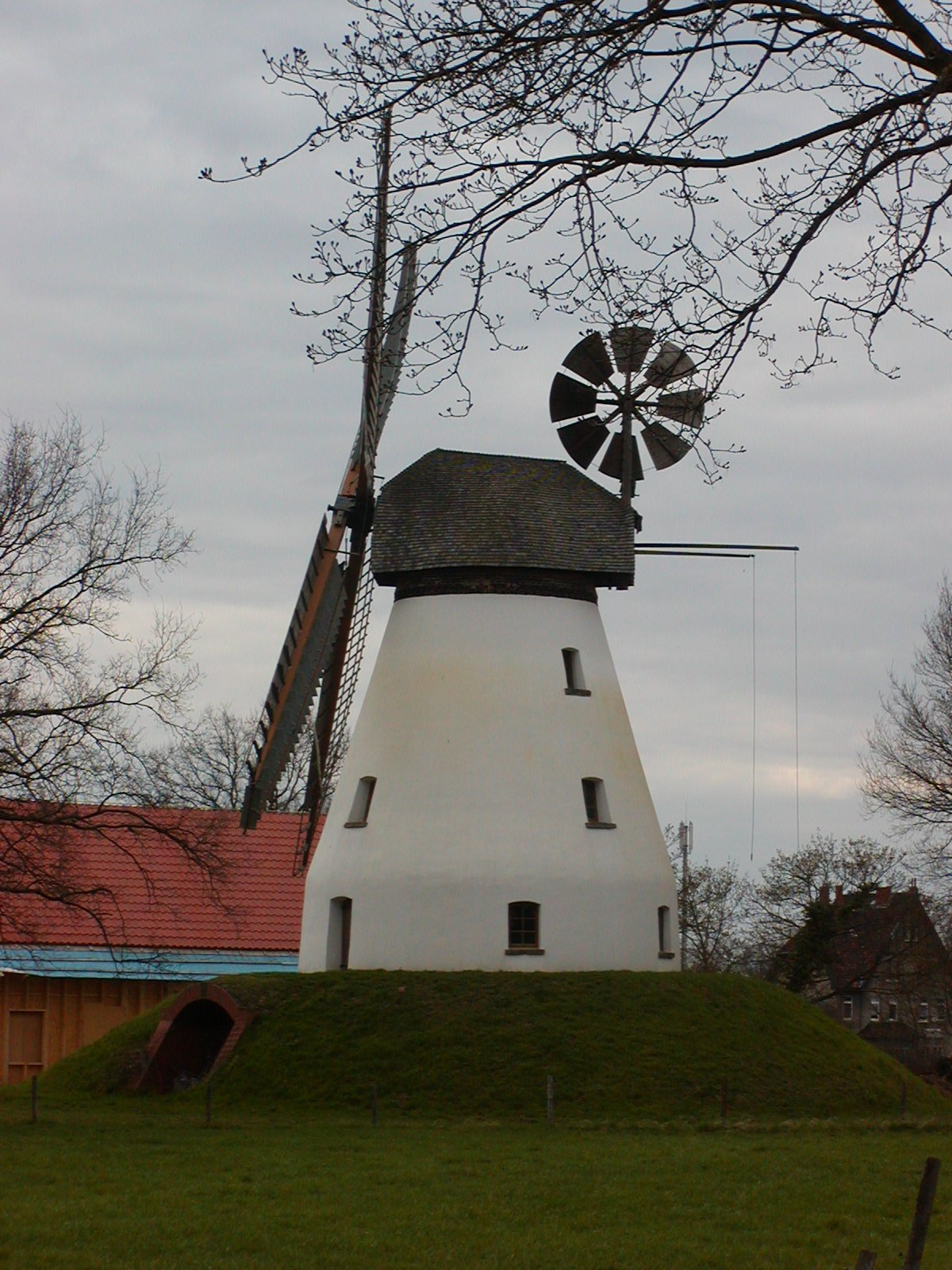
Windmühle Heimsen

1873 wurde der Wallholländer als Nachfolger einer Schiffmühle und einer Bockwindmühle gebaut. Der Mühlenturm wurde aus gemauerten und verputzten Backsteinen auf einem Bruchsteinsockel errichtet.

#### Windmühle Hille „Auf der Höchte“

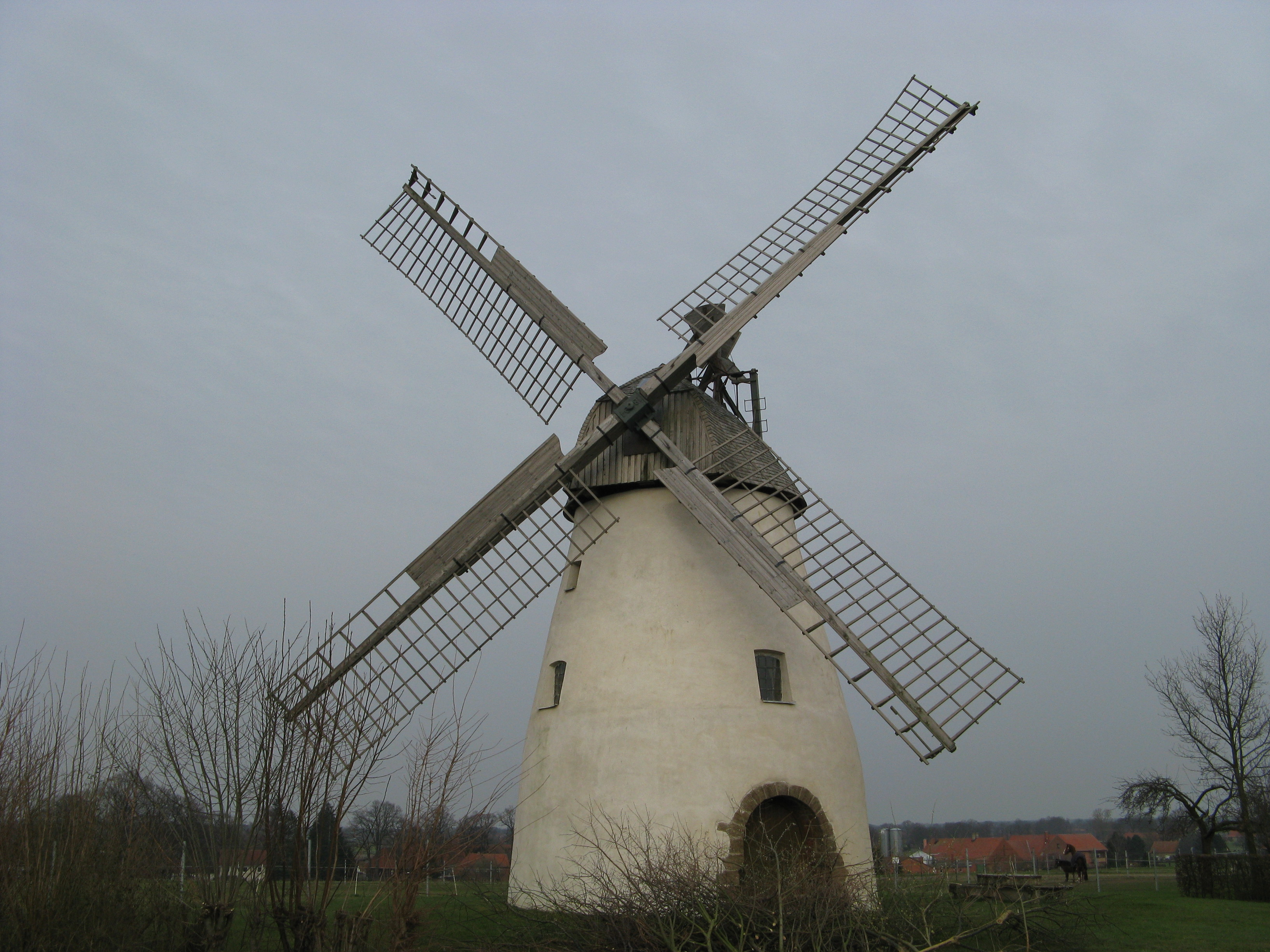
Windmühle Hille

Der Erdholländer wurde 1733 erbaut. Der bauchig-konische Mühlenturm wurde im unteren Drittel aus Schieferbruchsteinen und darüber aus Feldbrandsteinen gemauert und war damit die zweite Mühle neben einer abgebauten Bockwindmühle im Ort. Heute ist er wetterseitig verputzt. Bis 1951 wurde die Mühle mit Flügeln betrieben, dann brach im Sturm ein Flügel ab und die Mühle wurde mit einem neben dem Gebäude stehenden Motor angetrieben. 1956 brach ein Getriebeteil am Motorgang und der Mühlenbetrieb wurde gänzlich eingestellt. Nach der Restaurierung hat die Mühle wieder windgängige „rechtsdrehende“ Segelflügel – eine Besonderheit im Windmühlenbau, drehen sich doch sonst fast alle Flügel andersherum – sowie eine Windrosenanlage mit zusätzlichem „Ziehrad“.

#### Windmühle Holzhausen an der Porta

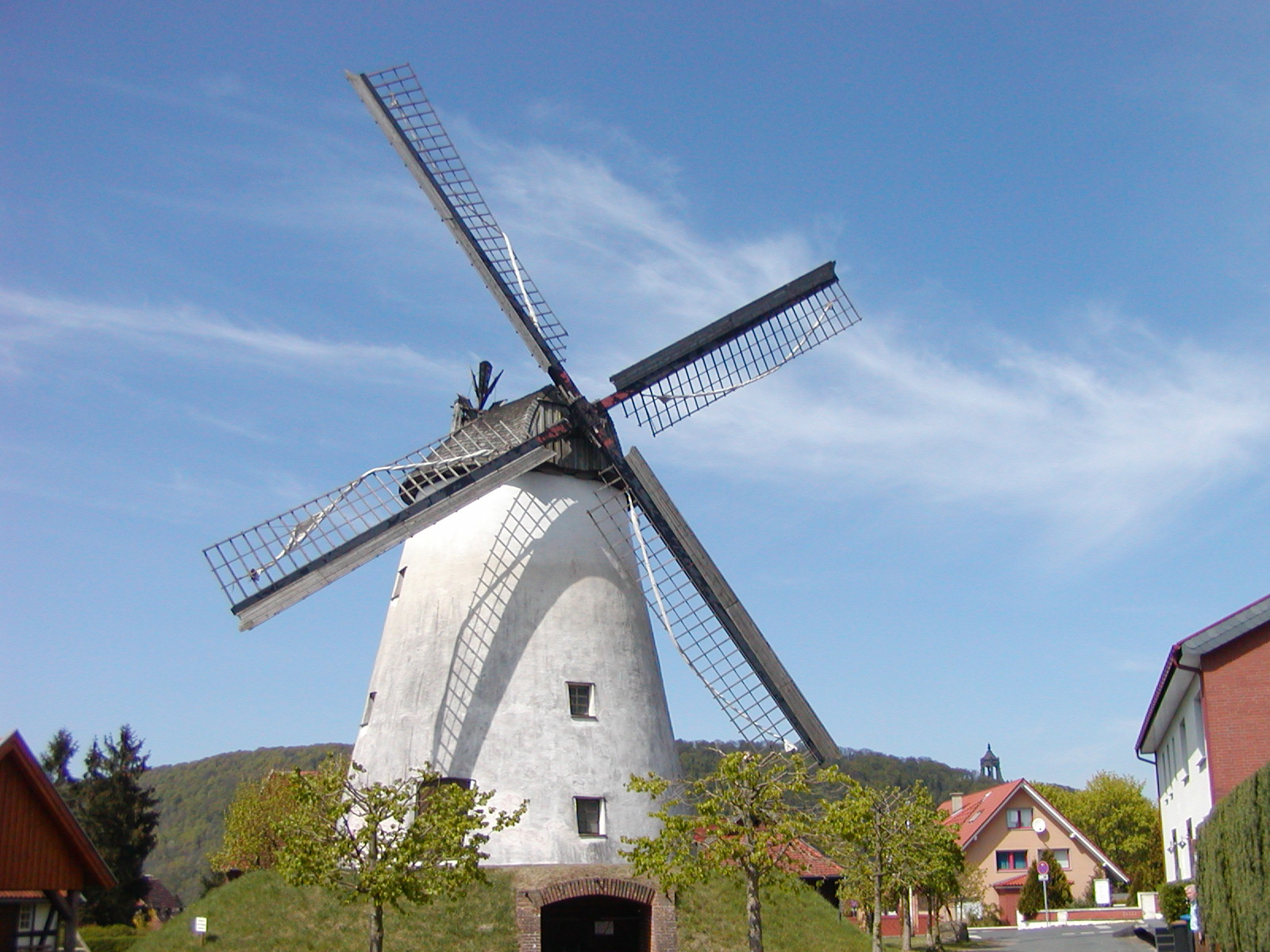
Windmühle Holzhausen an der Porta

Bereits in alten Katasterunterlagen aus dem Jahre 1837 ist am Standort der heutigen Mühle eine Windmühle eingezeichnet. Ob dies die heutige Mühle ist, steht nicht fest. Bis zum heutigen Tage ist das Baudatum des Wall-Holländers mit seinem verputzten konischen Bruchsteinturm nicht bekannt.

#### Windmühle Levern „Kolthoffsche Mühle“

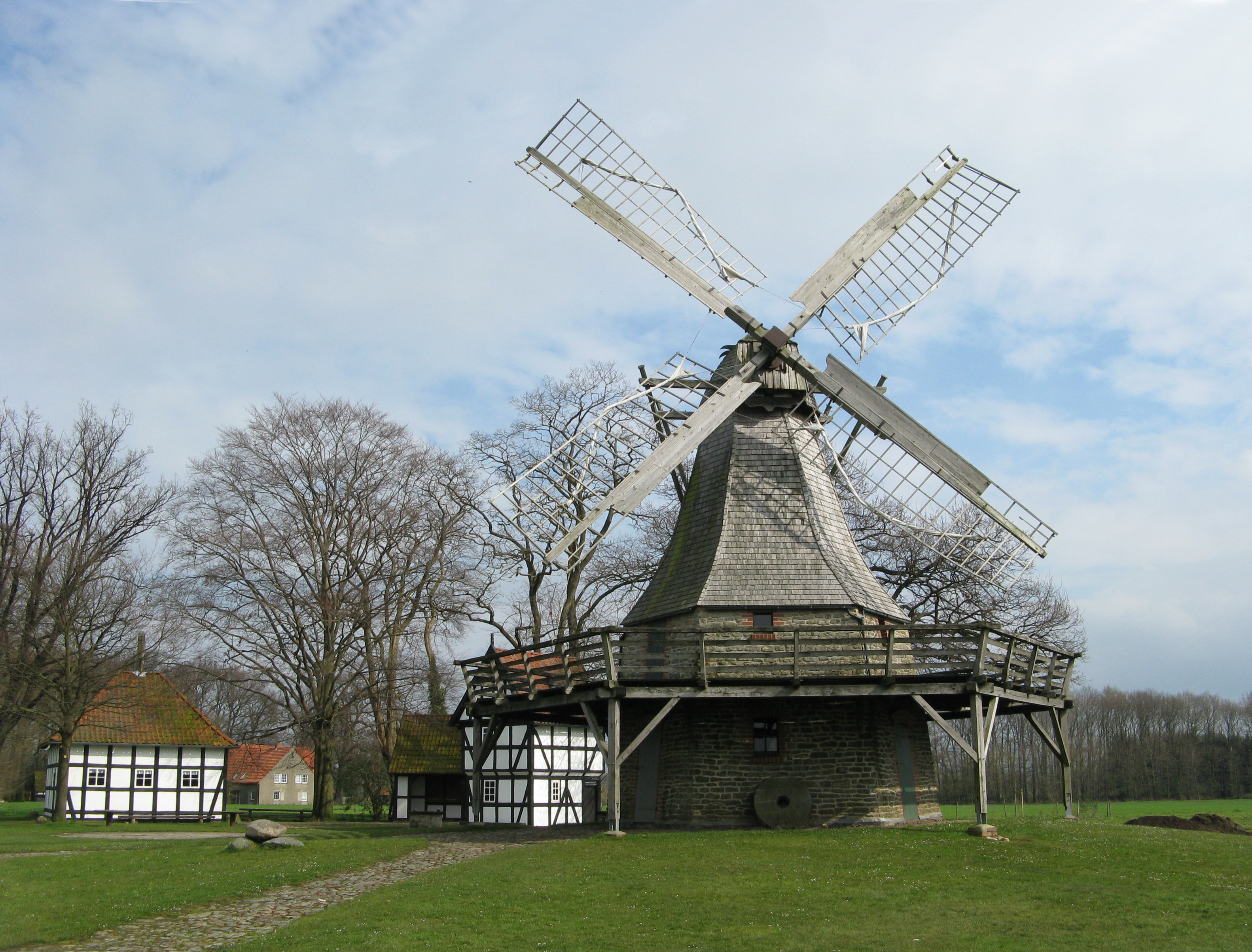
Windmühle Levern

Der Galerie-Holländer von 1922 steht auf einem massiven Bruchsteingeschoss. Sein verbretterter und geschindelter hölzerner „Sechskant“ ist im Kreis Minden-Lübbecke einmalig. Mit dem altertümlichen Stert und den windgängigen Segelflügeln dokumentiert er alte Windmühlentradition.

#### Windmühle Meißen

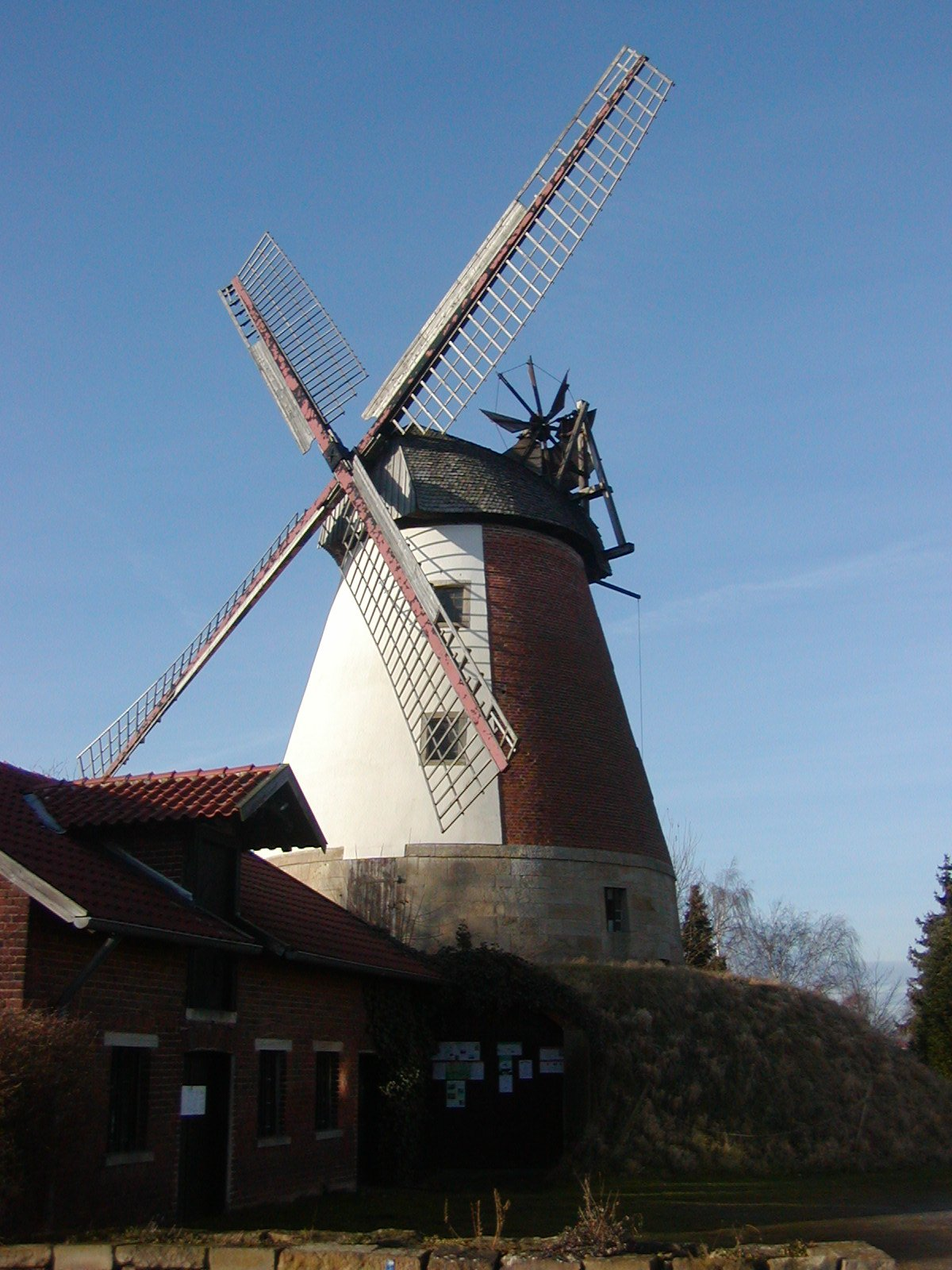
Windmühle Meißen

Der Wallholländer stammt aus dem Jahr 1883 und ist nach der Restaurierung mit Segelgatterflügeln und einer Windrose ausgestattet. Seit den 1930er Jahren wurde die Mühle mit einem Motor angetrieben, deshalb wurde die Windanlage nach einem Sturmschaden 1941 komplett abgebaut und erst mit der Aufnahme in das Mühlenprogramm des Kreises wieder angebaut. Die Technik ist bis auf einen elektrisch angetriebenen Steinschrotgang nicht mehr vorhanden, die Mühle hat eine stählerne Flügelwelle und ein Rollenlager als Halslager, das ansonsten selten im Denkmalschutz eingesetzt wird.
Im Jahr 2018 wurde die Mühle renoviert. Sie bekam neue Flügel und kann mit Freuden- oder Trauer-Besegelung ausgestattet werden. Das Kipp wurde mit neuen Holzschindeln ausgestattet. Im Jahr 2020 wurde ein neuer Fußboden im unteren Boden eingesetzt, so dass man dort jetzt auch standesamtlich heiraten kann.

#### Windmühle Meßlingen

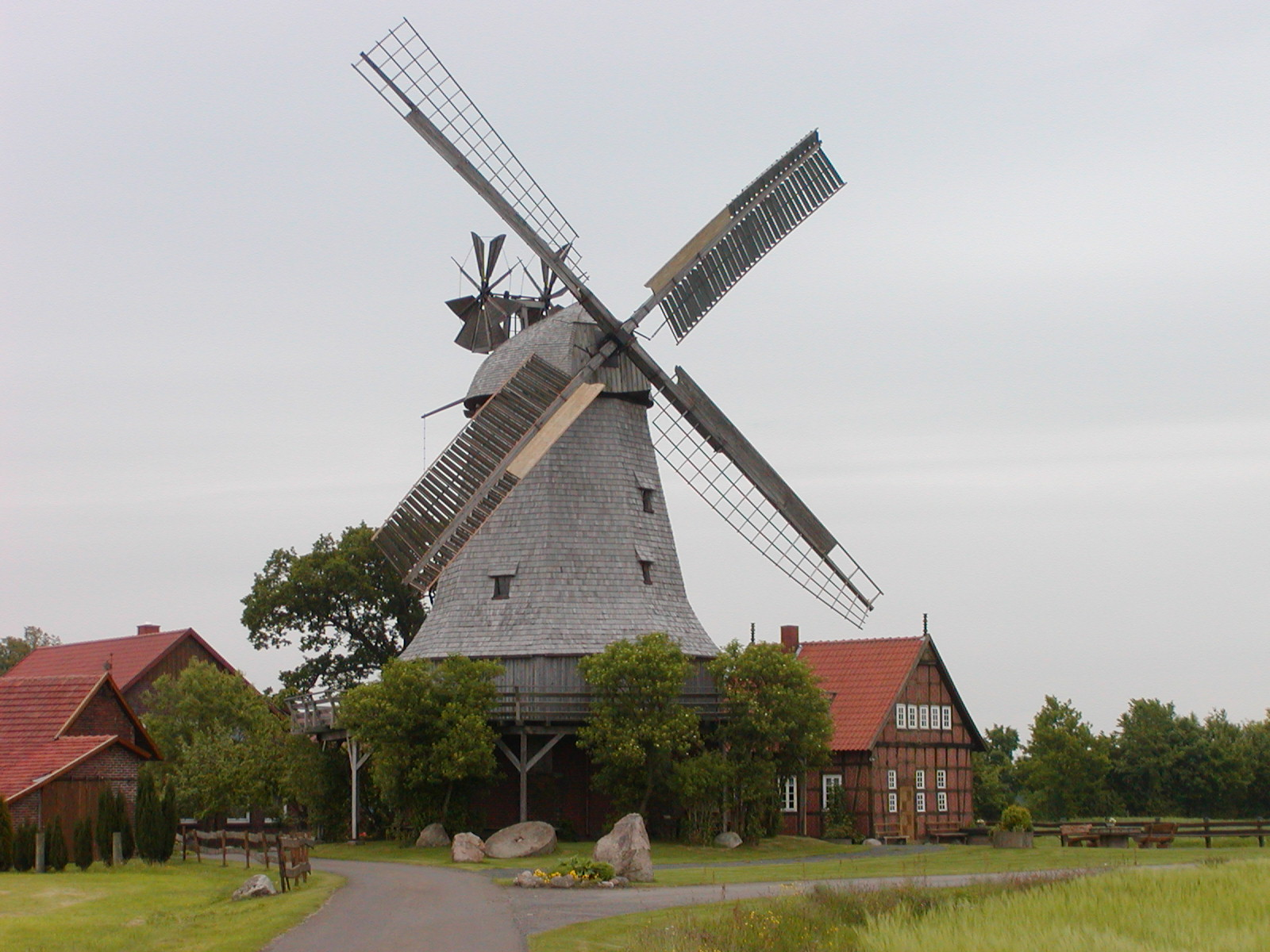
Windmühle Meßlingen

Die Windmühle Meßlingen wurde etwa im Jahre 1843 errichtet. Es handelt sich um einen achteckigen Galerieholländer aus Holzfachwerk auf massivem Backsteinunterbau. Die Haube wird durch eine an der Westfälischen Mühlenstraße einmalige doppelte Windrose in den Wind gedreht. An gleicher Stelle hat eine 1766 von der Preußischen Regierung genehmigte Bockwindmühle gestanden. Die Windmühle Meßlingen war eine der ersten Mühlen im Kreisgebiet, die vor dem Abriss gerettet und restauriert wurden. An der technischen Einrichtung wird weiter restauriert, die Mühle ist nur bedingt funktionsfähig.

#### Windmühle Nordhemmern „Greftmühle“

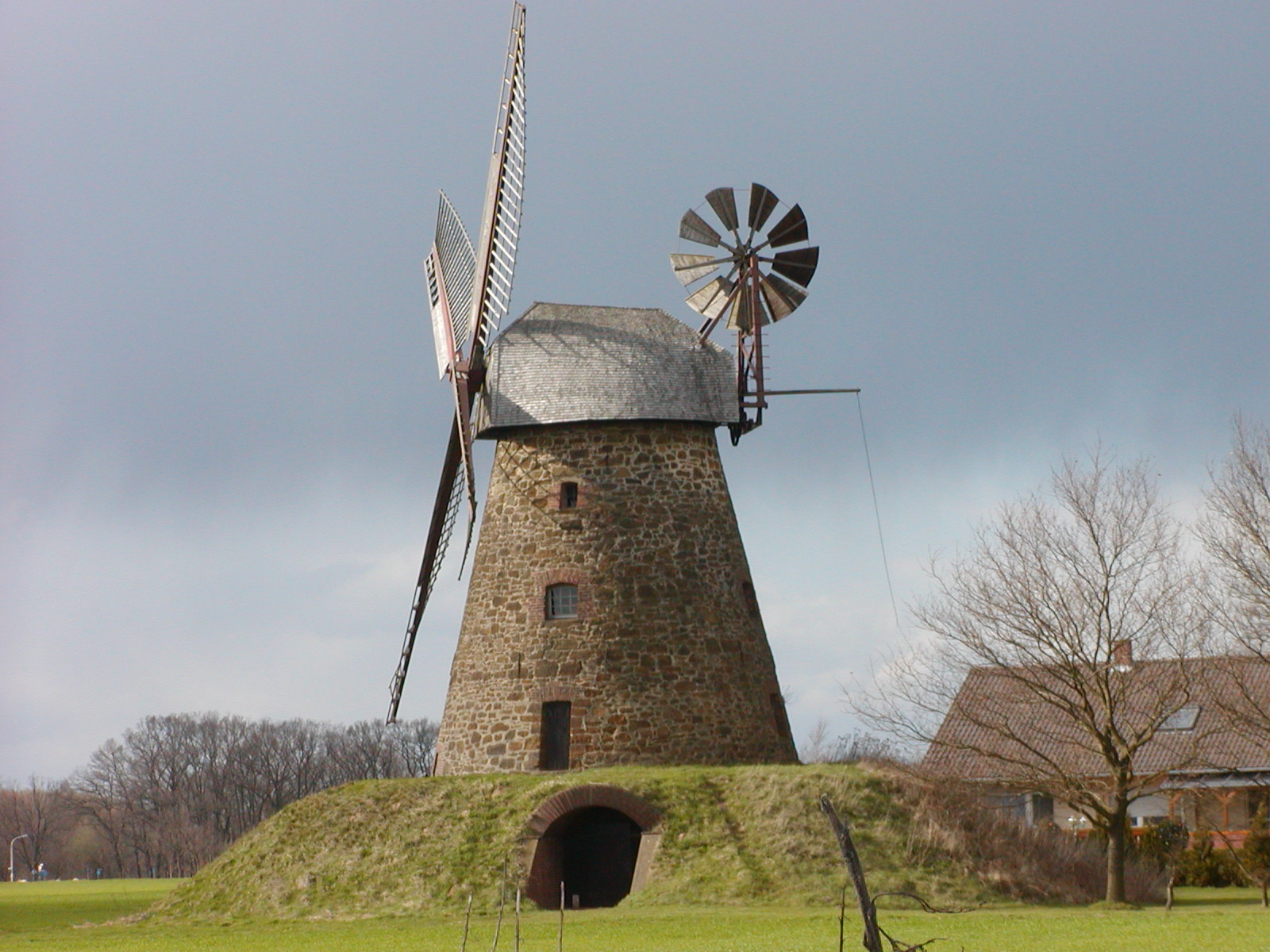
Windmühle Nordhemmern

Der konische Turm des Wallholländers wurde 1938 aus groben Sandsteinen gemauert. Im Rahmen der Restaurierung erhielt die Mühle wieder windgängige Segelflügel. Ebenfalls wurde die alte neunblättrige Windrose, die einzige im Kreisgebiet, wiederhergestellt.
Die Mühle steht auf einem äußerst windgünstigen Platz. Zeitweise gab es hier eine Bokemühle und eine Ölmühle. Technisch wurde sie zum Schluss als Motormühle gefahren, jedoch ist die Technik unvollständig, die Mühle kann somit nicht betrieben werden.

#### Windmühle „Büsching'sche Mühle“ Petershagen

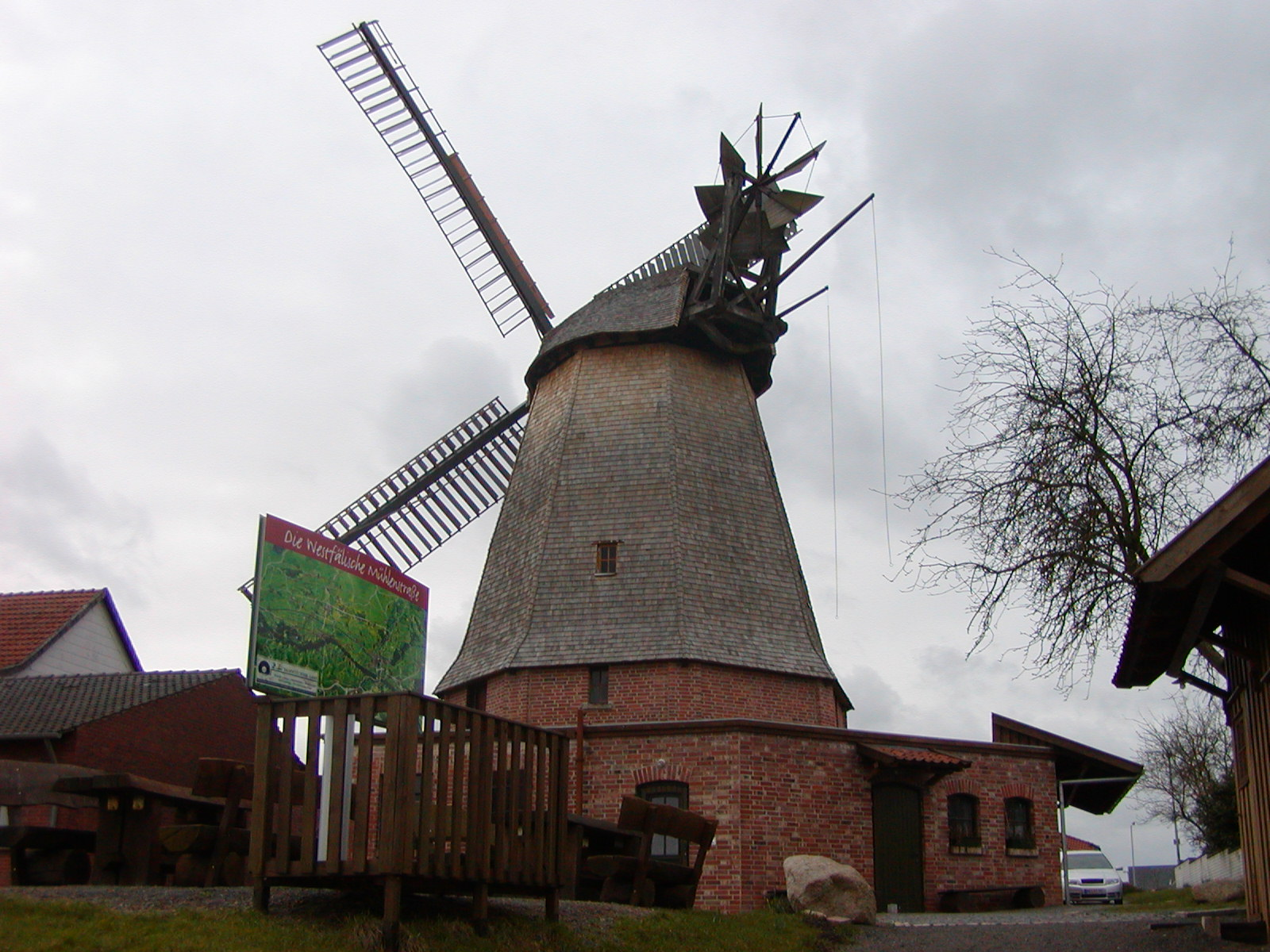
Büsching'sche Mühle Petershagen

Die Mühle wurde 1810 errichtet. Der Wallholländer ist verbrettert und geschindelt. Der Achtkant steht auf steinernem Unterbau. Die Windrose ist funktionsfähig und dreht die Haube ständig in den Wind.
In den letzten Jahren wurde die Mühle umfassend wiederhergestellt, die Müllereimaschinen sind nur teilweise funktionsfähig. Sehenswert ist das alte Lokomobil im Keller, das über einen Riemen die Königswelle von unten antreiben kann.

#### Windmühle Petershagen, Pottmühle

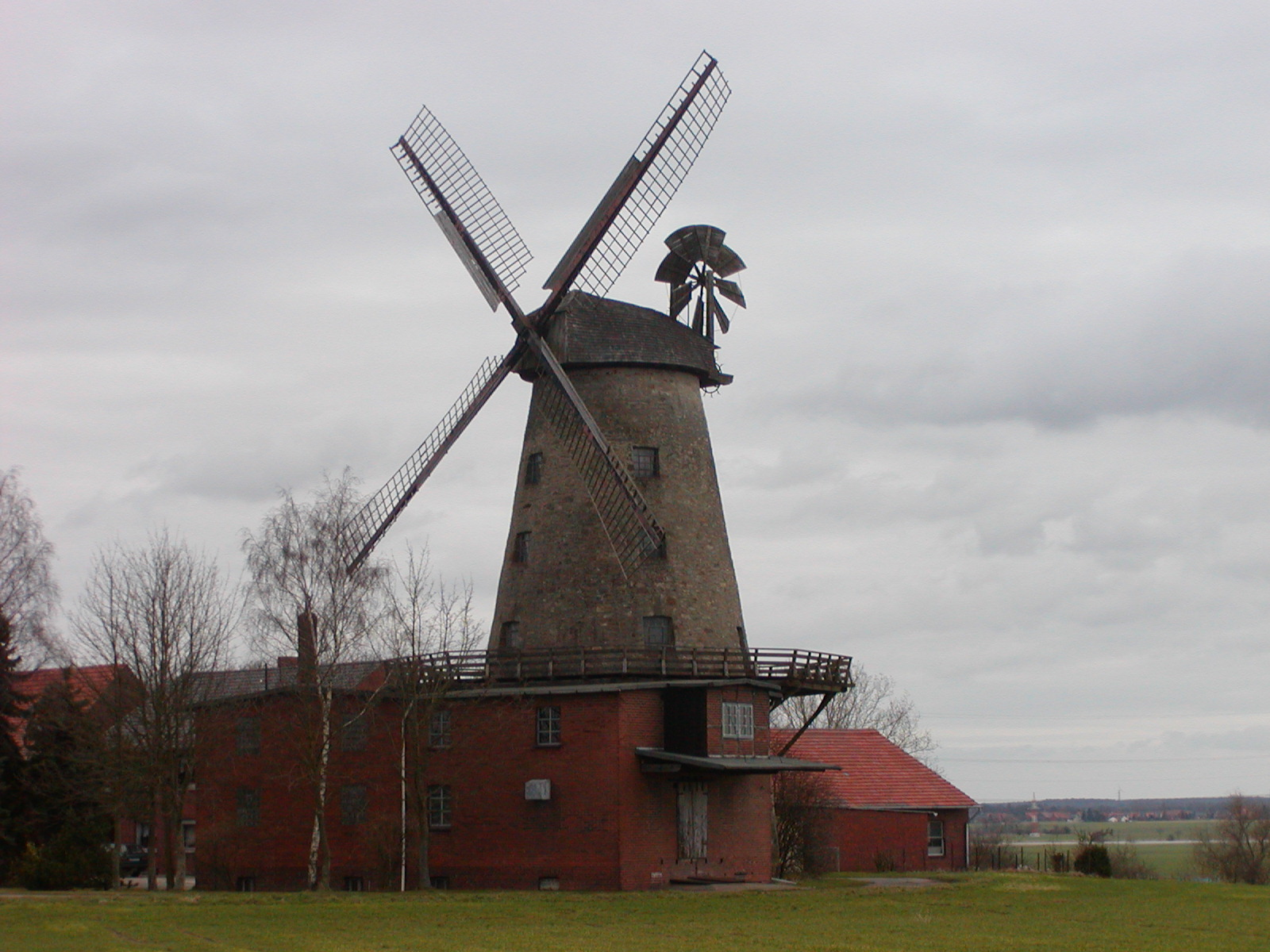
Pottmühle Petershagen

Die Pottmühle ist der jüngste Galerieholländerwindmühle im Kreis Minden-Lübbecke. Der 18 m hohe, leicht konische Bruchsteinturm wurde 1938 errichtet. Bereits im Jahre 1745 wurde an diesem Standort eine Königsmühle erbaut. Der Name Pottmühle soll entstanden sein, weil der Turm mit der aufgesetzten Kappe wie eine Kaffeekanne aussieht.
Die Mühle war technisch gut ausgerüstet: Zwei Schrotgänge, ein Mahlgang, ein Walzenstuhl mit zweigängigem Plansichter und eine Reinigung fürs Getreide konnten sowohl mit Wind als auch mit Motor angetrieben werden. Die Mühle wurde leergeräumt und als Lager benutzt.

#### Windmühle Rodenbeck „Rodenbecker Mühle“

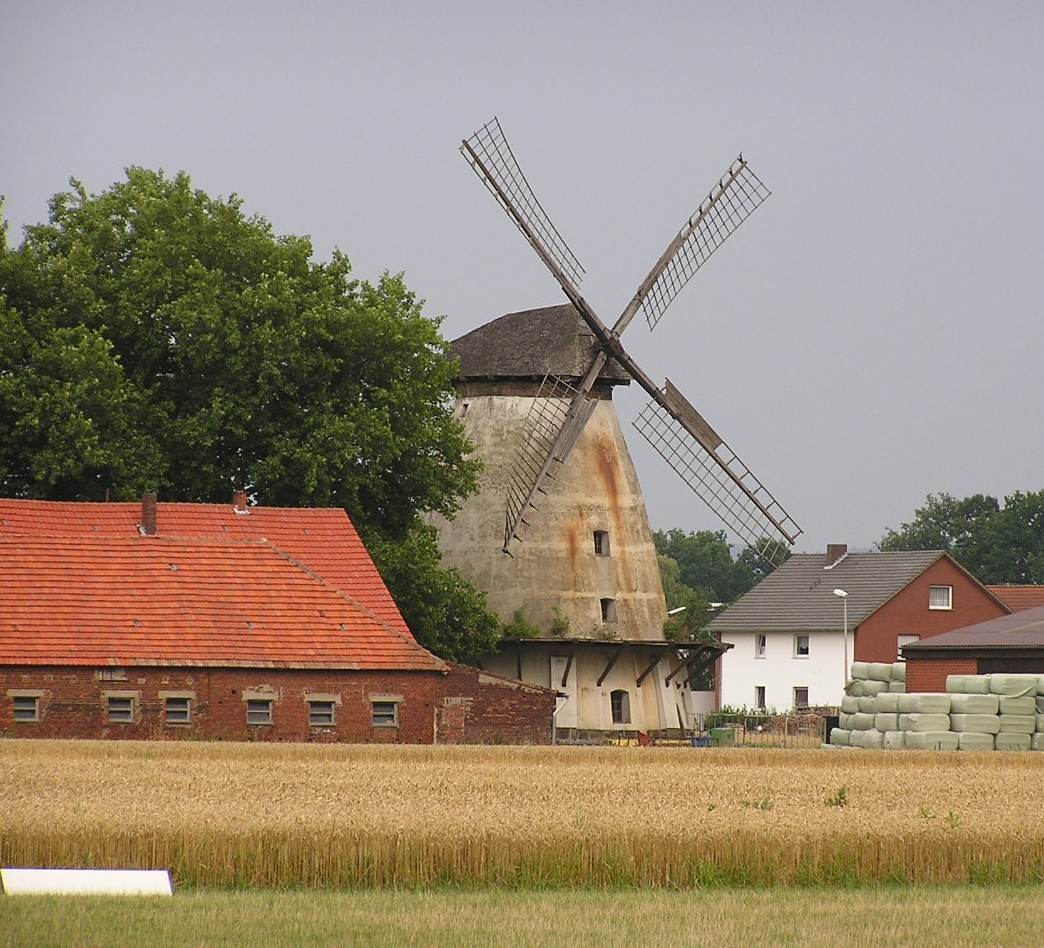
Windmühle Rodenbeck

Die Rodenbecker Mühle wurde 1821 als Galerieholländer des ehemaligen Gutshofs Rodenbeck erbaut. Der sumpfige Untergrund (Feuchtgebiet Bastauniederung) setzte eine ordentliche Gründung mit Eichenpfählen voraus. Sie ist durch ihren massigen, gedrungenen und konischen Mühlenturm geprägt. Die 24-eckige Galerie verstärkt diesen Eindruck. Hierdurch wirkt die größte Mühlenhaube im Kreisgebiet relativ klein. Die Mühle ist mit Segelgatterflügeln ausgestattet und ist mit einem Binnenkruirad in den Wind zu drehen. Dies ist die bauartbedingte Kombination, die ein sicheres Arbeiten auch bei Starkwind möglich macht.

#### Windmühle Seelenfeld, Königsmühle

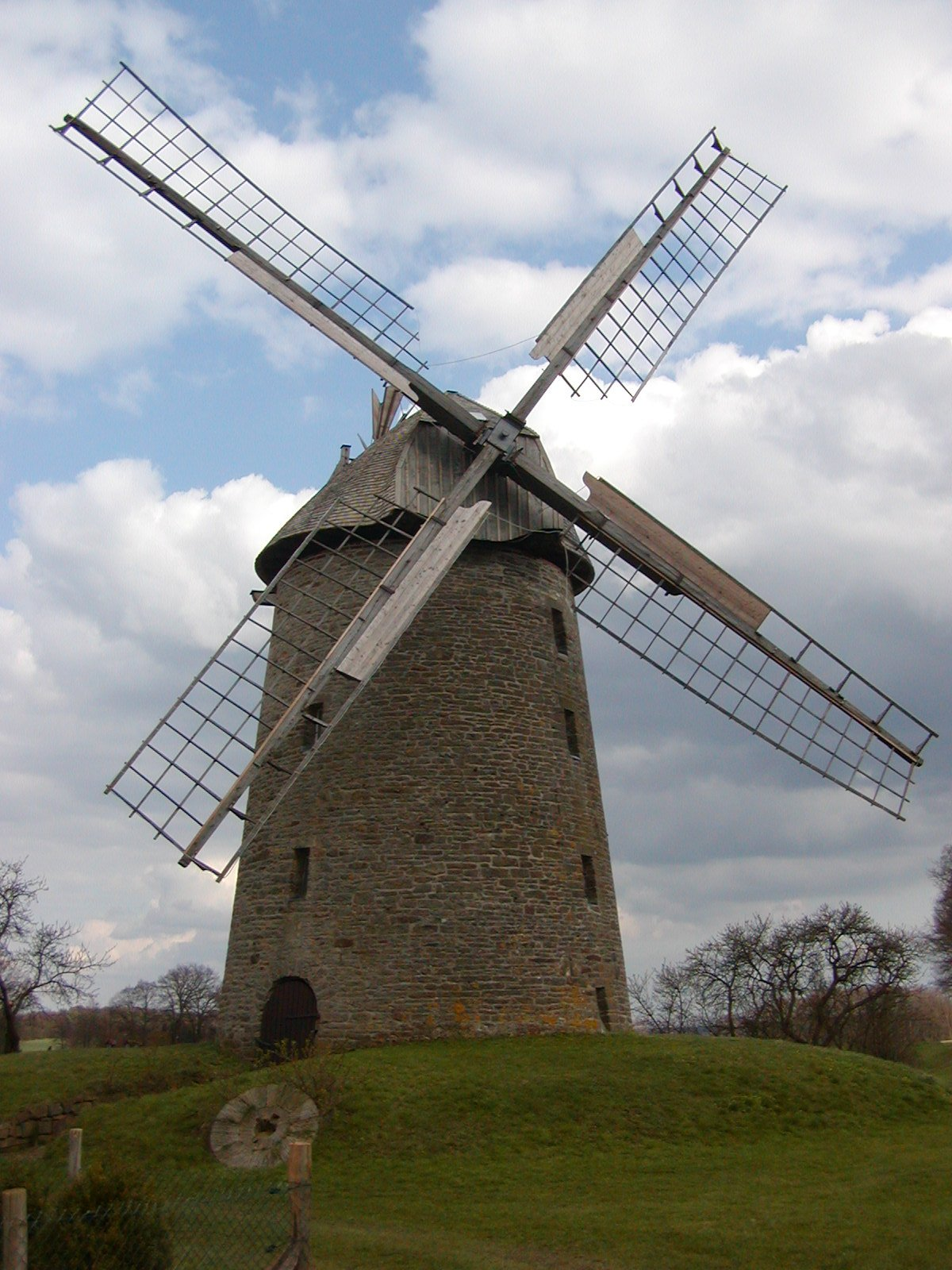
Königsmühle Seelenfeld

Die Königsmühle Seelenfeld ist eine Holländerwindmühle mit angeschüttetem Wall. Ihr leicht konischer Turm ist aus Bruchsteinen erbaut, die Kappe ist geschindelt. Sie steht auf der höchsten Erhebung (74 m ü. NN) der alten Bauerschaft Seelenfeld. Über der engen Eingangstür der Mühle ist eine Steintafel mit der eingemeißelten Inschrift FWR 1731 zu sehen. FWR sind die Anfangsbuchstaben der Wörter Fridericus Wilhelmus Rex, des Königs von Preußen der diese Mühle im Jahr 1731 nach Einführung des Mühlenzwangs 1721 erbauen ließ.

#### Windmühle Stemmer

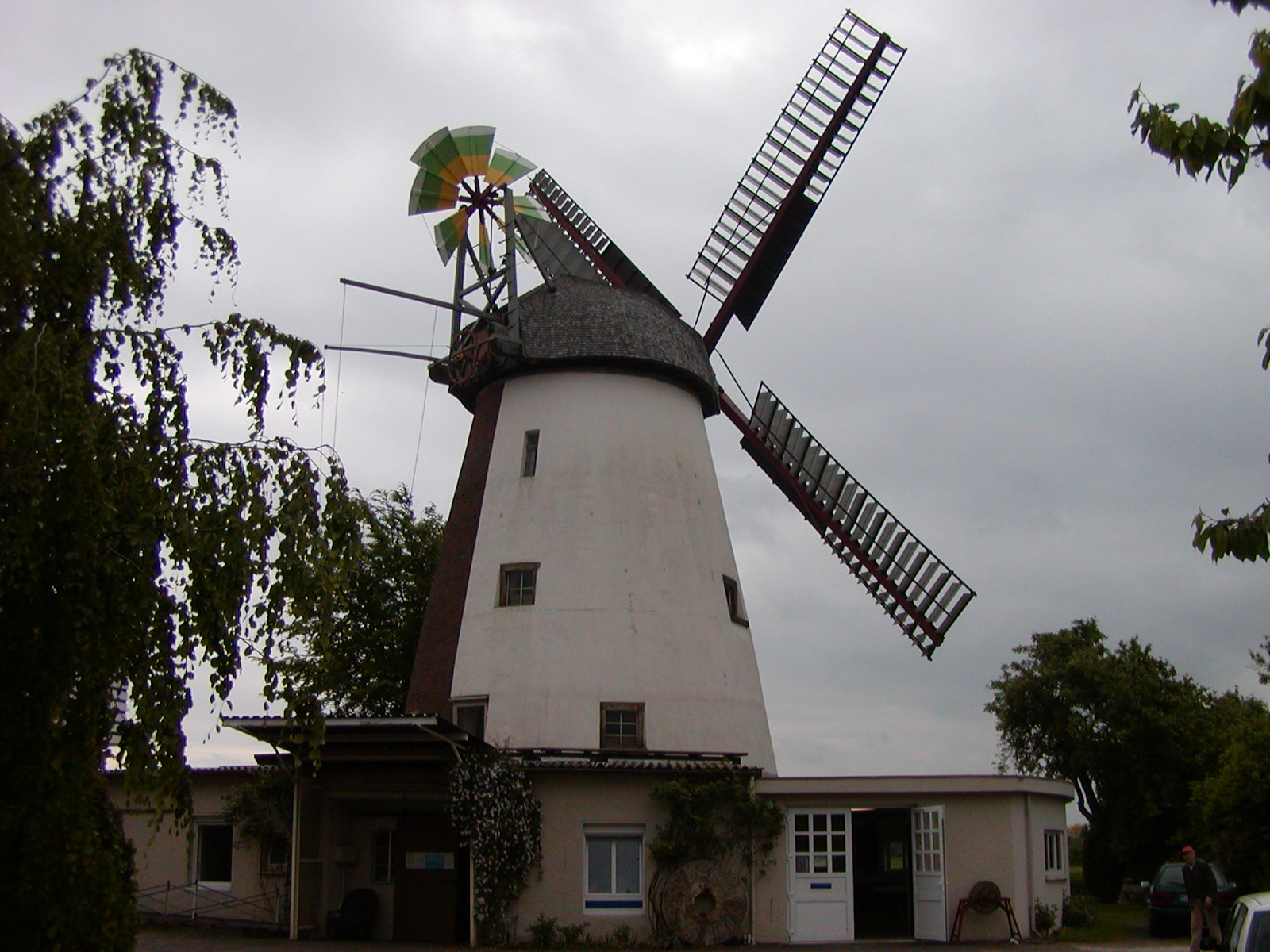
Windmühle Stemmer

Der Wallholländer von 1860 hat einen an der Wetterseite verputzten konischen Ziegelsteinturm. 1997 erhielt er wieder windgängige Jalousieflügel. Ein unverwechselbares Aussehen geben der Mühle die in den Farben des Dorfes weiß-grün-gelb gestrichenen Windrosenblätter. Die Mühle wird als Lager genutzt und ist nur bedingt funktionsfähig.

#### Windmühle Struckhof, Hüllhorst

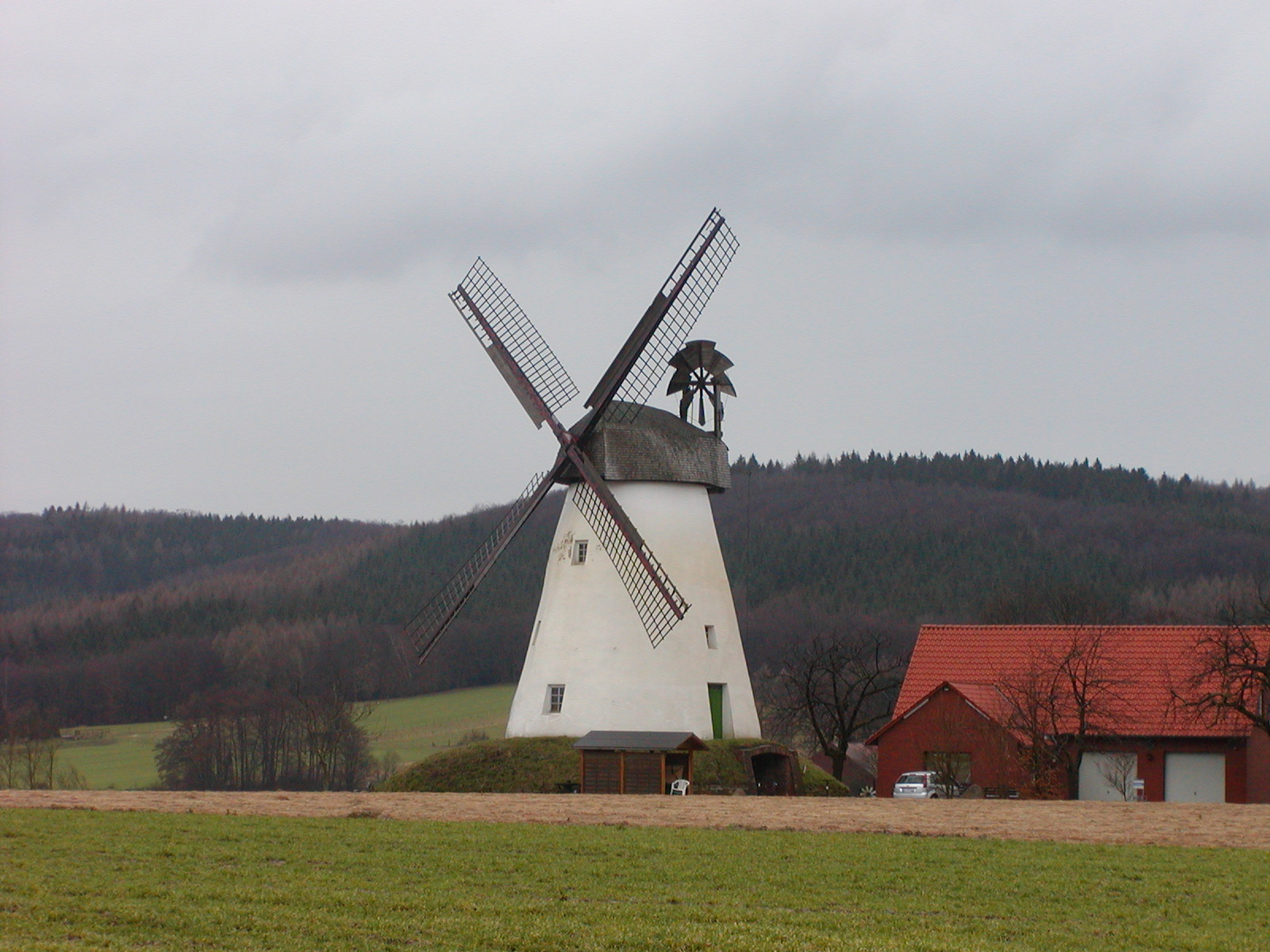
Mühle Struckhof

Der Wall-Holländer wurde 1883 errichtet. Die Mühle steht im Ortsteil Schnathorst und wurde erst 1987 in das Mühlenerhaltungsprogramm aufgenommen. Mit ihr besaß die Gemeinde Hüllhorst als einzige Gemeinde beziehungsweise Stadt im Kreis Minden-Lübbecke alle Arten (Wind, Wasser, Tiere/Rösser) der Naturkraftmühlen.
Kartenansicht der Mühle

#### Windmühle Südhemmern

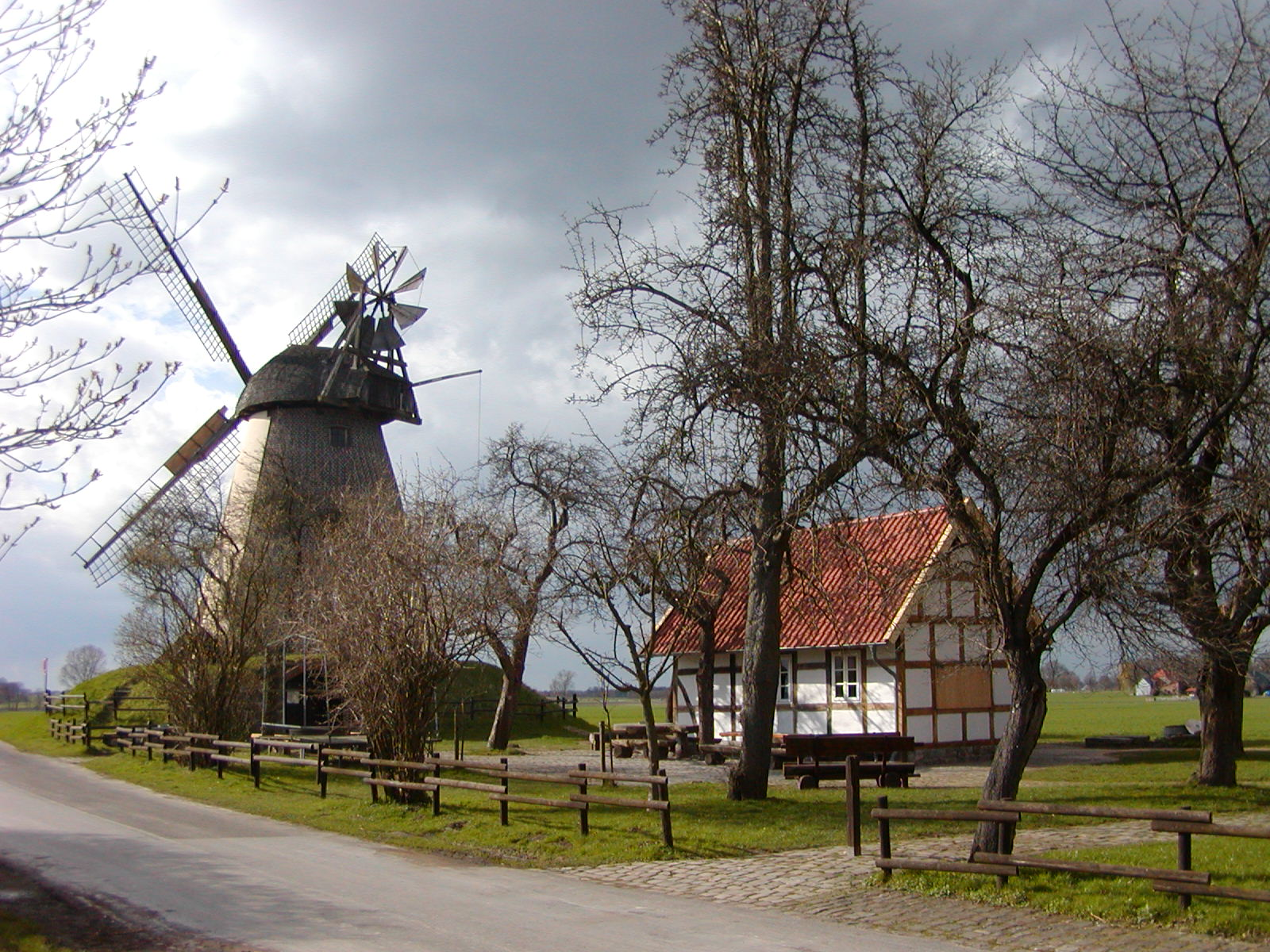
Mühle Südhemmern

Der Wallholländer soll nach einer Inschrift im Jahre 1880 erbaut worden sein. Der stark konische, an der Wetterseite verputzte, Mühlenturm aus Backsteinen ist von weither zu sehen. Diese Mühle wurde als erste im Rahmen des Kreismühlenerhaltungsprogramms renoviert. Bereits 1980 konnte die Mühle wieder in Betrieb gehen.

#### Windmühle Todtenhausen, Großenheider Königsmühle

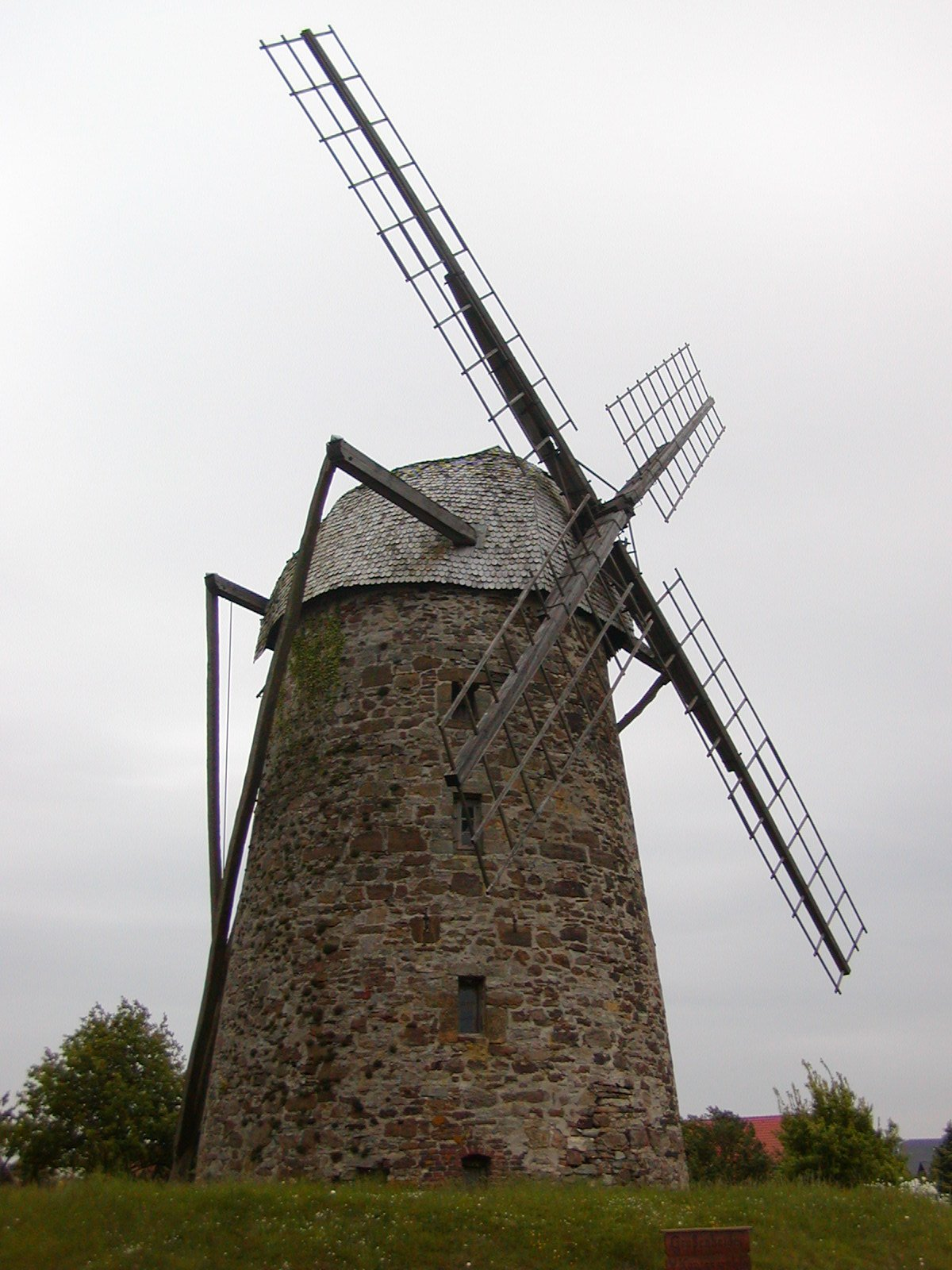
Großenheider Königsmühle in Todtenhausen

Die Großenheider Königsmühle in Todtenhausen ist ein um 1731 gebauter Wall-Holländer mit einem leicht konischen Bruchsteinturm und einem kleinen Erdwall. 1972 erhielt die Mühle wieder Flügel. Diese Flügel sind den letzten Jalousieflügeln nachgebildet. Die Windrosenanlage wurde 1985 durch den ursprünglichen Stert ersetzt.

#### Windmühle Todtenhausen, Valentinsmühle

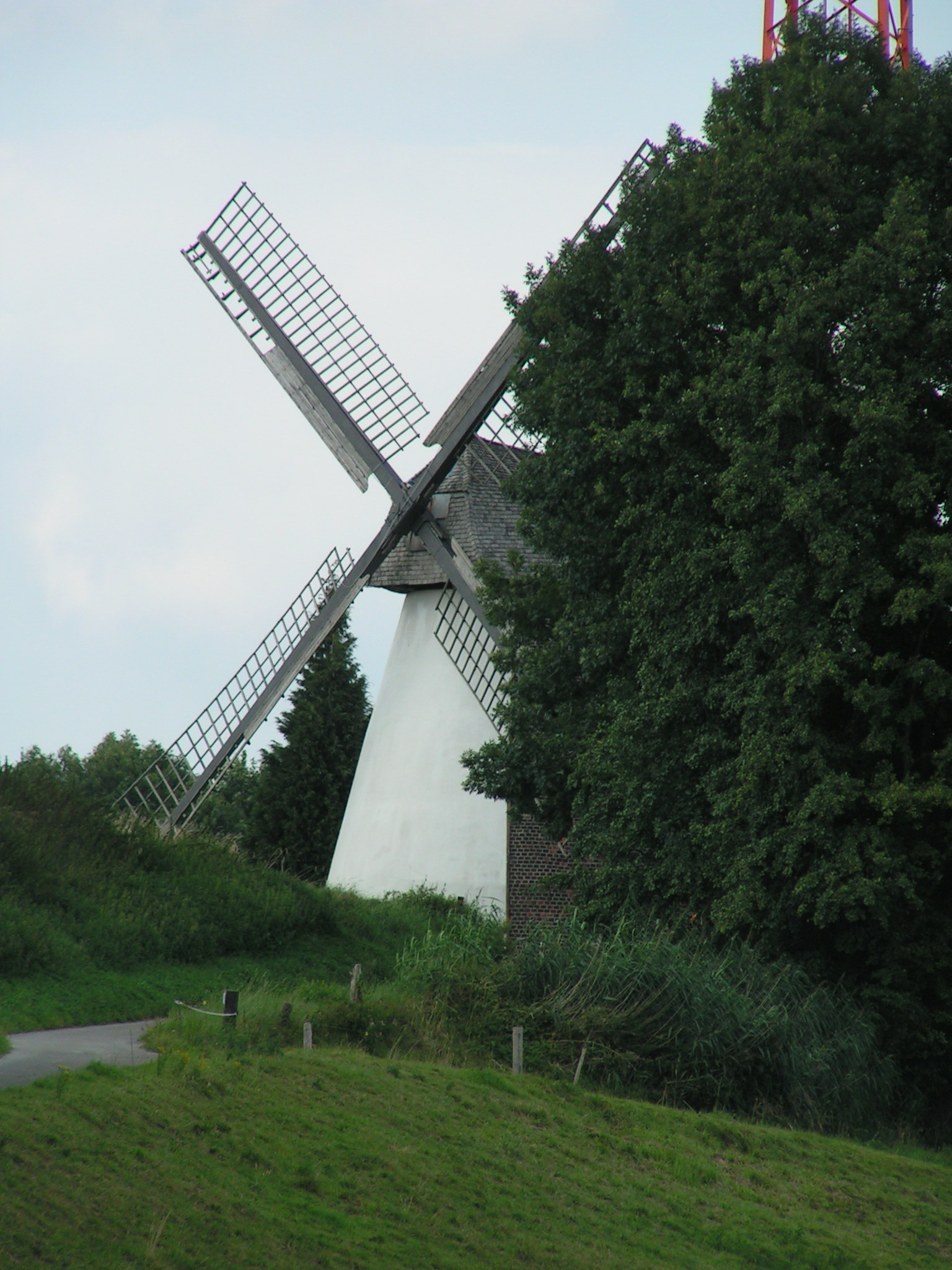
Valentinsmühle in Todtenhausen

Die Valentinmühle in Todtenhausen ist ein um 1858 erbauter Erd-Holländer, der mit seinem konischen, an der Wetterseite verputzten Backsteinturm seit der Restaurierung 1991 wieder eine Mühlenhaube mit windgängigen Segelgatterflügeln und einer Windrosenanlage hat. Die Mühle ist funktionsfähig wird aber selten in Betrieb gesetzt. In der Weihnachtszeit strahlt die Mühle, erleuchtet durch Hunderte von Lampen, weit über das Wesertal.

#### Windmühle Tonnenheide

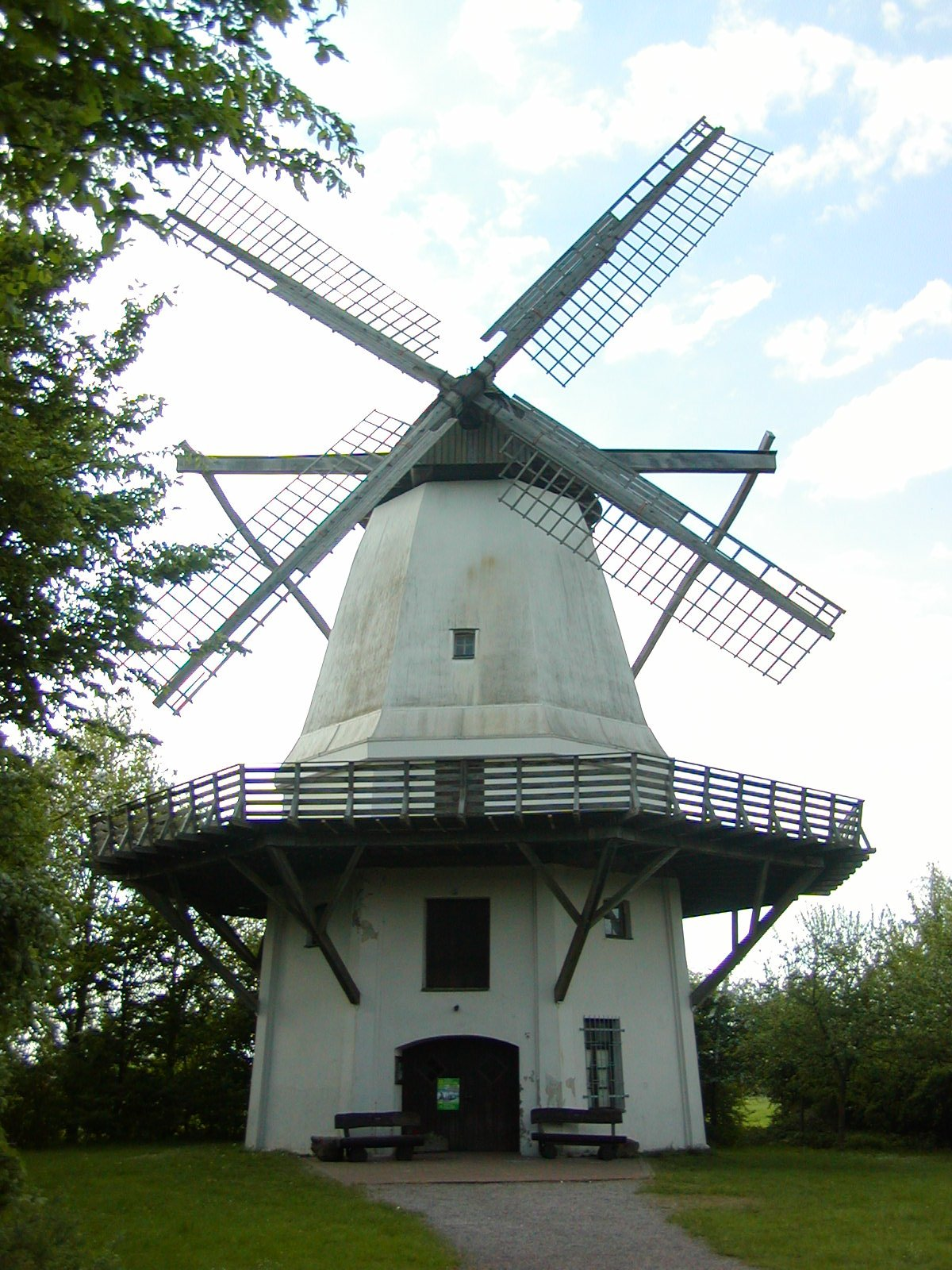
Mühle Tonnenheide

Der Galerie-Holländer wurde 1878 erbaut. Sein verputzter „steinerner Achtkant“ auf dem ebenfalls achteckigen zweigeschossigen Unterbau ist äußerst auffällig. Die windgängigen Segelflügel und der Stert machen diese weithin sichtbare Windmühle zu einem begehrten Fotoobjekt.
Die Mühle wurde aus circa 150.000 Ziegelsteinen, die im Feldbrand in Tonnenheide hergestellt wurden, erbaut.
Neuerdings ist die Tonnenheider Mühle einer weiteren Nutzung zugeführt: Im zweiten Obergeschoss befindet sich ein Standesamt. Hier kann man sich, fernab von allen Amtsstuben, das „Ja-Wort“ geben; dies dürfte für viele ein unvergessliches Erlebnis sein. In dem neben der Mühle errichteten Fachwerkgebäude besteht die Möglichkeit einen Umtrunk, ein Sektfrühstück oder ein kleines Buffet einzunehmen.

#### Windmühle Veltheim

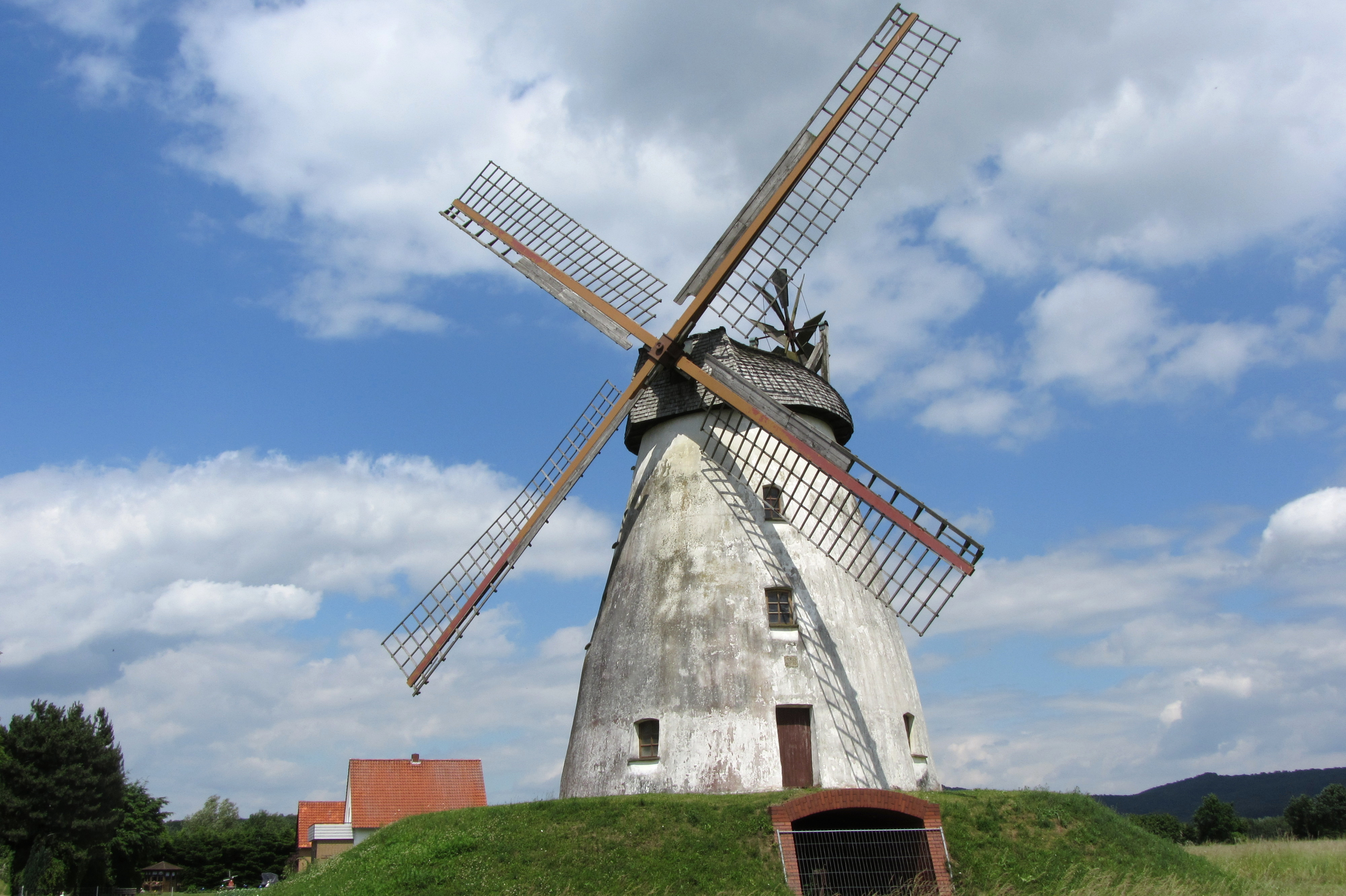
Windmühle Veltheim

Die Windmühle in Porta Westfalica-Veltheim wurde 1903 als Ersatz für einen 1870 errichteten Erdholländer gebaut. Der jetzige Wallholländer hat einen verputzten konischen Ziegelsteinturm. Von der 1870 errichteten Mühle ist bekannt, dass die Flügel so tief hingen, dass der zwölfjährige Sohn des Müllers von ihnen beim Drehen tödlich verletzt wurde; wegen eines Blitzschlages musste diese Mühle abgerissen werden.

#### Windmühle Wegholm

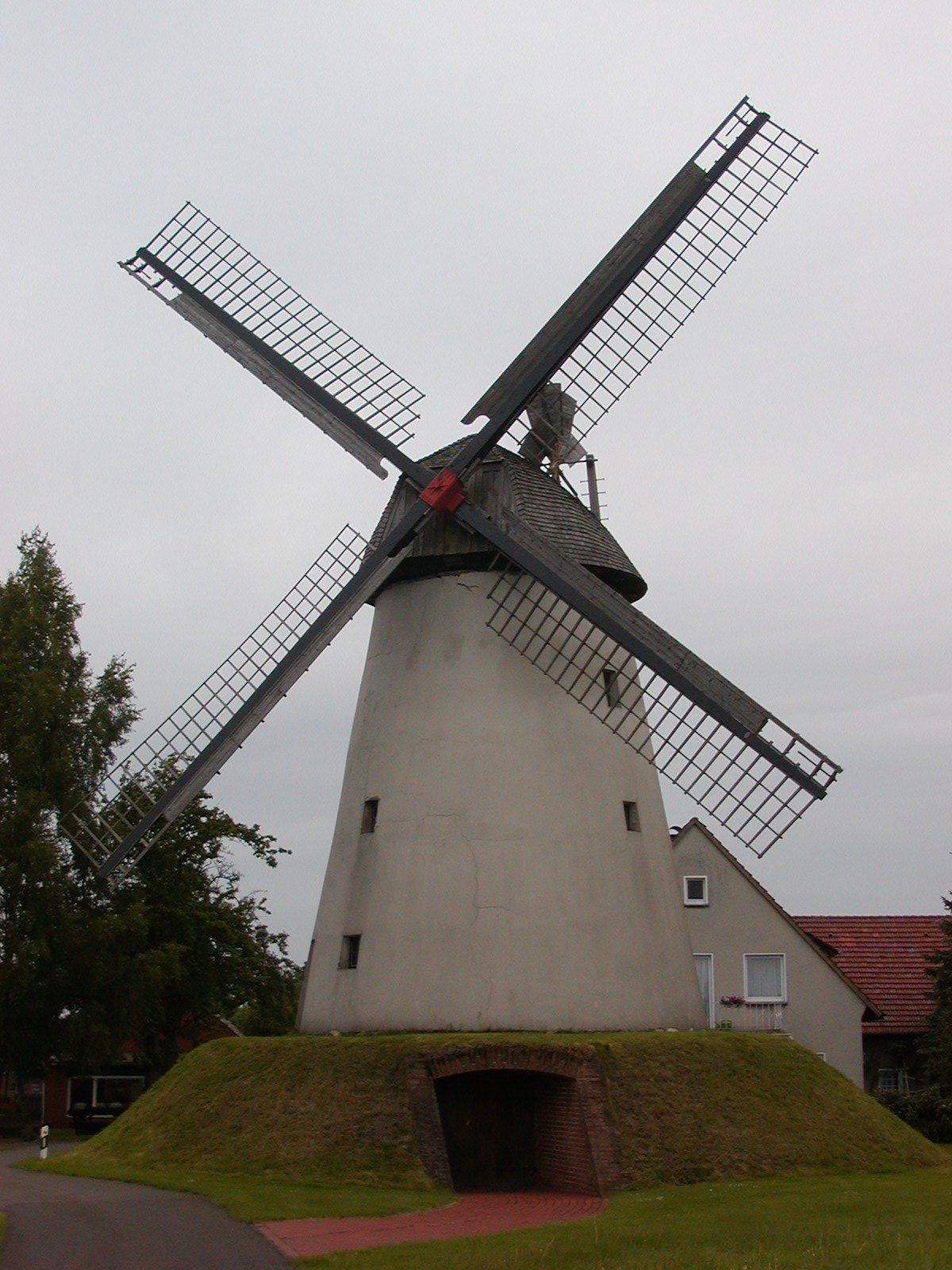
Windmühle Wegholm

Als Ersatz für eine in schlechtem Bauzustand befindliche Hofmahlmühle wurde 1861 der Wallholländer mit seinem verputzten konischen Mühlenturm errichtet. 1899 wurde der ursprüngliche Stert durch eine Windrosenanlage ersetzt.

### Wassermühlen
Wassermühlen befinden sich überall da, wo genug Gefälle für ein Bach besteht, um ihm Energie zu entnehmen. Das ist entlang der Westfälischen Mühlenstraße meist an den Wiehen- und Wesergebirge und dem bergigen Ravensberger Land der Fall.
Zur Westfälischen Mühlenstraße gehören folgende Wassermühlen:

#### Wassermühle am Osterbach, Siekertal Bad Oeynhausen (38)
Die Wassermühle wurde 1722 erbaut. Sie wurde bis 1952 auf dem früheren Meierhof in Enger-Herringhausen betrieben und ist nun Teil des Museumshofs Bad Oeynhausen.
Das mittelschächtige Wasserrad aus Holz mit einem Durchmesser von 2,4 m wurde 1985 wieder in Betrieb genommen. Sie ist typisch für viele an kleinen Bachläufen vorhandene Mühlenanlagen.

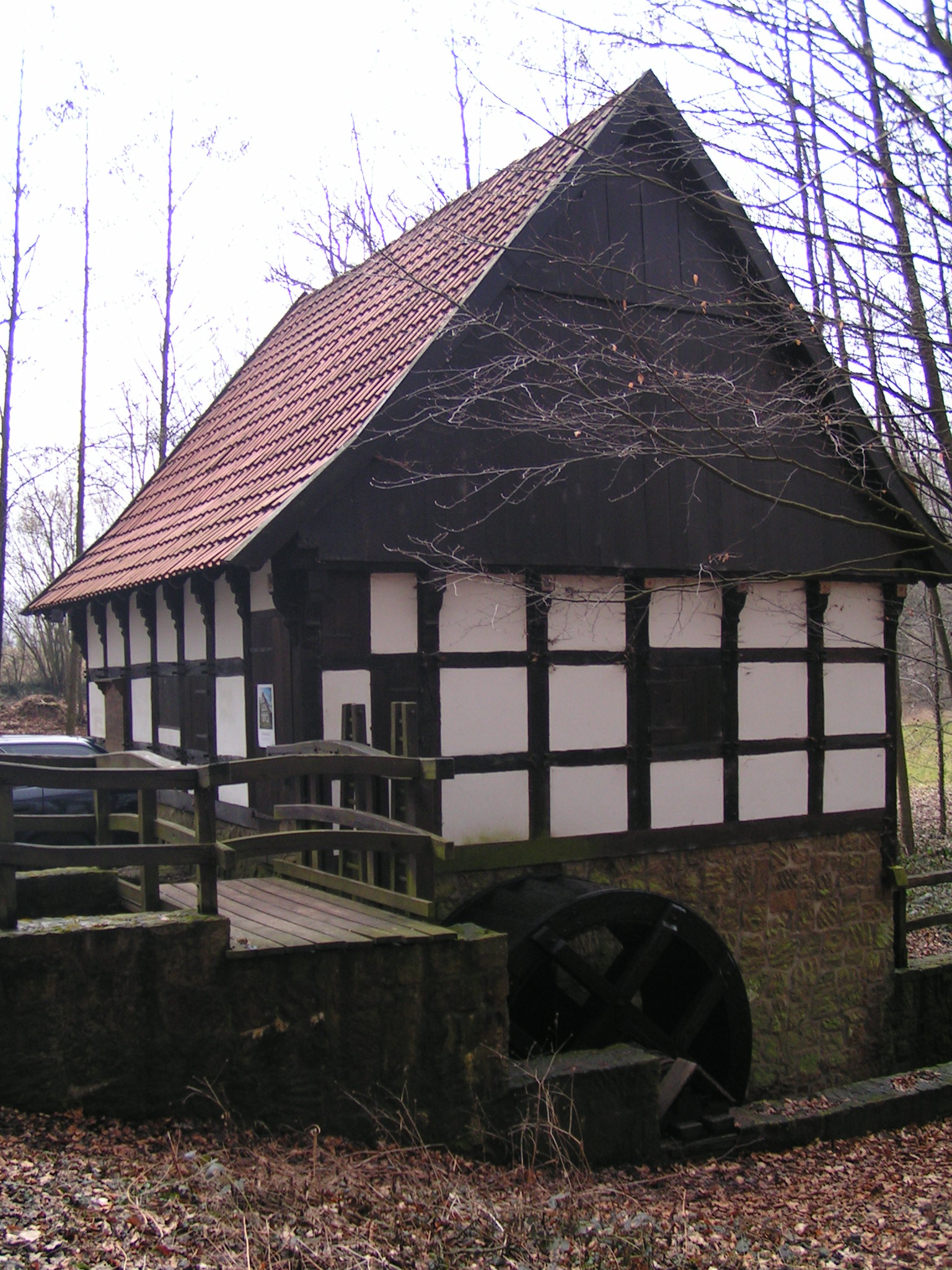
Wassermühle im Siekertal Bad Oeynhausen
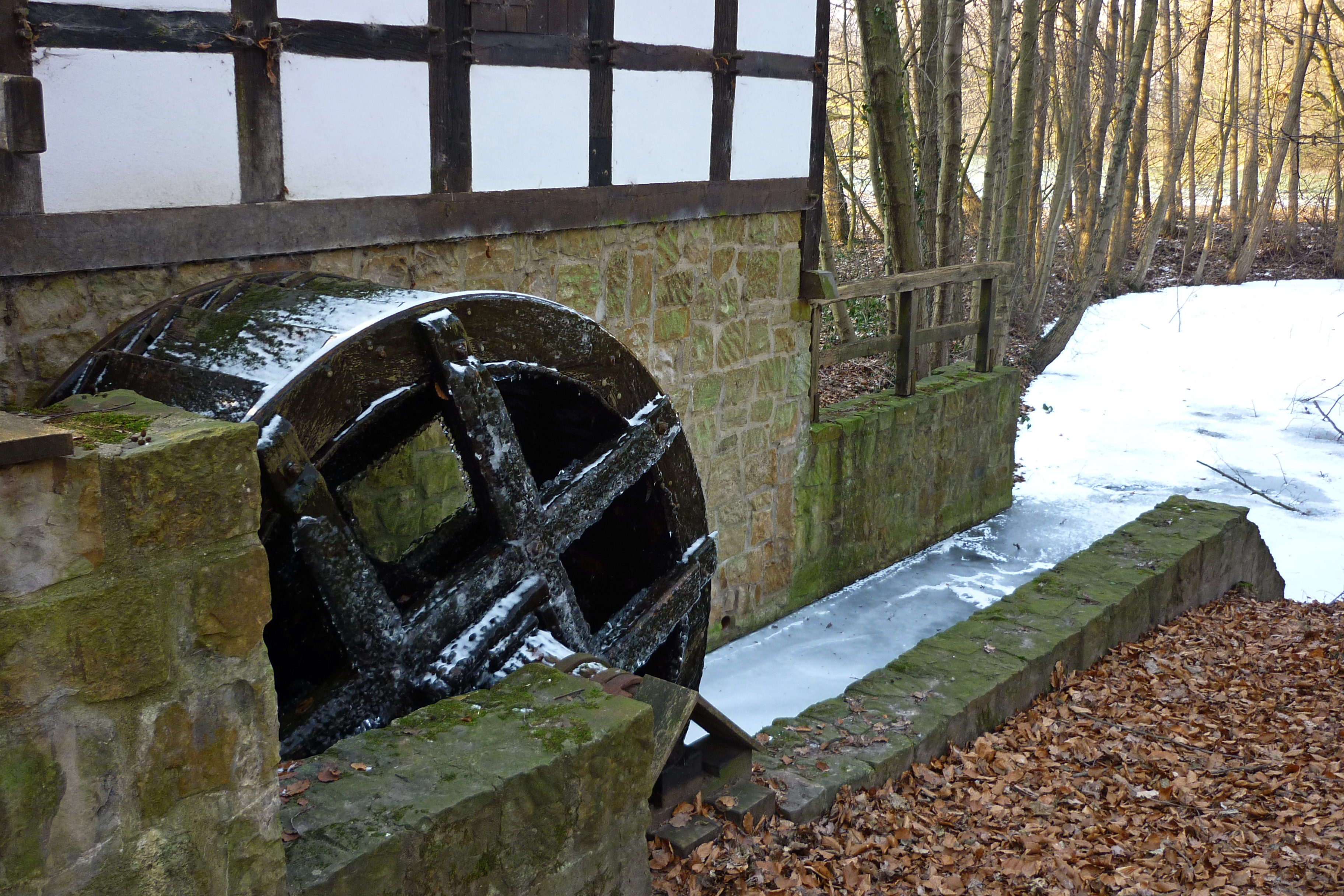
Wasserrad der Hofmühle

#### Wassermühle Bergkirchen „Schönen-Mühle“

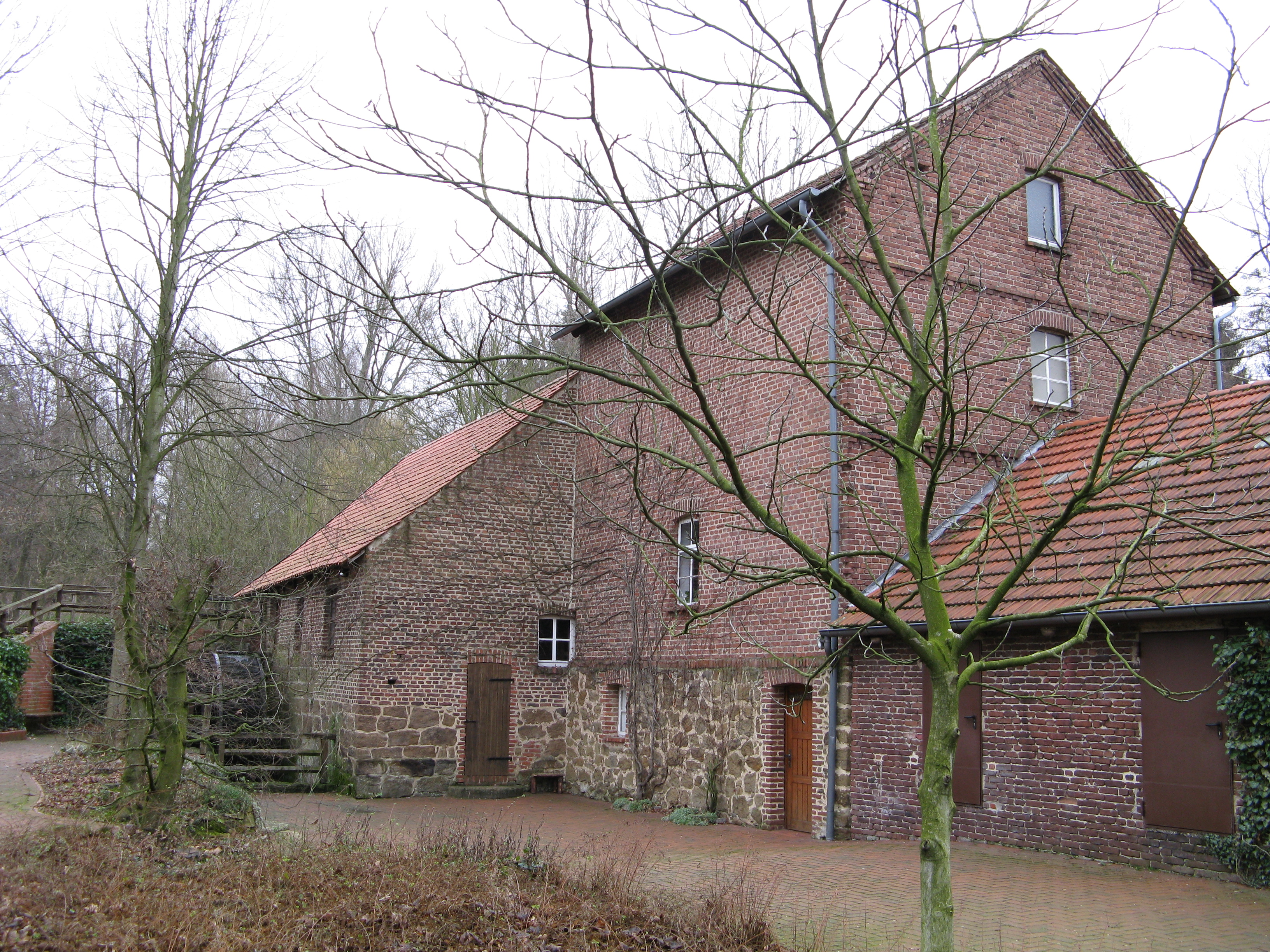
Innenhof Wassermühle Bergkirchen

Die Wassermühle steht im Bergdorf Bergkirchen. Sie ist schön, hat diesen Namen aber nach dem Namen des Eigentümers. Wann die Mühle erbaut ist, steht nicht fest. Erzählt wird, dass sie während des Dreißigjährigen Krieges gebaut worden sein soll. Das Mühlengebäude ist aus Bruch- und Ziegelsteinen errichtet. Ein oberschlächtiges Wasserrad (3,8 m Durchmesser) treibt die Mühleneinrichtung an.
Die Mühle wurde Anfang der achtziger Jahre des 20. Jahrhunderts historisch restauriert und unter Denkmalschutz gestellt. Die Mühle hat einen voll funktionsfähigen Mahlgang. Außerdem verfügt sie über eine restaurierte Ölmühle. Mühlenführungen gewähren einen Einblick in die alten Mahltechniken.
Im Mühlenstübchen werden an den Mühlentagen Kaffee, Kuchen und belegte Brote gereicht. Die Räumlichkeiten können auch für Feiern angemietet werden.
Kartenansicht der Mühle

#### Wassermühle Döhren, „Plaggen-Mühle“

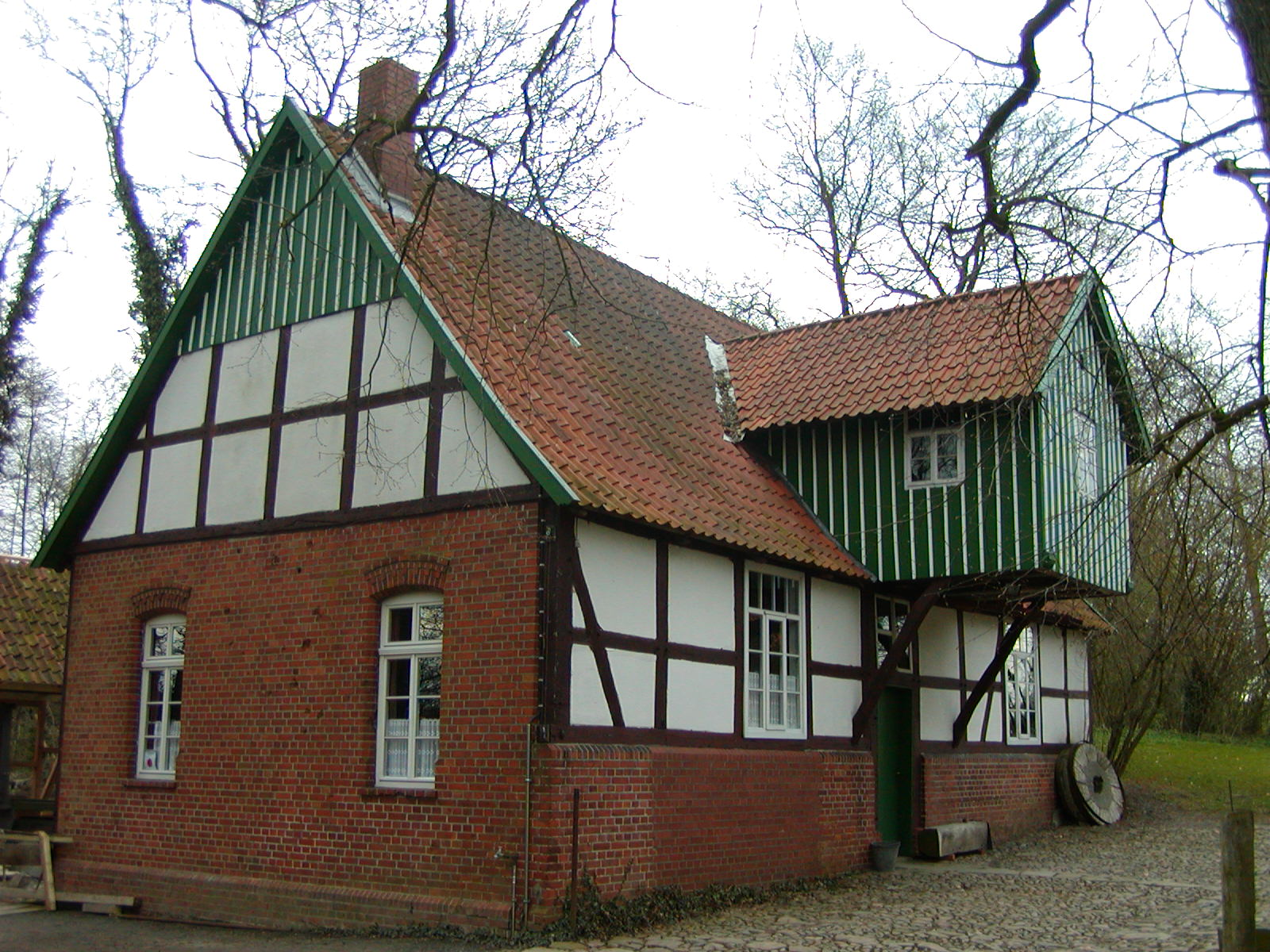
Wassermühle Döhren

Das Wassermühlengebäude ist vermutlich 1751 entstanden, wie sich aus einer Steininschrift ergibt. Das Wasserrad hat einen Durchmesser von 3,3 m und eine Breite von 1,4 m.
In der 1721 vom preußischen Staat durchgeführten Mühlenerfassung wird ein Arnold Plagge als Besitzer der Mühle aufgeführt. Diese Bezeichnung hat sich bis heute erhalten. Im Mai 1984 wurde von der Müllerfamilie und von Mitgliedern der Kulturgemeinschaft die Wiederherstellung der Mühlenanlage begonnen.

#### Wassermühle Eilhausen

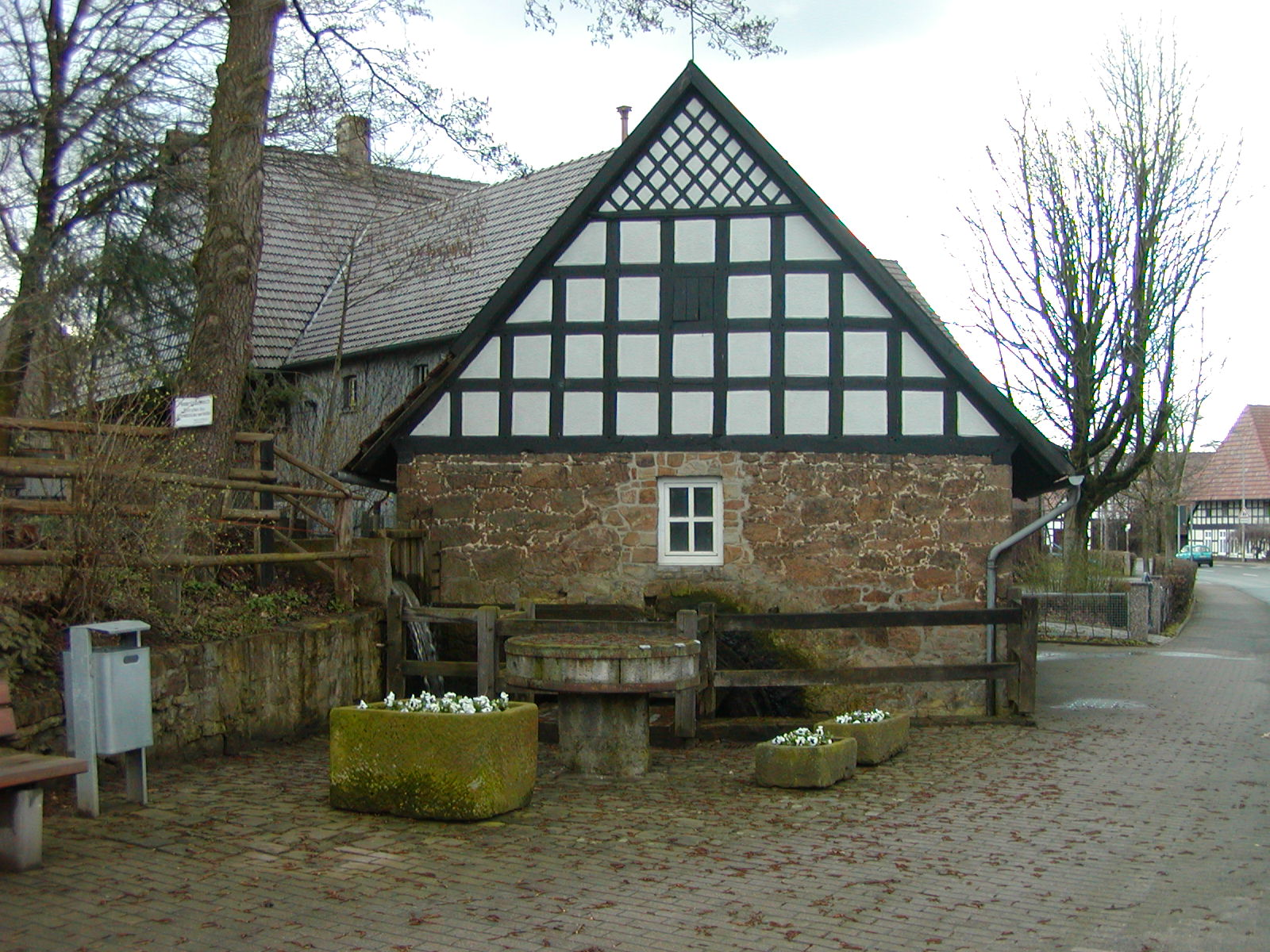
Wassermühle in Lübbecke-Eilhausen

Der kleine eingeschossige Bruchsteinbau mit Fachwerkgiebeln könnte nach einer eingemeißelten Jahreszahl 1698 erbaut worden sein. Das oberschlächtige Wasserrad hat einen Durchmesser von 2,6 Metern. Im 19. Jahrhundert hat es am Nordhang des Wiehengebirges eine Vielzahl derartiger Mühlen gegeben.

#### Wassermühle Fiestel, „Ellerburger Mühle“

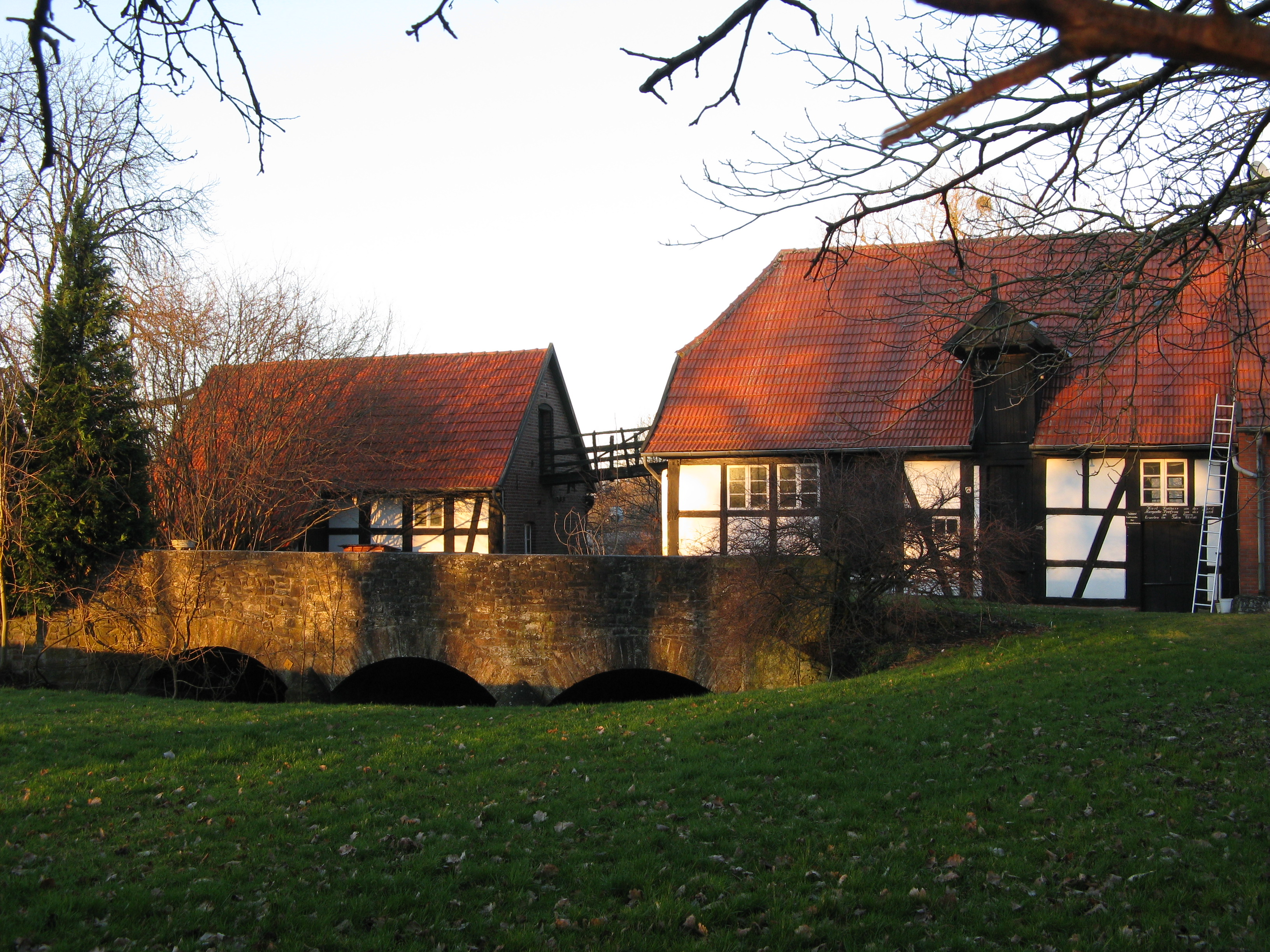
Ellerburger Wassermühle

Bereits zwischen 1566 und 1570 wurde die Ellerburger Mühle erstmals erwähnt. Sie gehörte zum Gut Ellerburg. Nähere Einzelheiten wurden jedoch erst wesentlich später bekannt. Danach war die Mühle 1779 mit einem Schrot-, einem Beutel- und einem Graupengang ausgestattet. Eine Ölmühle ergänzte den Mühlenbetrieb. 1856 wurde die über die Große Aue führende Holzbrücke durch eine steinerne Drei-Bogen-Brücke ersetzt. Nach dem Verkauf des Wasserrechtes verschwindet der circa 1900 m² große Mühlenteich. Die Große Aue wurde 1957 in ihr heutiges Bett umgelegt und die bis dahin über die Brücke führende Straße nach Süden verlegt.

#### Wassermühle Hüllhorst „Husenmühle“

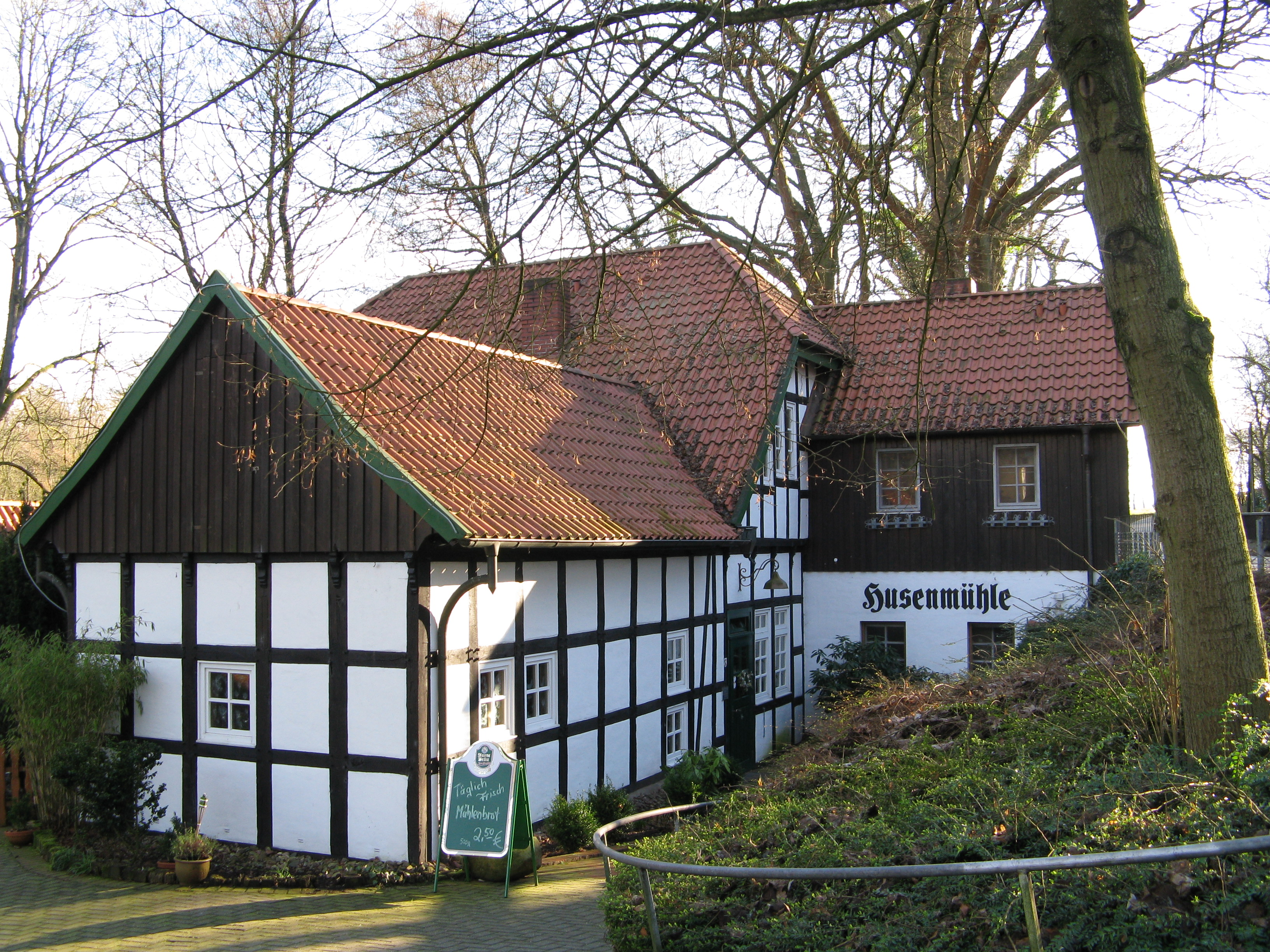
Husenmühle

Bereits 1646 wurde die Husenmühle im Nachtigallental erwähnt. Eigentümer war über lange Jahre die Familie von Schloen, deren Stammsitz das Gut Husen war. Bis 1962 wurde die in dem aus dem 19. Jahrhundert stammenden Mühlengebäude befindliche Mühle betrieben. Sie besitzt ein oberschlächtiges Wasserrad mit einem Durchmesser von 4 Metern das vom Wasser des Lusbaches angetrieben wird.
Nach der Einstellung des Mühlenbetriebes verfiel das Gebäude. Der neue Eigentümer errichtete das Gebäude auf den gut erhaltenen Grundmauern originalgetreu und erneuerte auch die Mühleneinrichtung. Heute wird in dem Mühlengebäude ein Café-Restaurant betrieben.

#### Wassermühle Kleinenbremen, „Hartings Mühle“

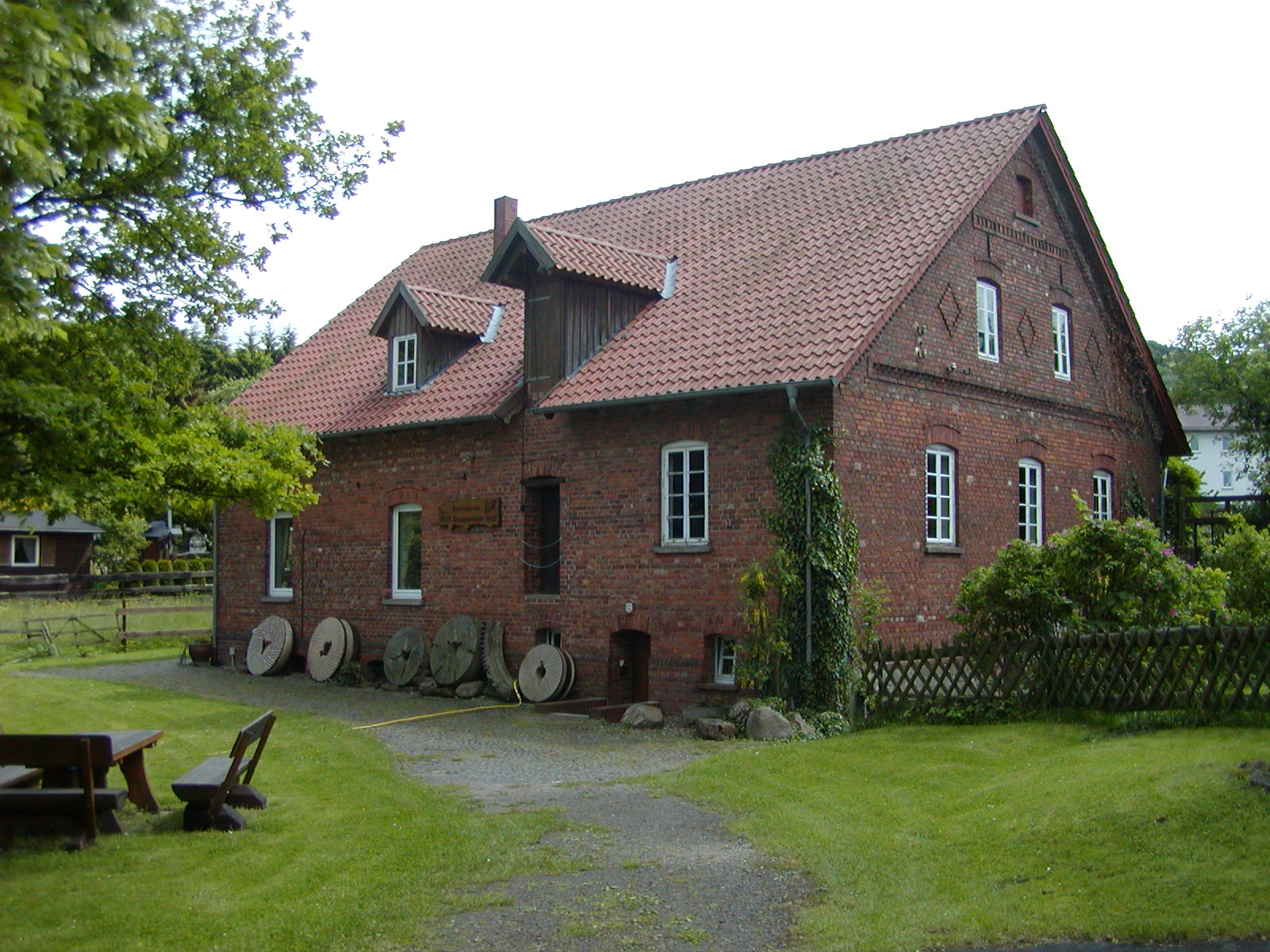
Wassermühle Kleinenbremen

Die Mühle wurde erstmals 1809 erwähnt. Sie hat den Namen von dem damaligen Eigentümer und war eine von damals sechs Mühlen in Kleinenbremen. Das Wasserrad aus Holz hat einen Durchmesser von 3,8 m. Das heutige Mühlengebäude wurde um 1900 errichtet.
In dem Mühlengebäude befindet sich im Dachgeschoss ein kleines Dorfmuseum. Hier können unter anderem eine Bauernküche, eine Schusterwerkstatt und etliche landwirtschaftliche Geräte besichtigt werden.

#### Guts-Wassermühle Hudenbeck, Holzhausen

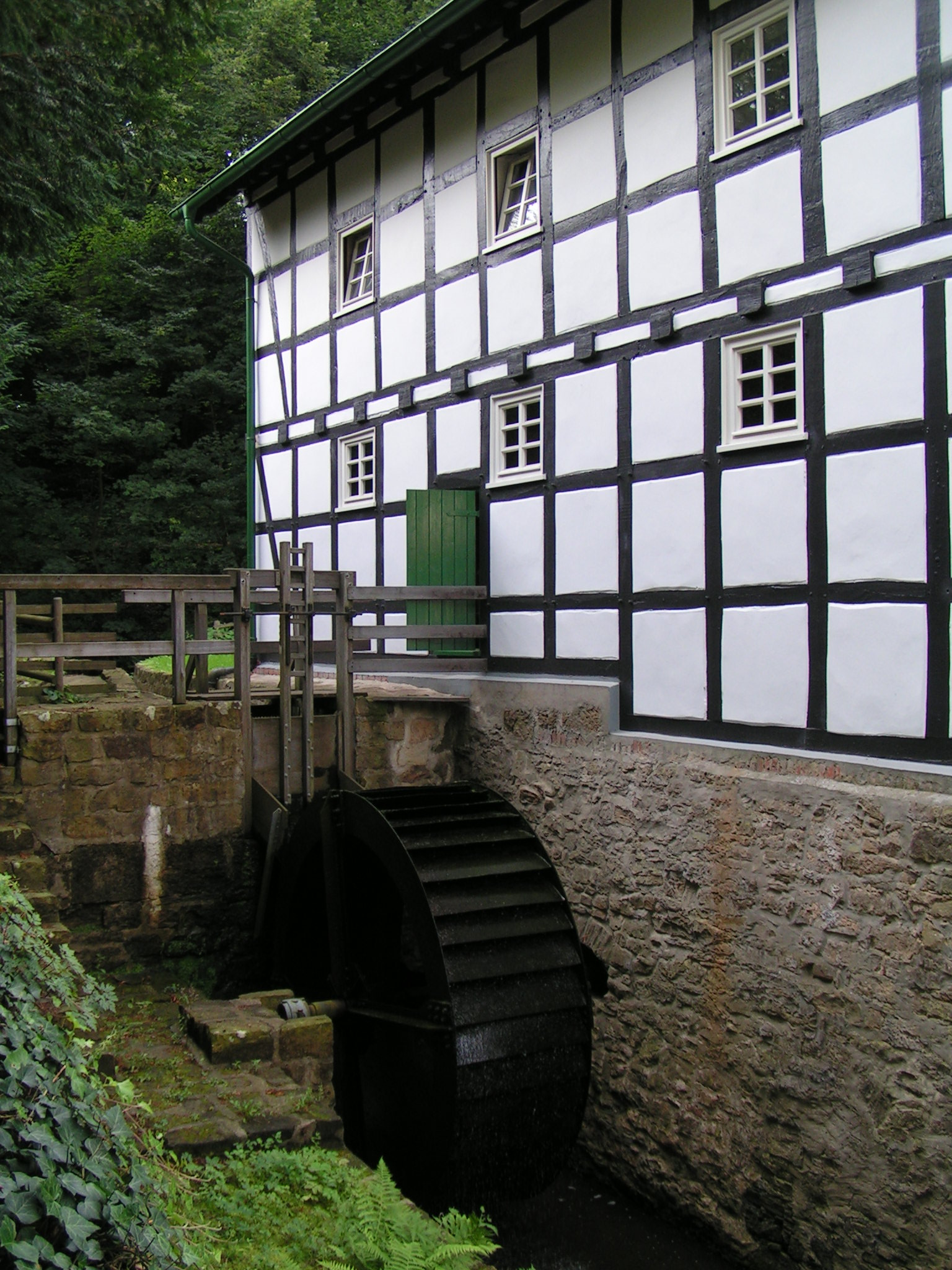
Guts-Wassermühle Hudenbeck

Die Guts-Wassermühle wird von einem Wasserrad (Durchmesser 3,10 m, Breite 1 m) aus Stahl mit dem Wasser der Großen Aue angetrieben. Das zweigeschossige Fachwerkgebäude wurde 1888 errichtet.
Erstmals wurde hier 1556 urkundlich eine Mühle erwähnt. Die Geschichte dieser Mühle ist eng mit der Geschichte des Rittergutes Holzhausen verbunden. Das Herrenhaus von 1558 ist heute Haus des Gastes in Bad Holzhausen.
Die zerstörte Mühle wird 1983 wieder neu aufgebaut, das Wasserrad kommt aus dem Siegerland, die Mühleneinrichtung wird von einer Mühle bei Bünde zur Verfügung gestellt.

#### Wassermühle Volmerdingsen
Die Wassermühle Volmerdingsen ist als vorläufig letzte Mühle in das Ensemble der Westfälischen Mühlenstraße aufgenommen worden. Es ist eine Wassermühle mit oberschlächtigem Wasserrad an einem neu angelegten Stauteich.

### Kombinierte Wind- und Wassermühle

#### Wind- und Wassermühle Lahde „Klostermühle“ (2)
Als Besonderheit in der Westfälischen Mühlenstraße gibt es die kombinierte Wind- und Wassermühle Lahde in Lahde.
Dort kann die nötige Energie sowohl mit den Flügeln der Windmühle aus dem Wind als auch mit einer Turbine aus dem Wasser gewonnen werden. Von diesem Typ gibt es nur noch eine weitere funktionierende Mühle in Deutschland.
Die „Klostermühle“ steht an einem bereits 1292 erwähnten Mühlenstandort. 1876 wurde der zweistöckige Galerie-Holländer errichtet. Das aus Backsteinen errichtete Mühlengebäude ist an der Wetterseite verputzt. Das Mühlengebäude hat einen großen Unterbau für den Wasserradantrieb.

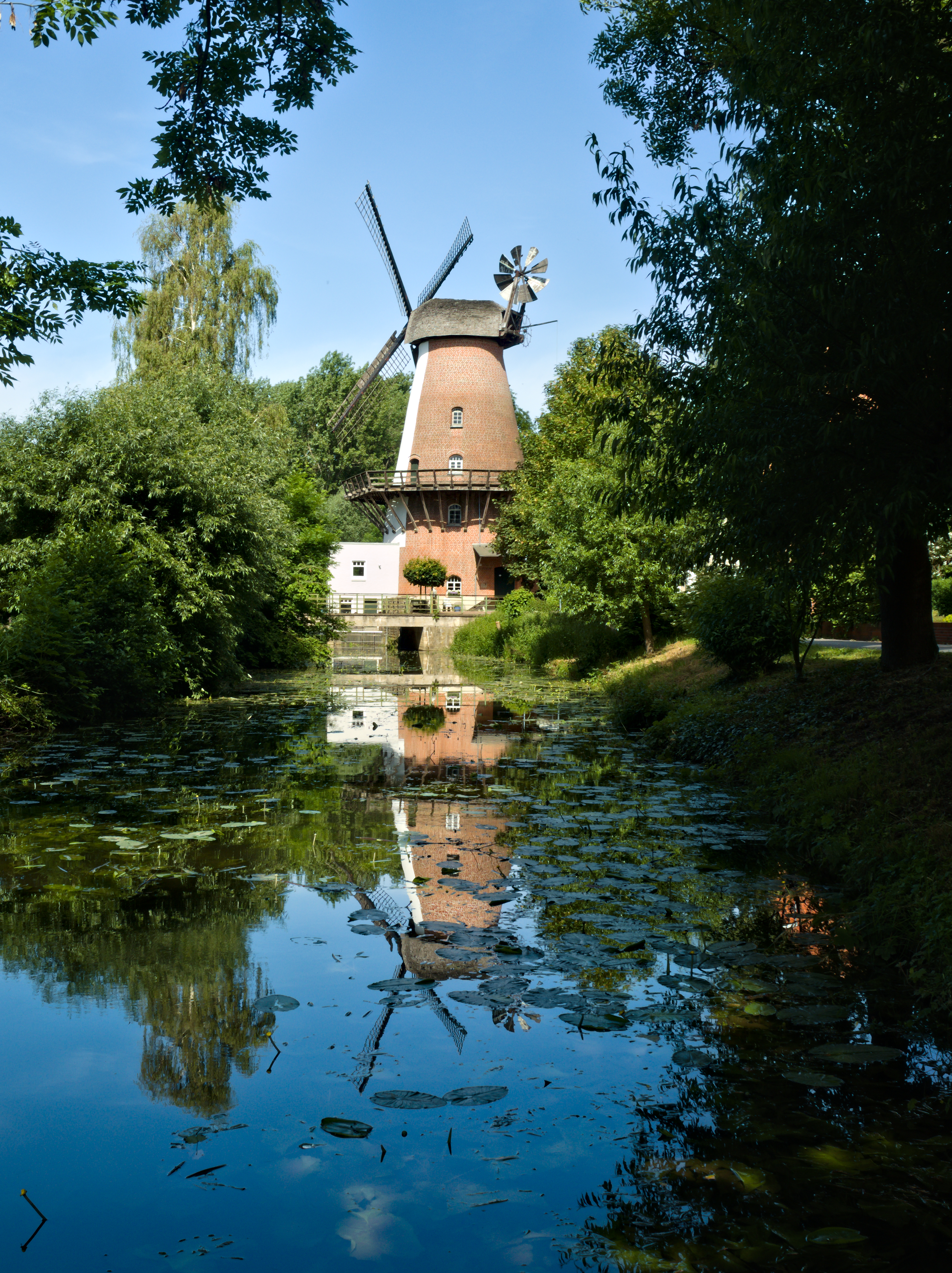
Wind- und Wassermühle am Mühlengraben
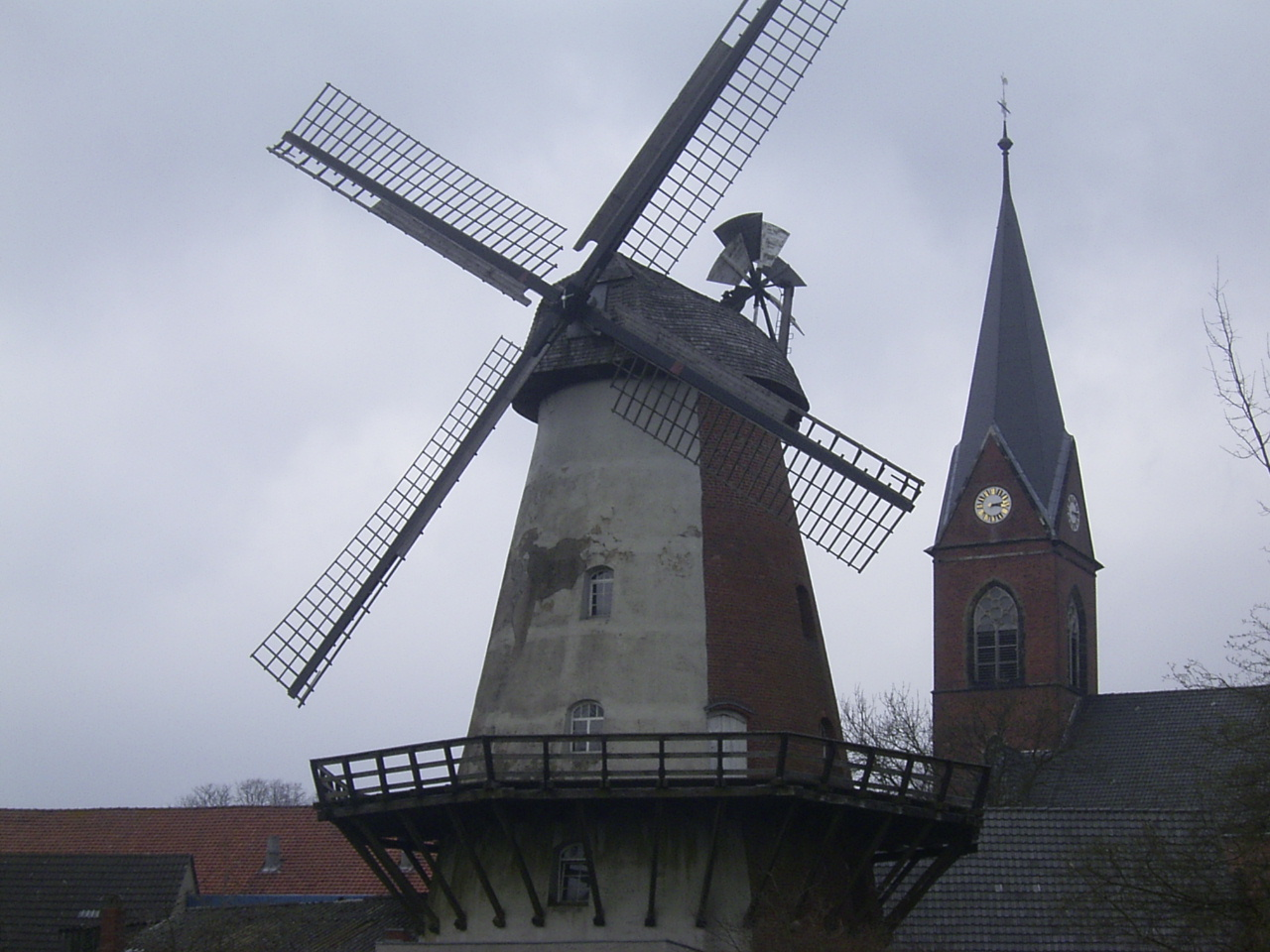
Windmühle Lahde
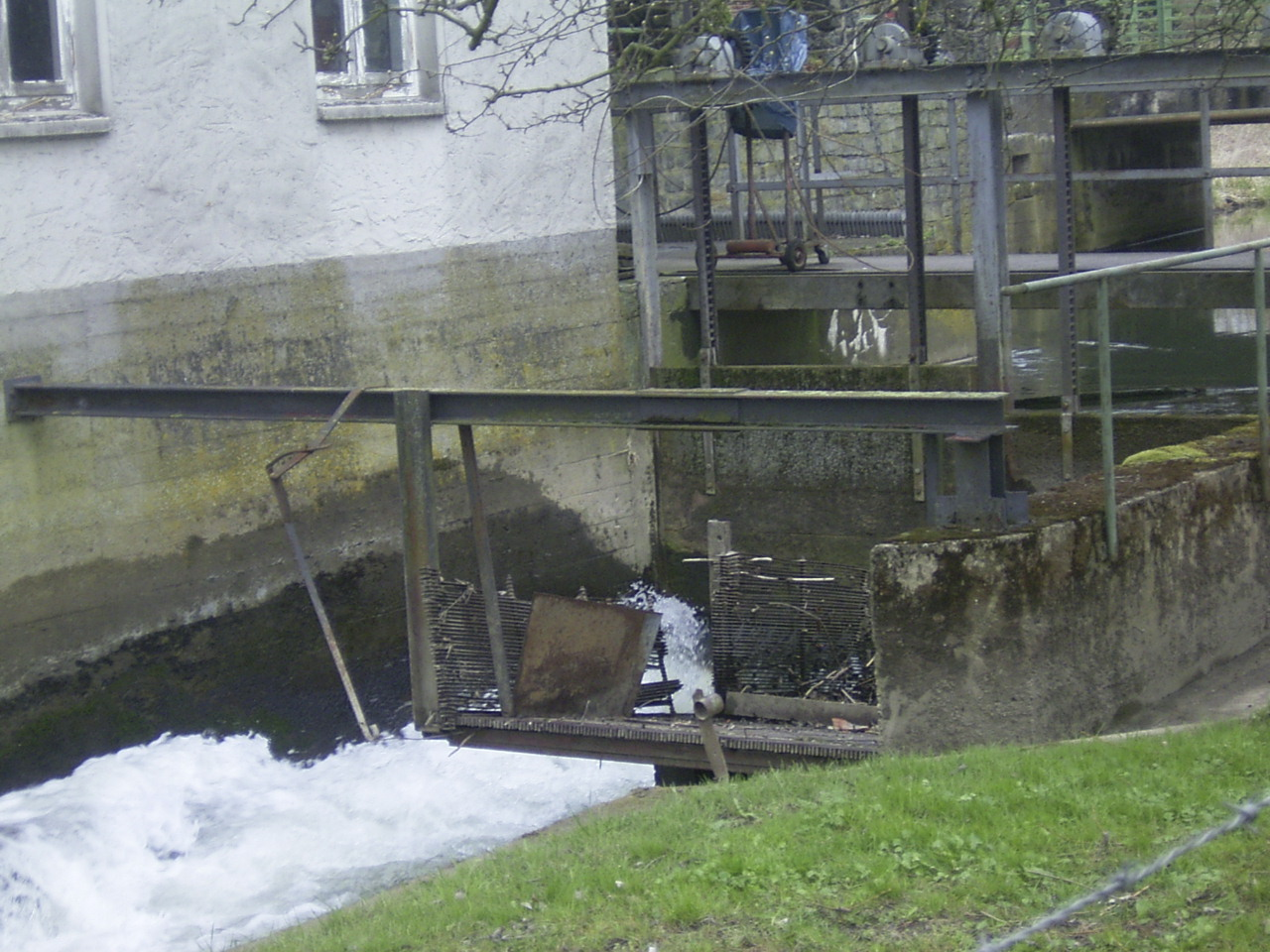
Mühlengraben Lahde, das Wasser läuft durch das Schütz und wird nicht genutzt

### Schiffmühlen

#### Schiffmühle Minden
Die nachgebaute Schiffmühle wurde 1998 in Betrieb genommen und ist von zwei Bootsrümpfen getragen. Sie wird von einem unterschlächtigen zehnarmigen Schaufelrad, mit einem Durchmesser und einer Breite von je 5 Metern, angetrieben. Sie repräsentiert damit neben einer Handvoll anderer funktionierender Schiffmühlen in Europa eine längst vergangene Handwerkstradition.

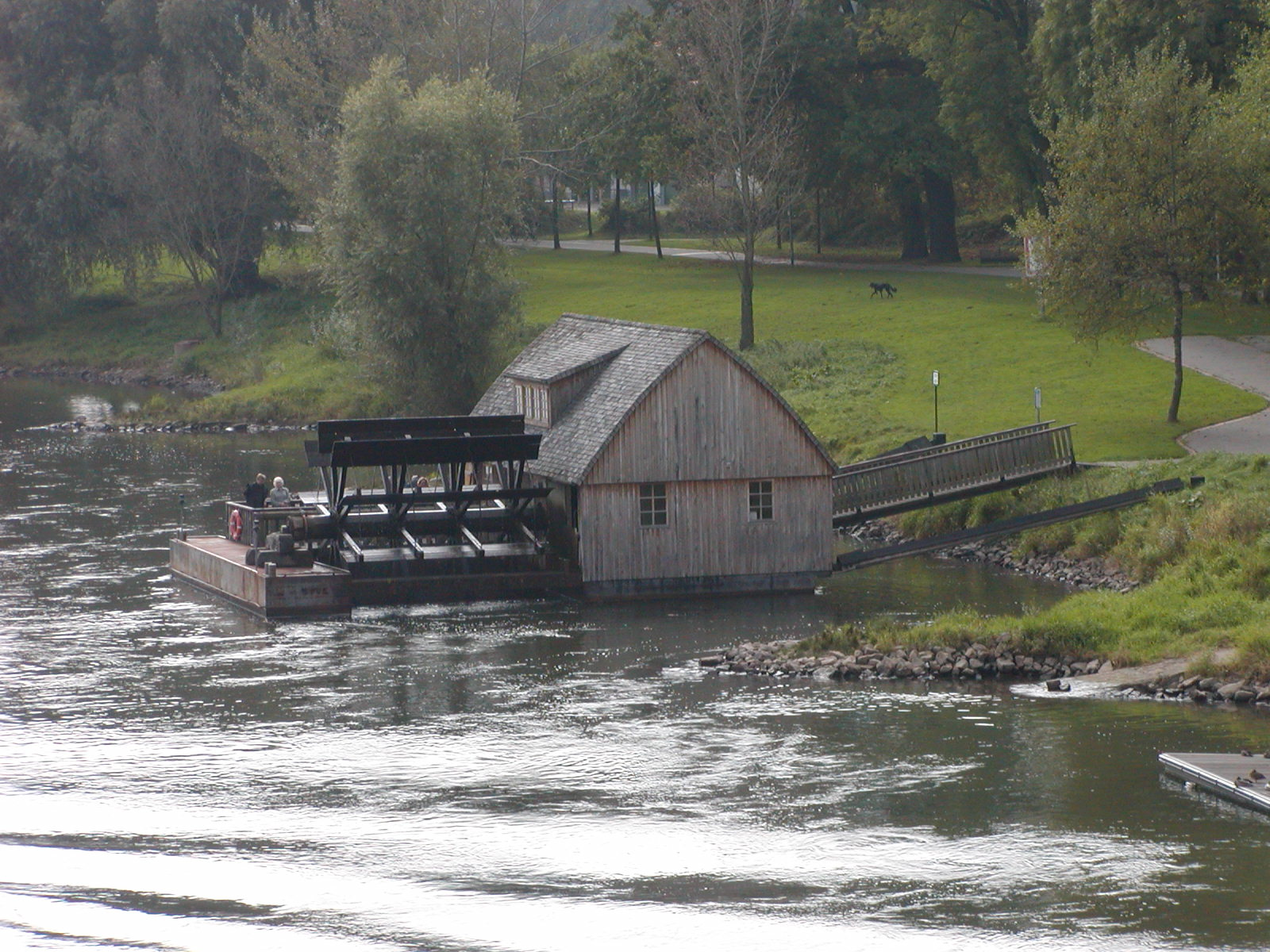
Schiffmühle Minden
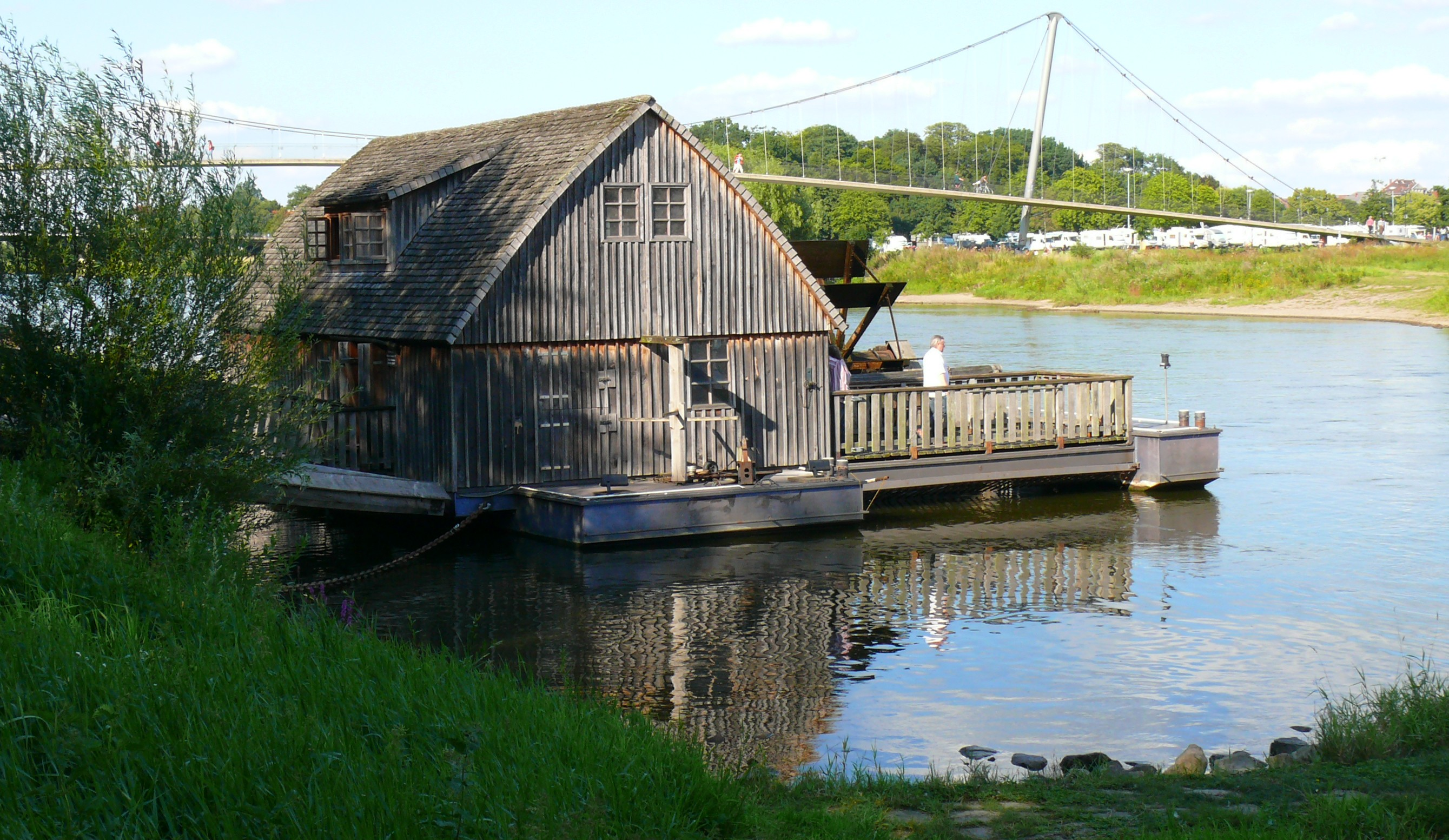
Schiffmühle auf der Weser mit Glacisbrücke Minden im Hintergrund
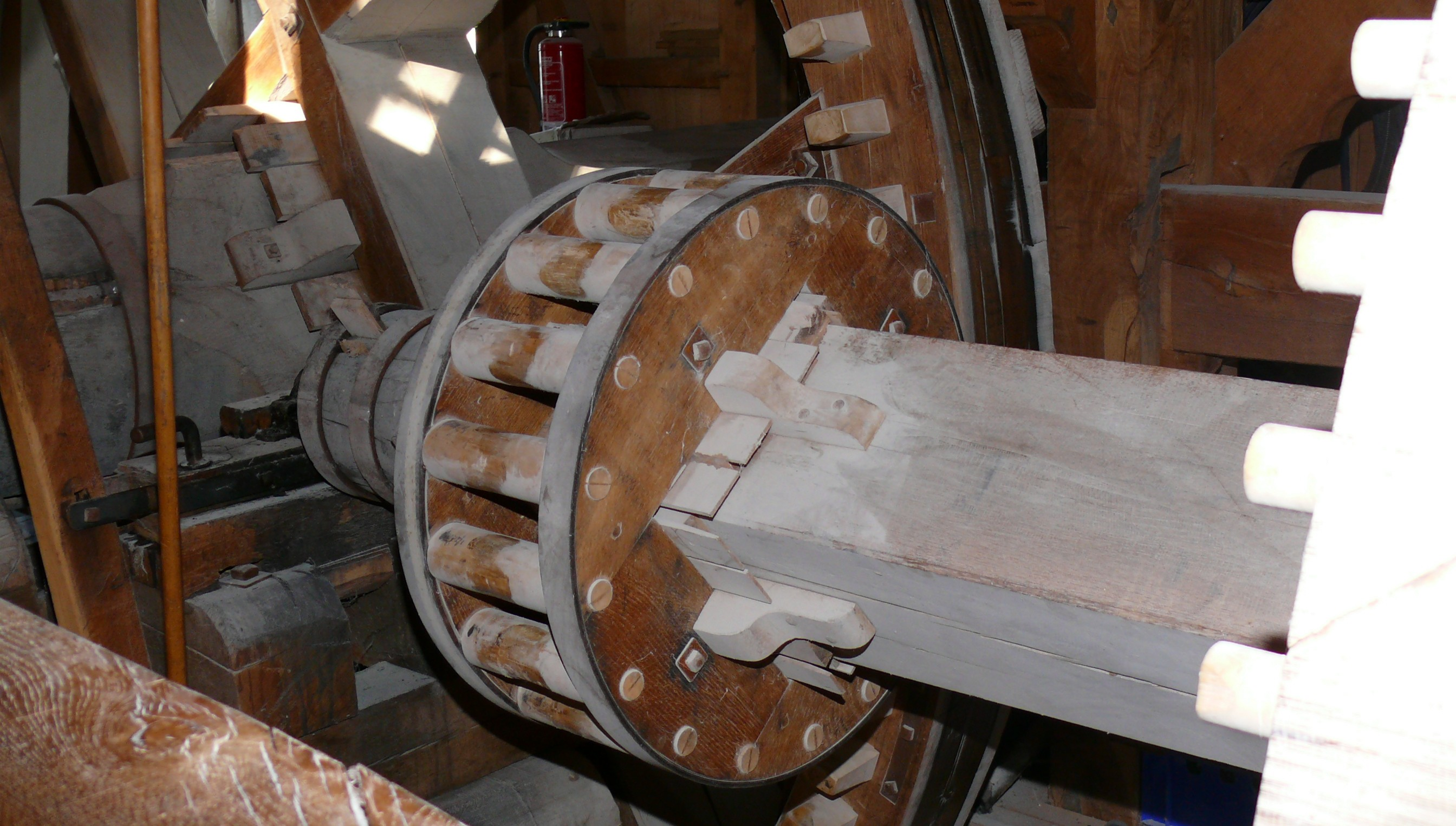
Getriebedetail der Mindener Schiffmühle
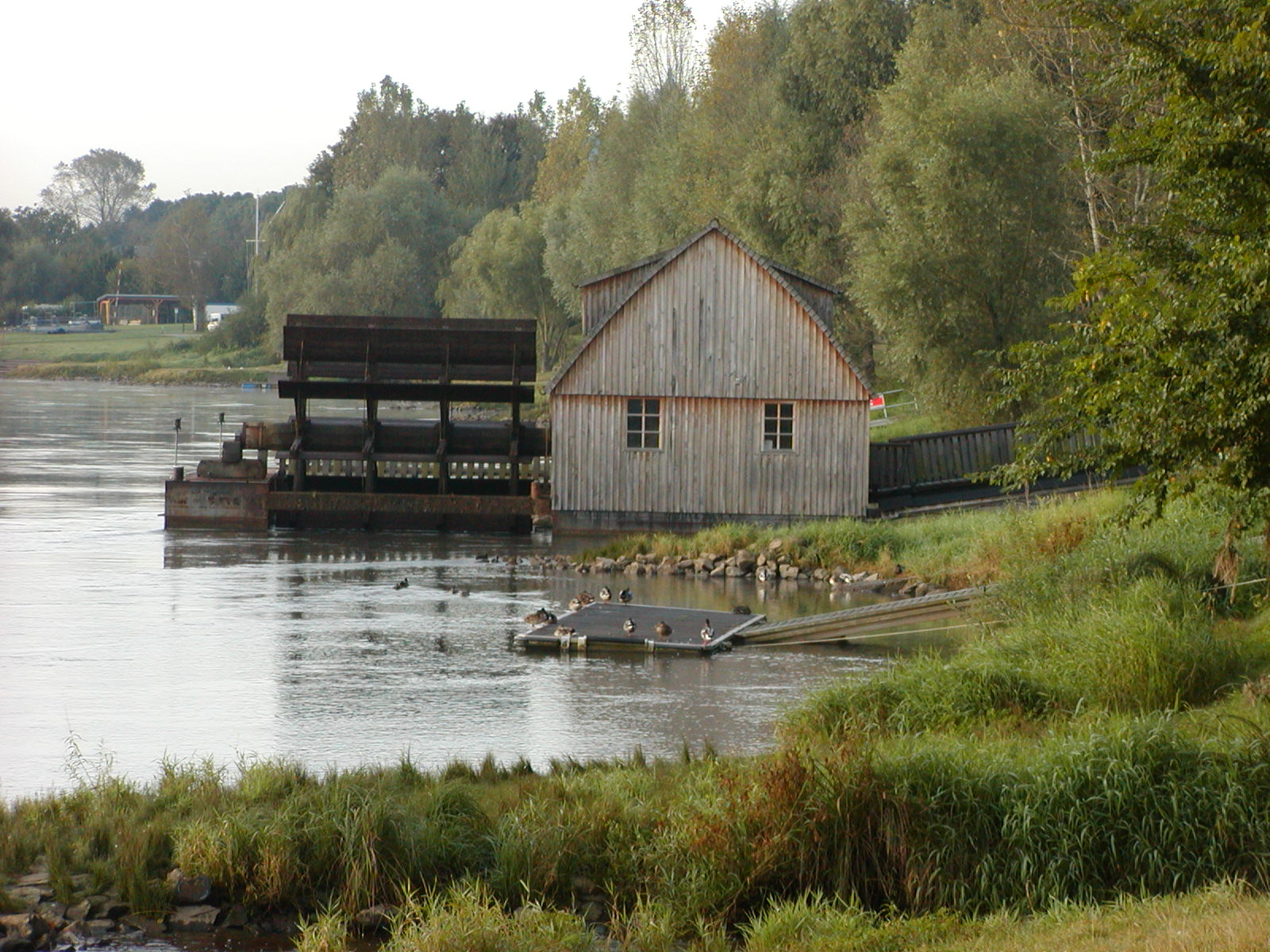
Mühle vom Fußweg aus

### Rossmühlen
Rossmühlen oder Göpelmühlen sind von Tieren angetriebene Mühlen, meist sind sie in einer großen Scheune untergebracht.
In der Westfälischen Mühlenstraße befinden sich folgende Rossmühlen:

#### Rossmühle Oberbauerschaft
Die Rossmühle wurde 1797 erbaut. Wegen ihrer Größe, Ausstattung und der erhaltenen Originalsubstanz ist diese Mühle ein über die Grenze Westfalens hinaus einzigartiges technisches Kulturdenkmal. Die Mühle wurde auf der Hofanlage Meyer zu Kniedorf errichtet. Auch die anderen Gebäude der Hofanlage sind Zeuge einer langen Hofentwicklung.

#### Rossmühle Rahden
Die Rossmühle Rahden steht im Museumshof in Rahden-Kleinendorf. Die um 1860 erbaute Rossmühle stand ursprünglich in Tonnenheide-Hahnenkamp. Typisch für diese Mühlen sind der quadratische Fachwerkbau.

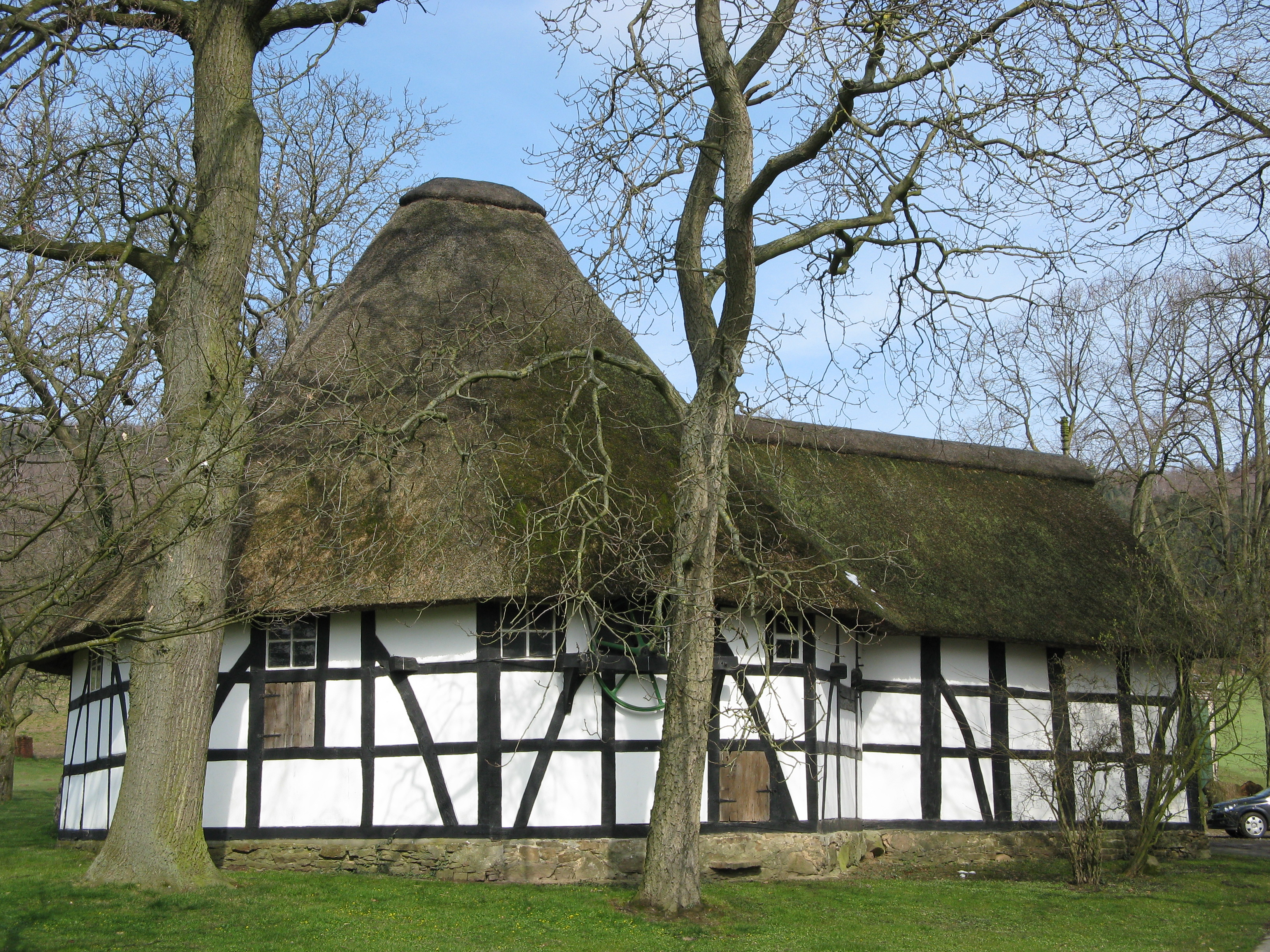
Rossmühle Oberbauerschaft
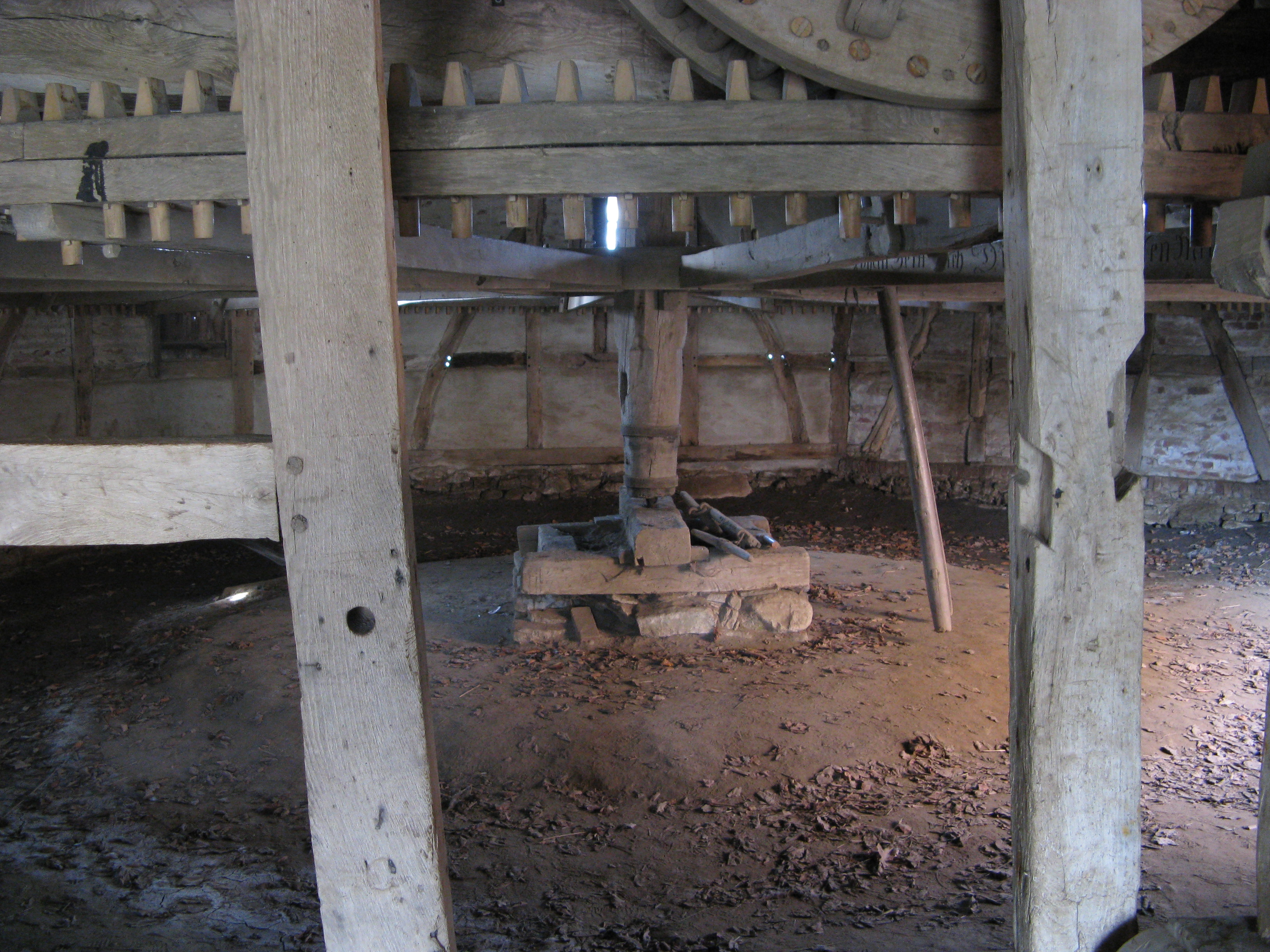
Rossmühle Oberbauerschaft
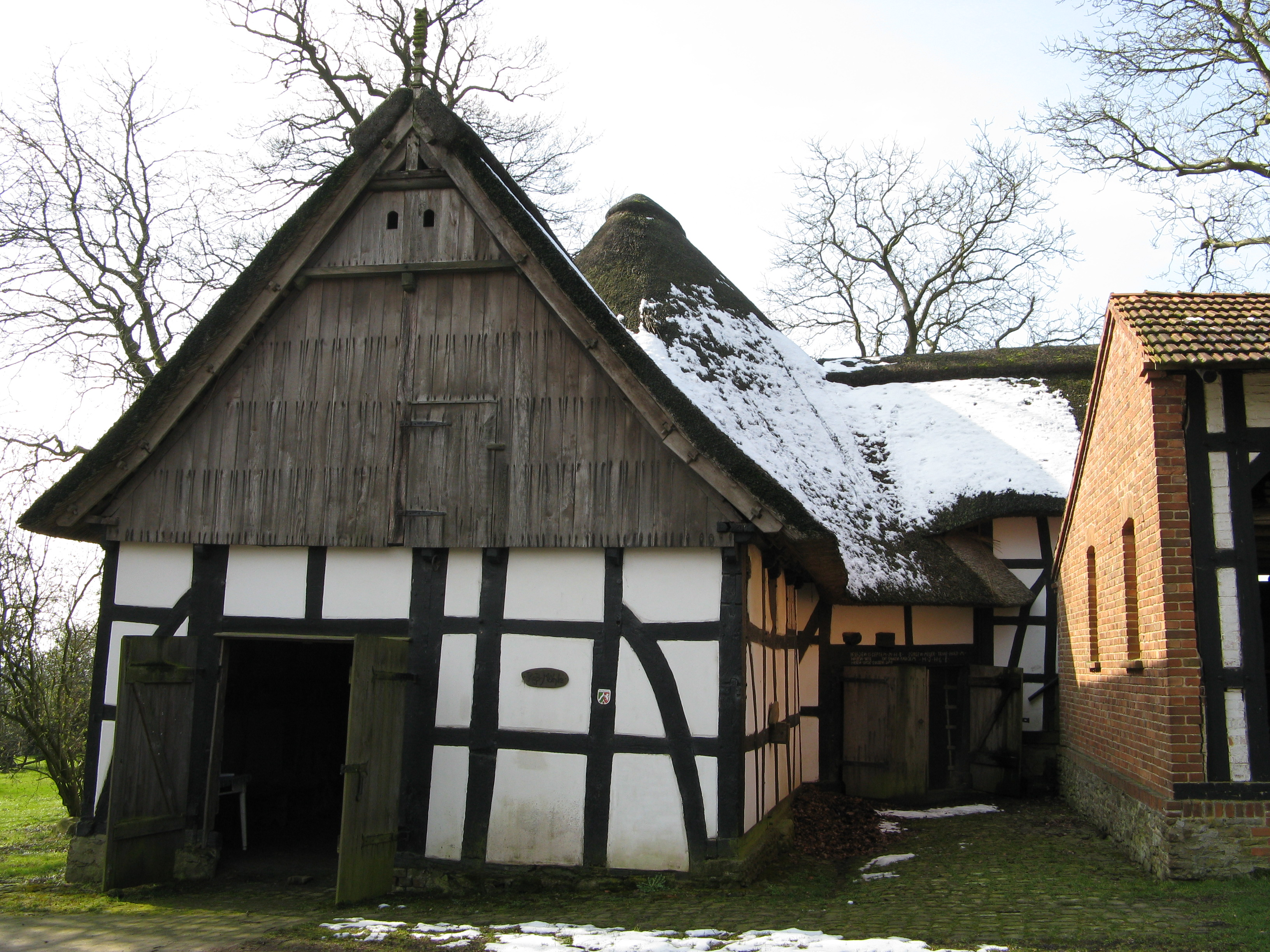
Rossmühle Oberbauerschaft
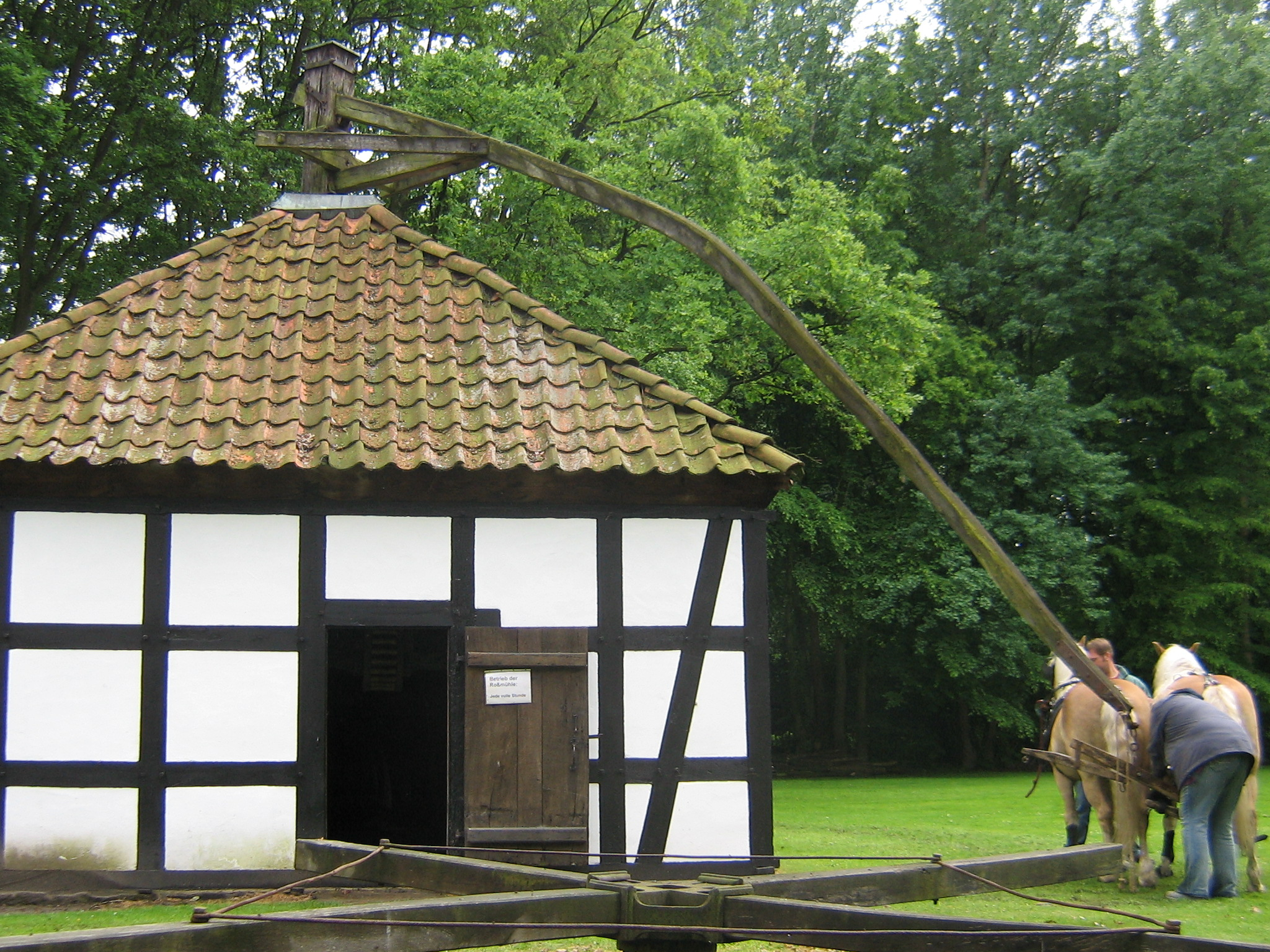
Rossmühle Rahden

## Mühlen in Niedersachsen an einer Nebenroute
Die Westfälische Mühlenroute bezieht auf einer Nebenroute, die die Windmühlen Großenheerse und Wegholm miteinander verbindet, auch drei Mühlen im niedersächsischen Landkreis Nienburg ein. Dabei handelt es sich um die Wassermühle Harrienstedt und die Windmühlen Mösloh und Hoyersvörde

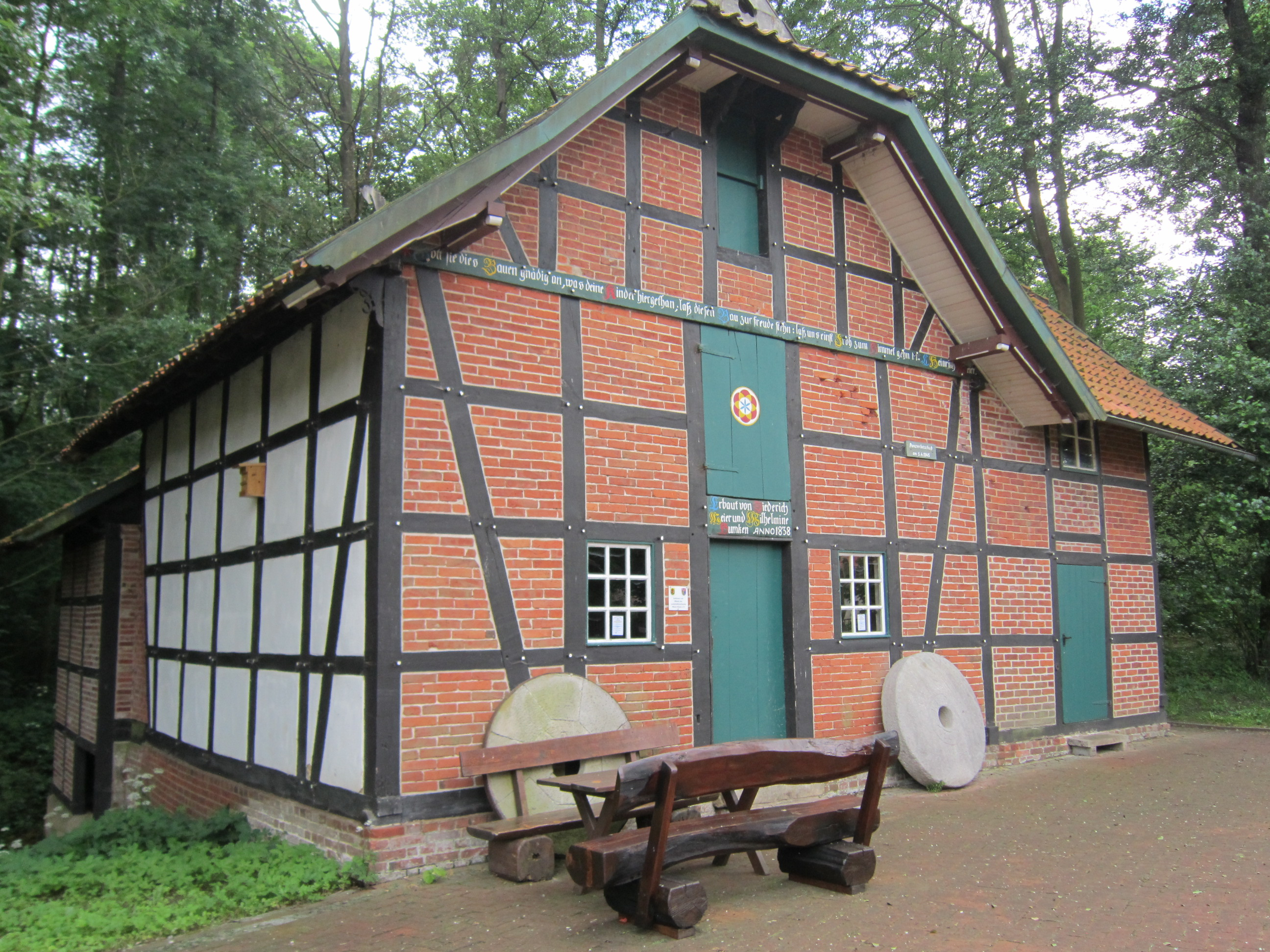
Wassermühle Harrienstedt
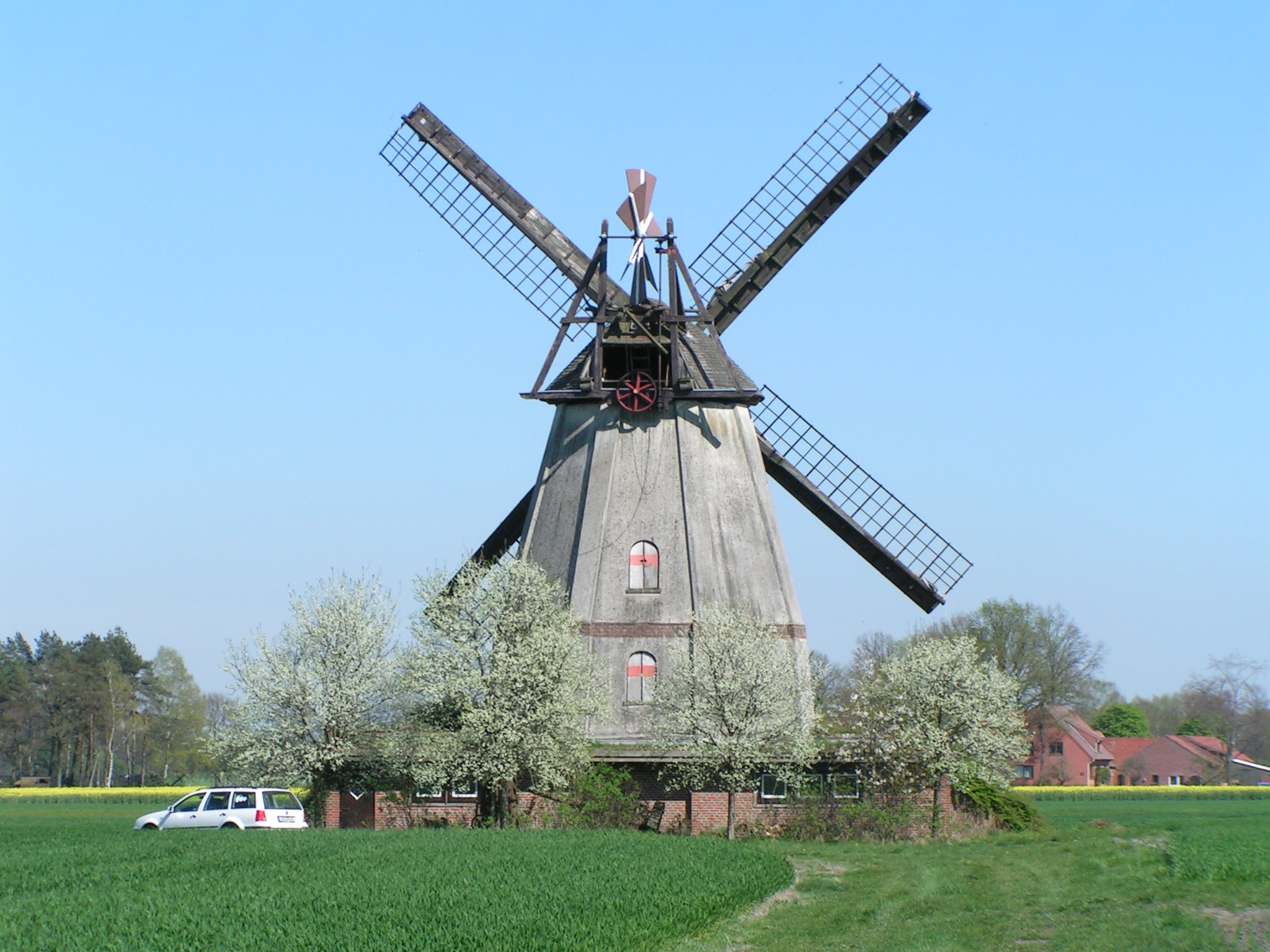
Windmühle Mösloh
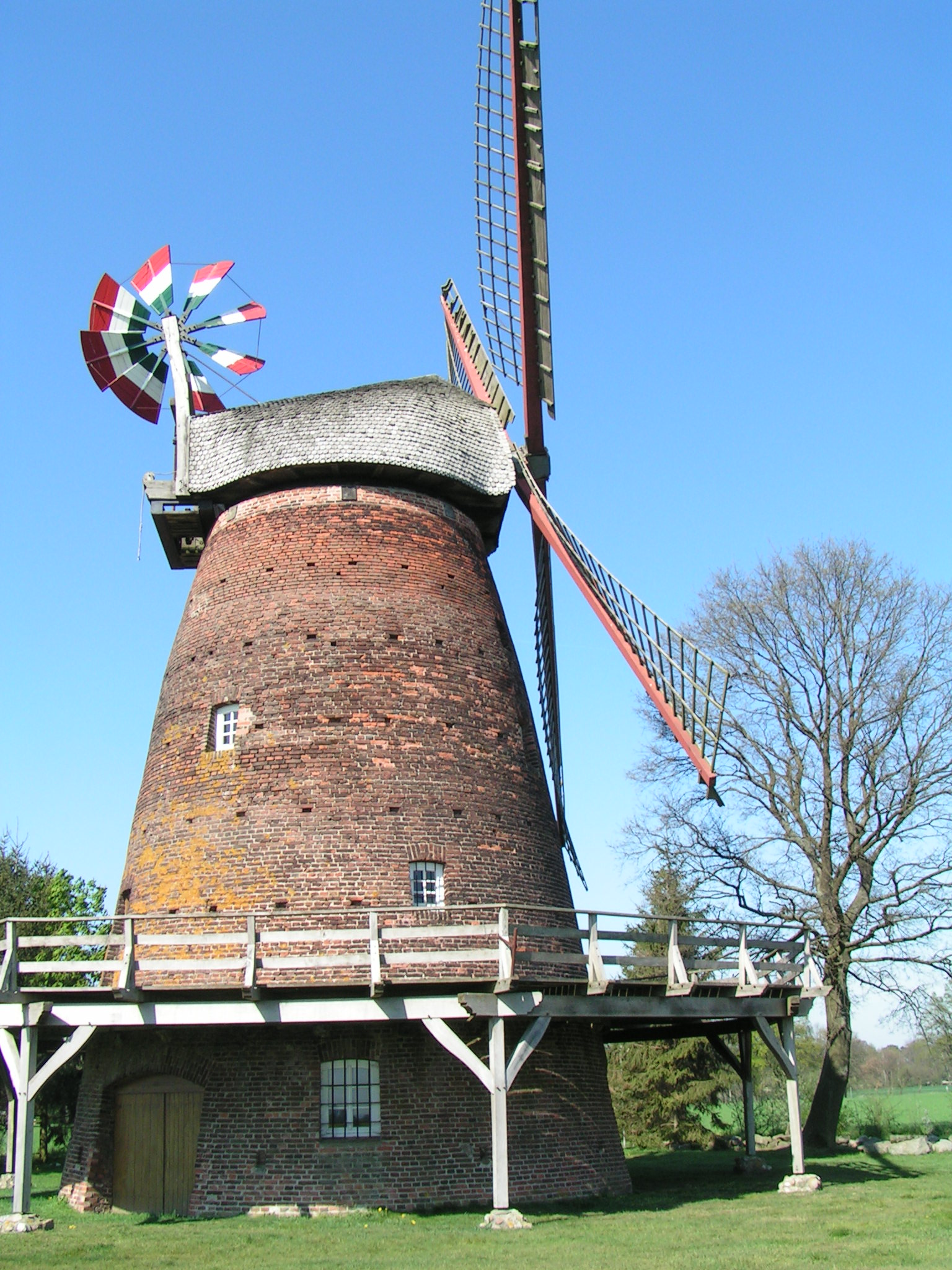
Windmühle Hoyersvörde

## Galerie: weitere Mühlenbilder

### Windmühlen

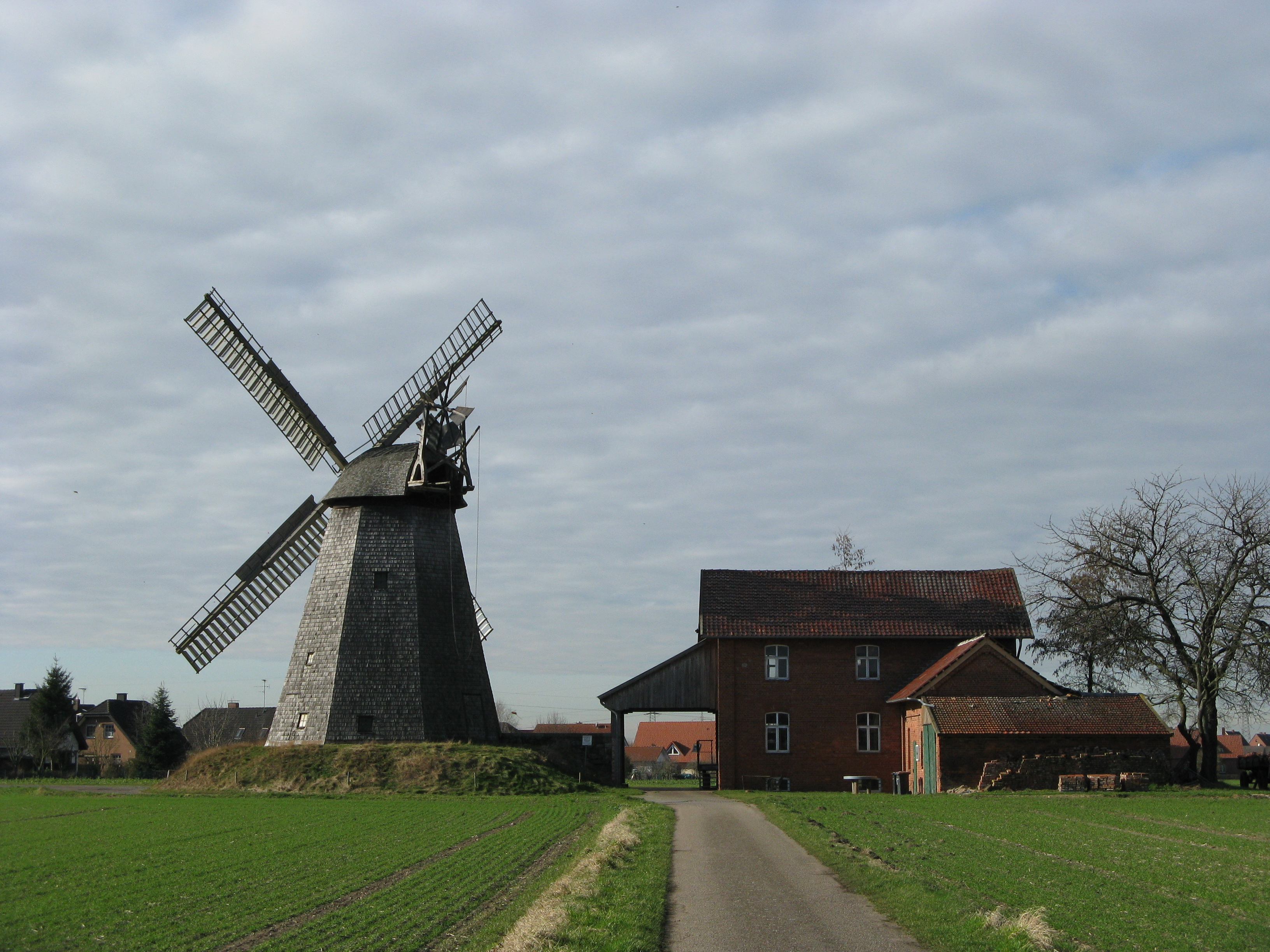
Windmühle Bierde
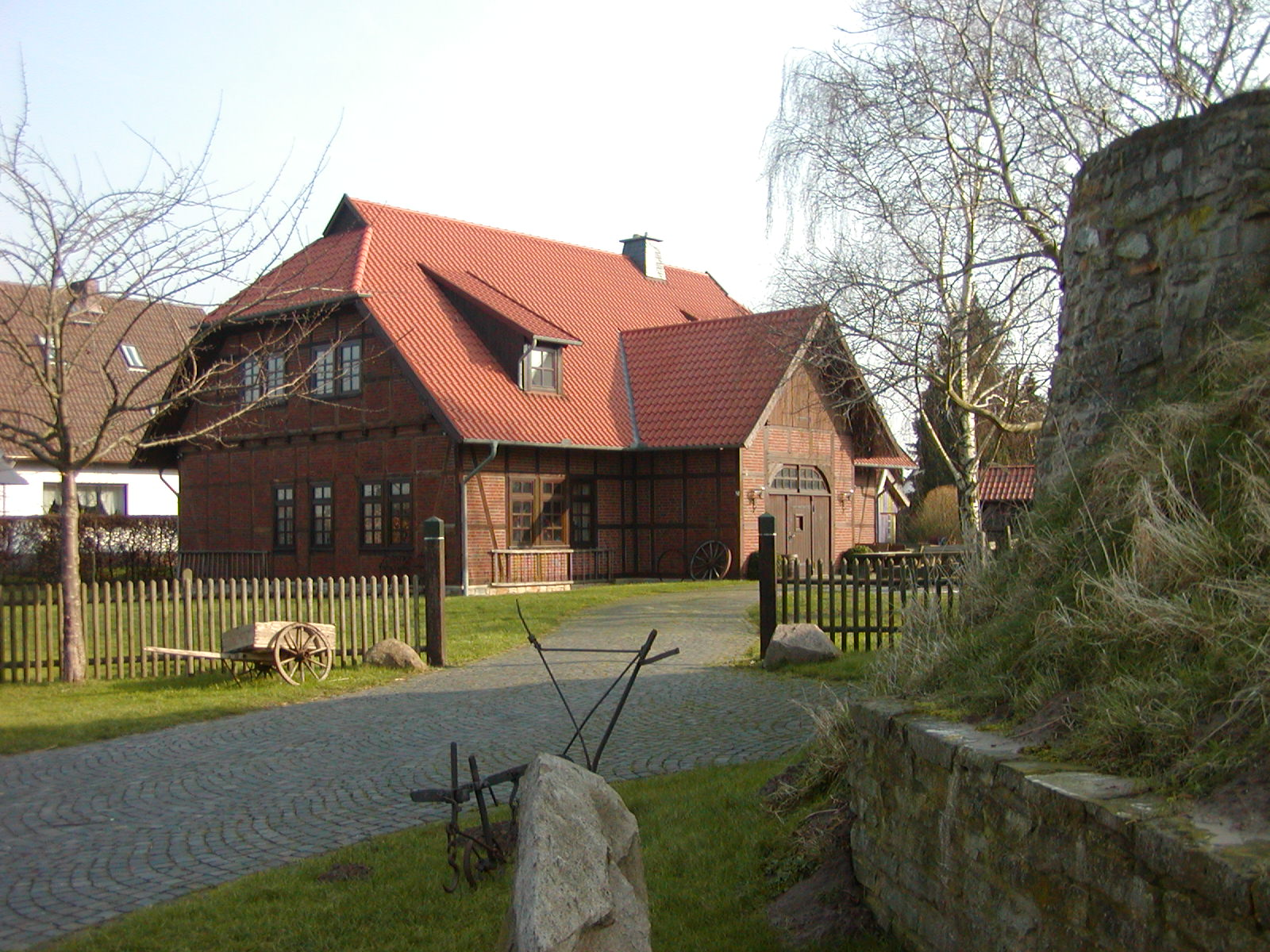
Mühlenhaus Dützen
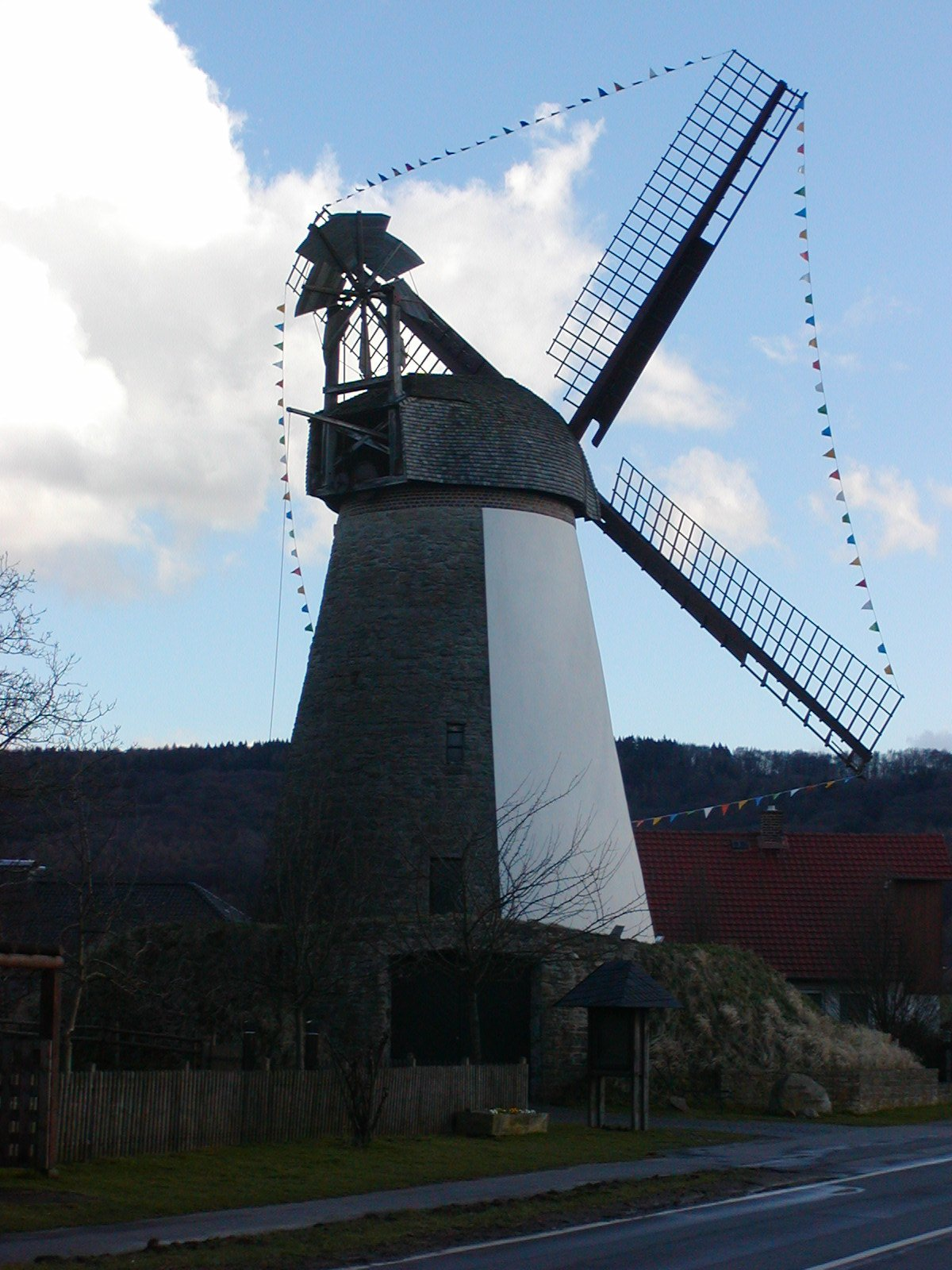
Windmühle Dützen
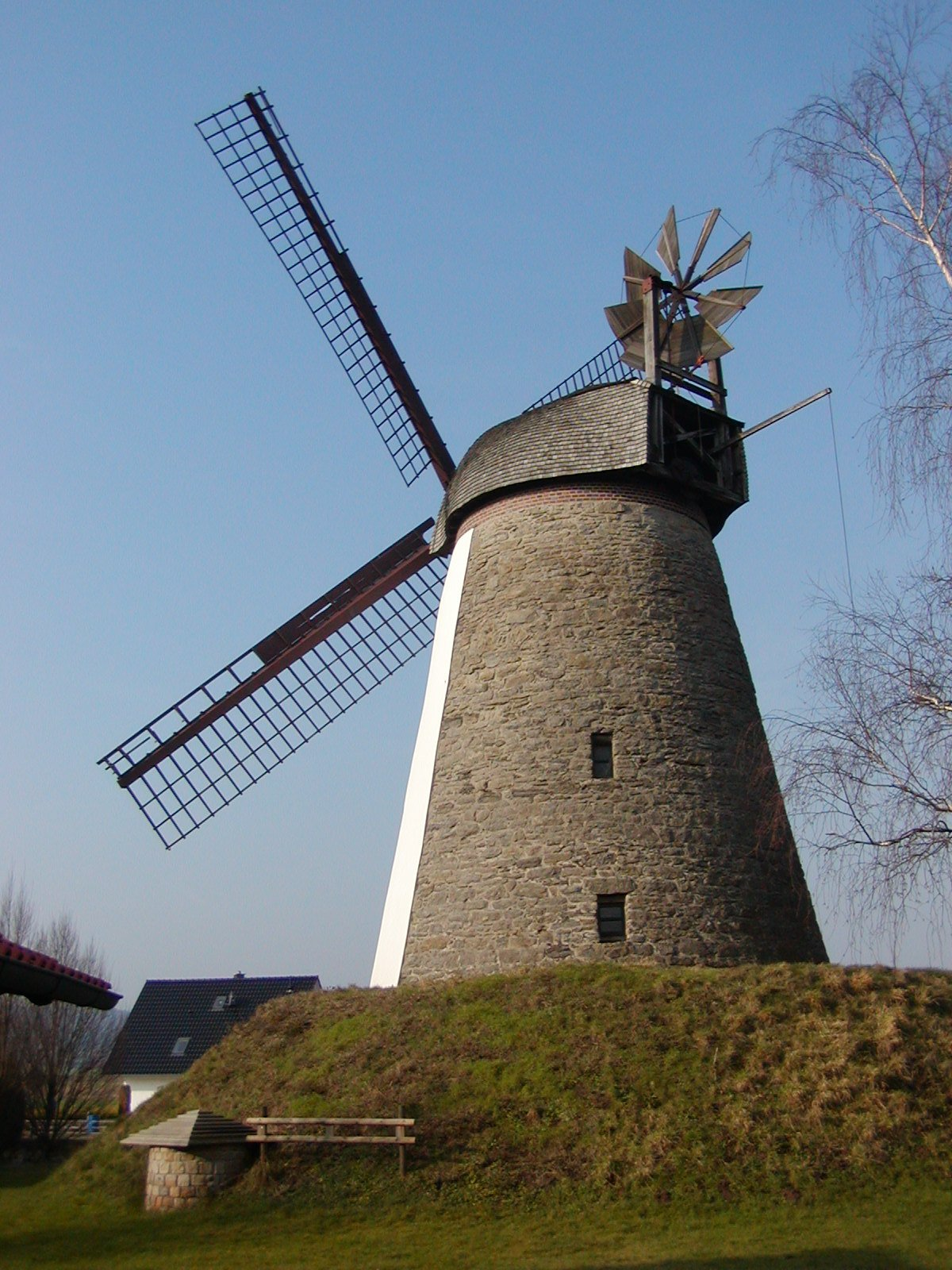
Windmühle Dützen
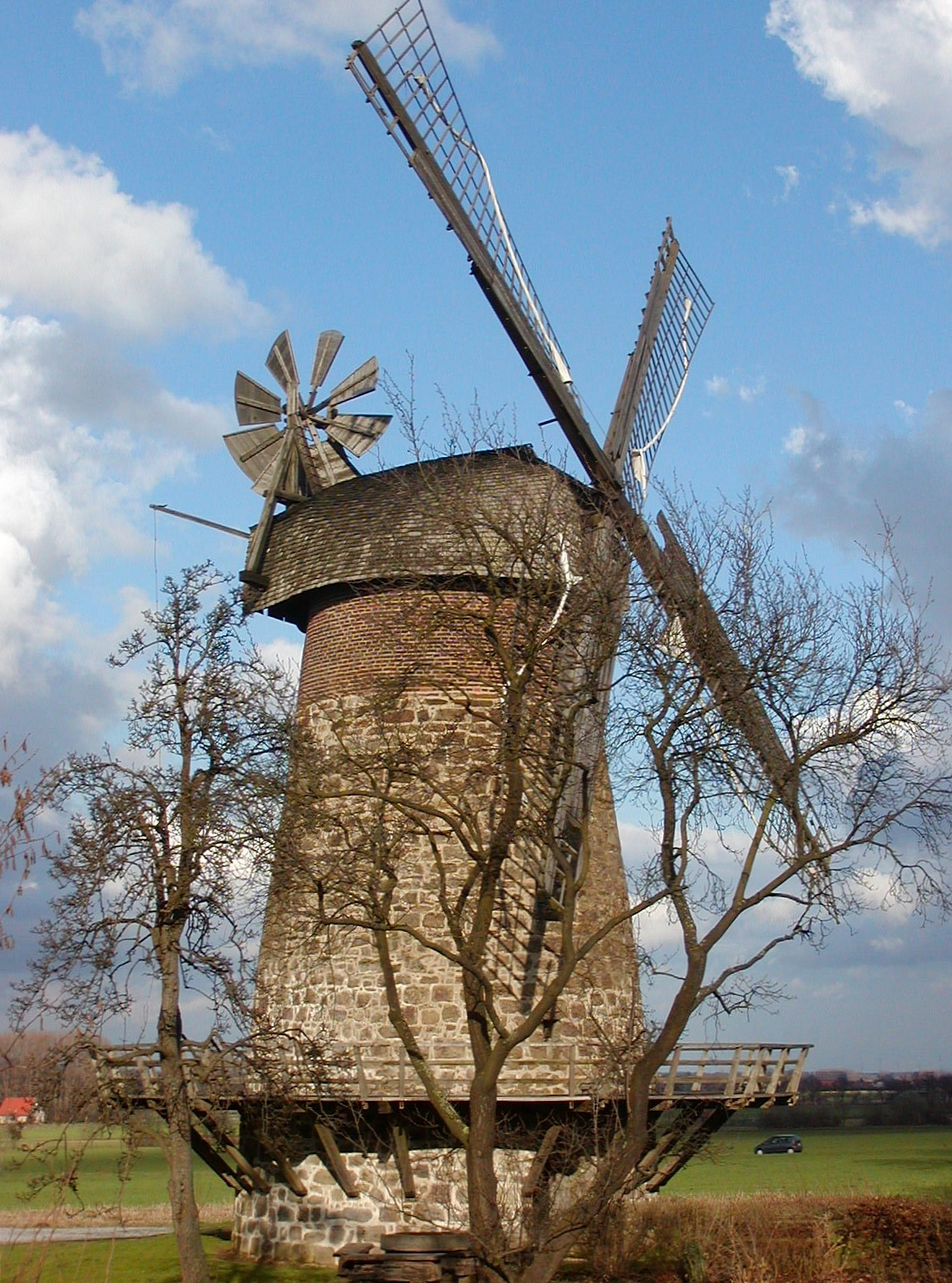
Windmühle Eilhausen
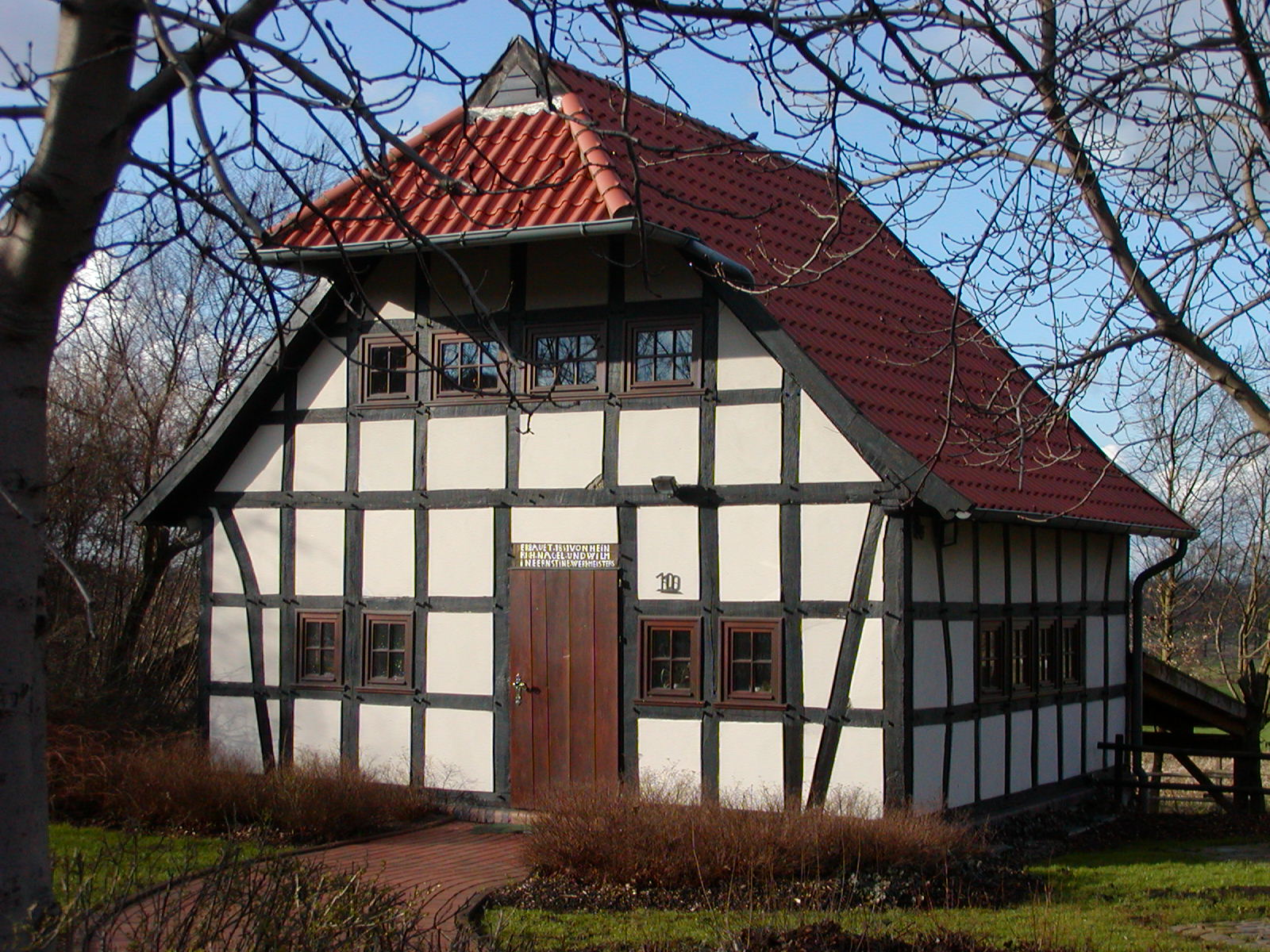
Fachwerkgebäude an der Windmühle Eilhausen
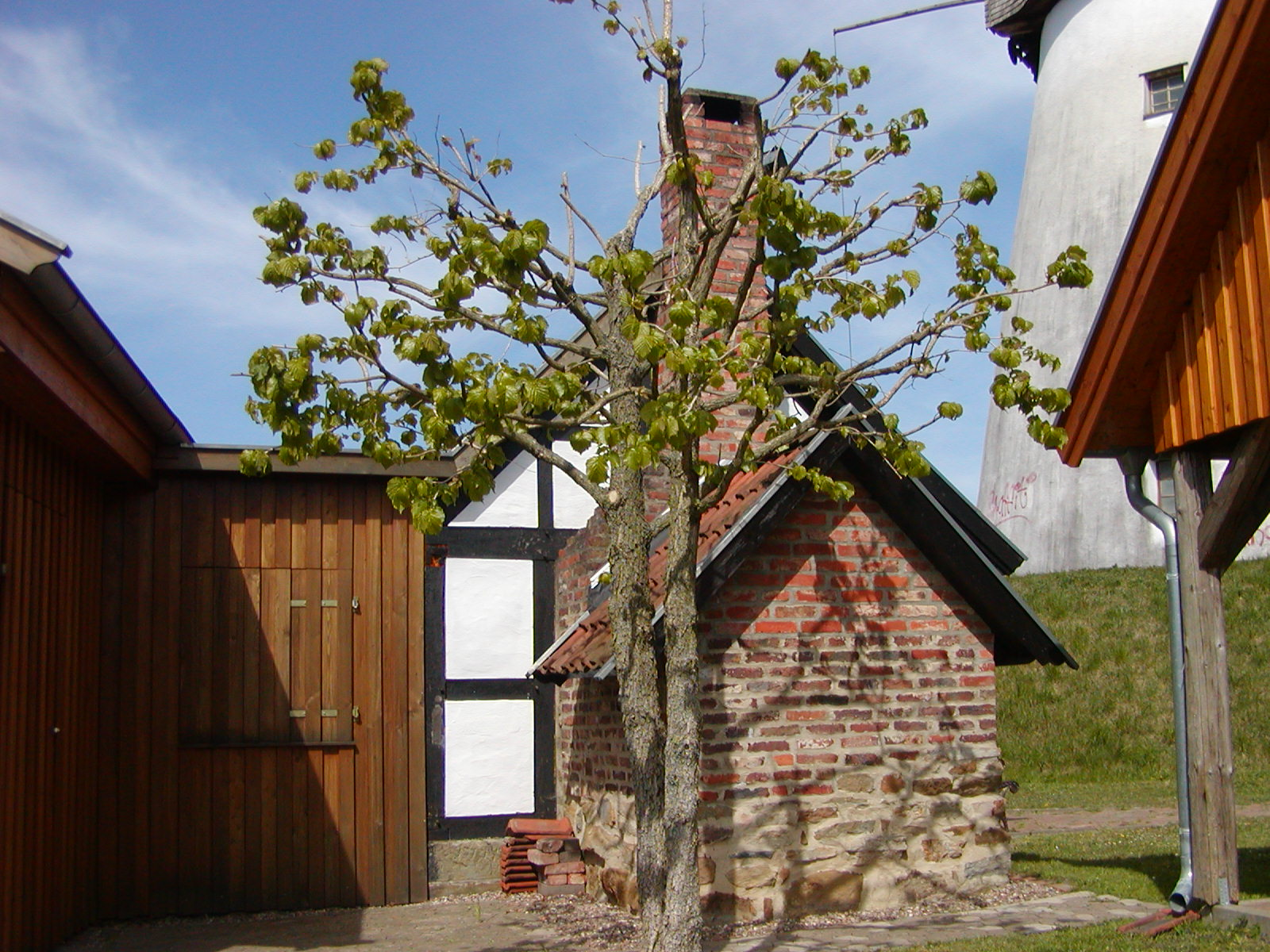
An der Windmühle Holzhausen
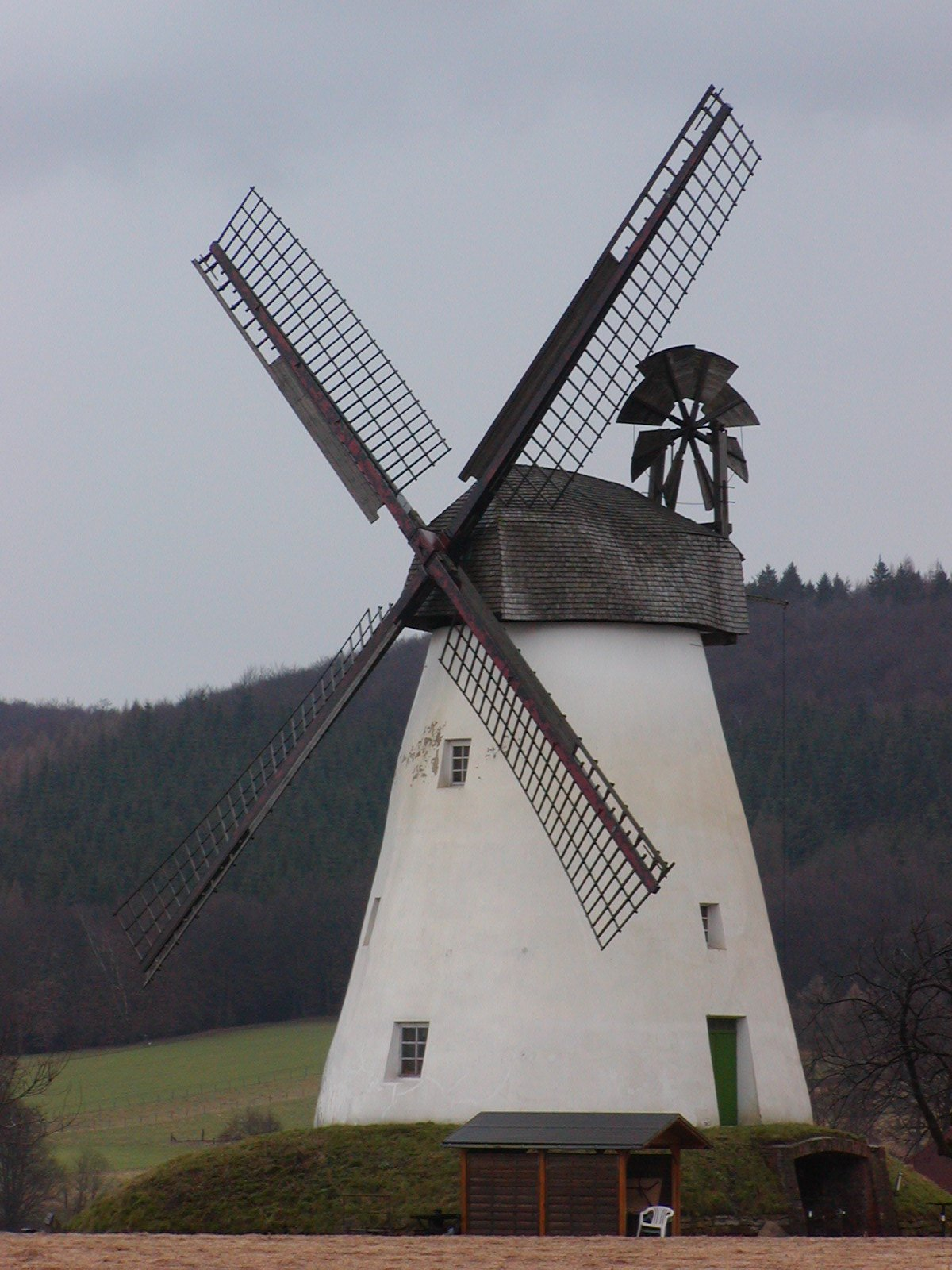
Mühle Struckhof in Hüllhorst
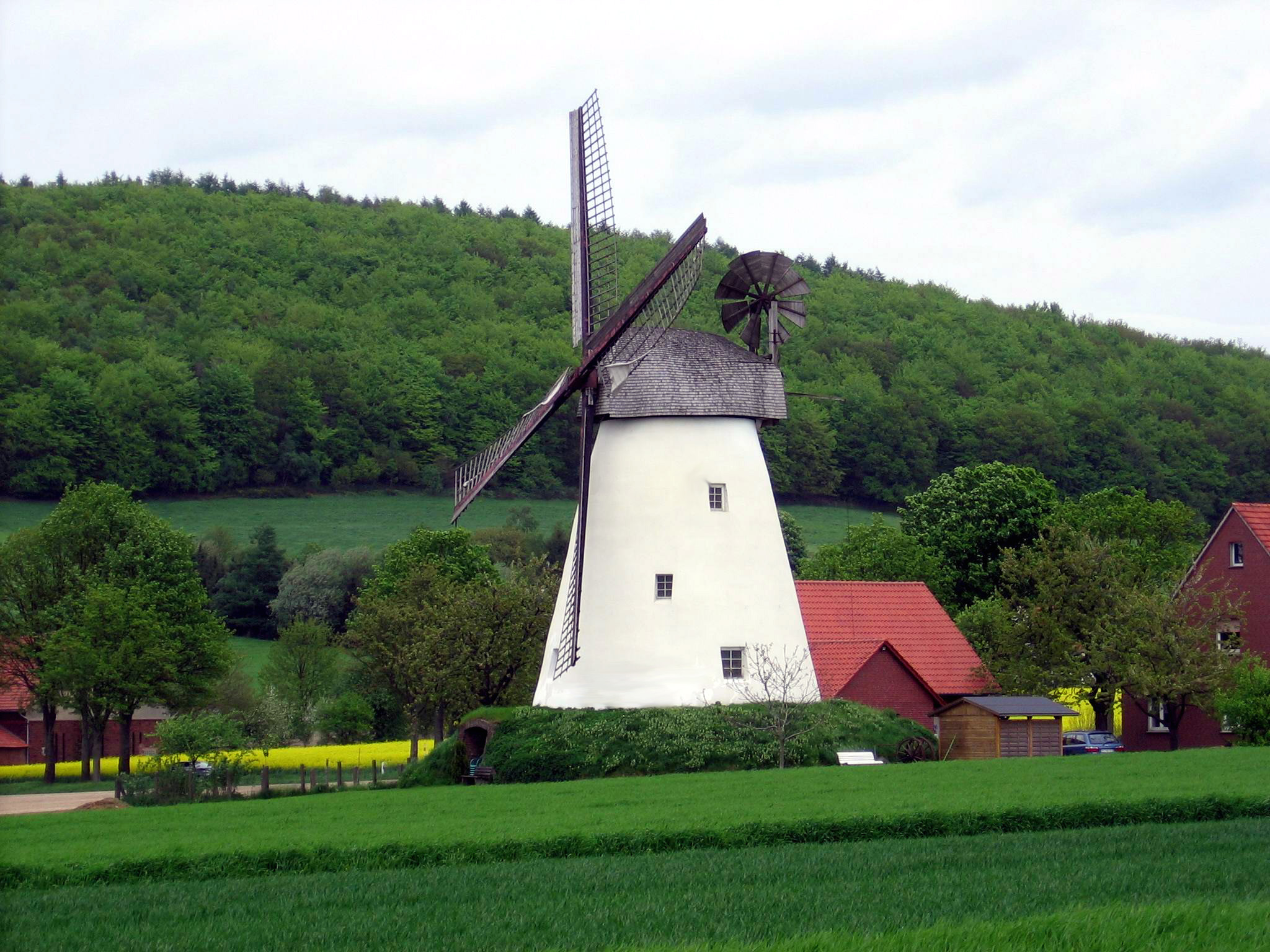
Holländerwindmühle Struckhof in Hüllhorst
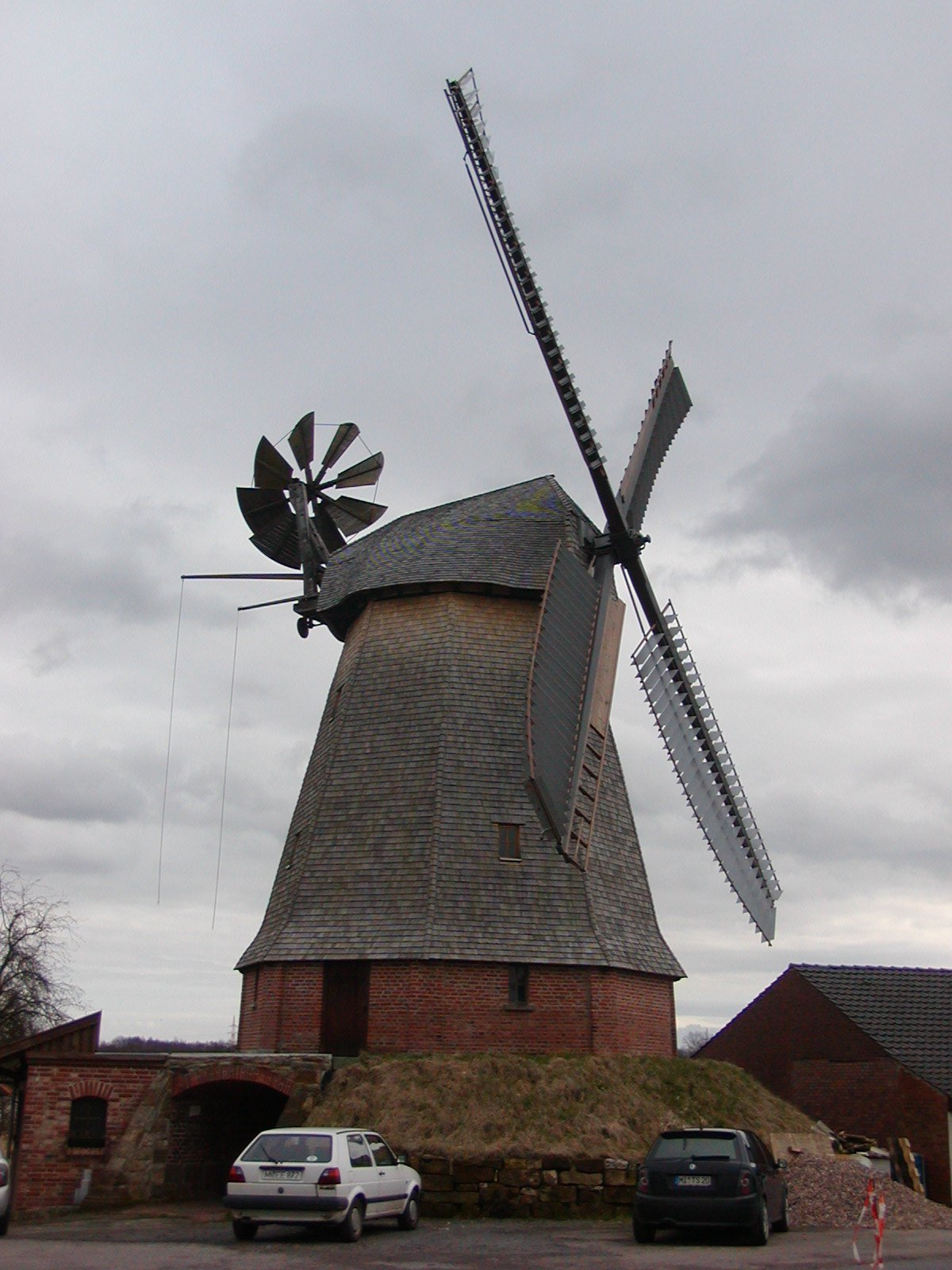
Büsching'sche Mühle
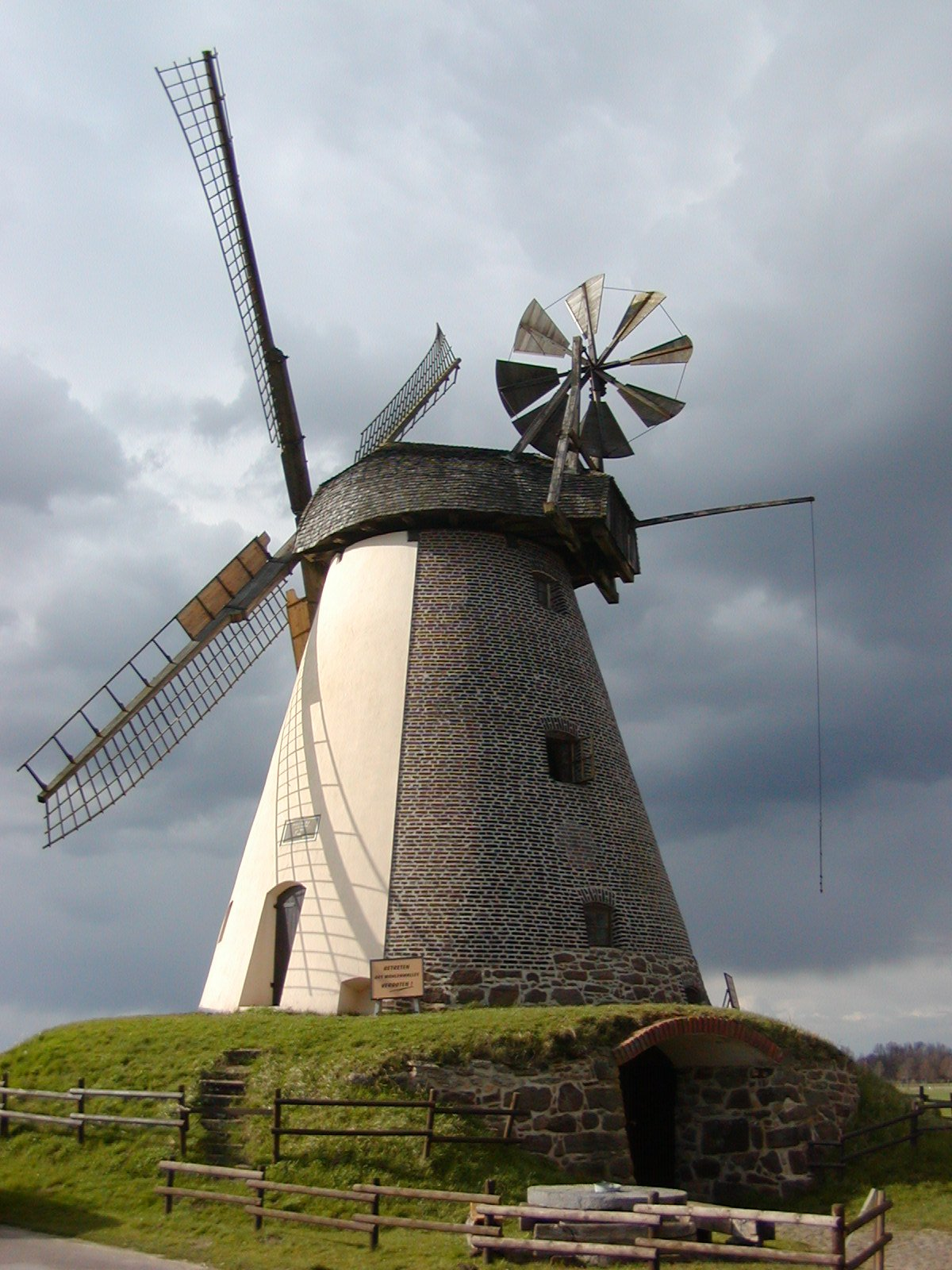
Windmühle Südhemmern
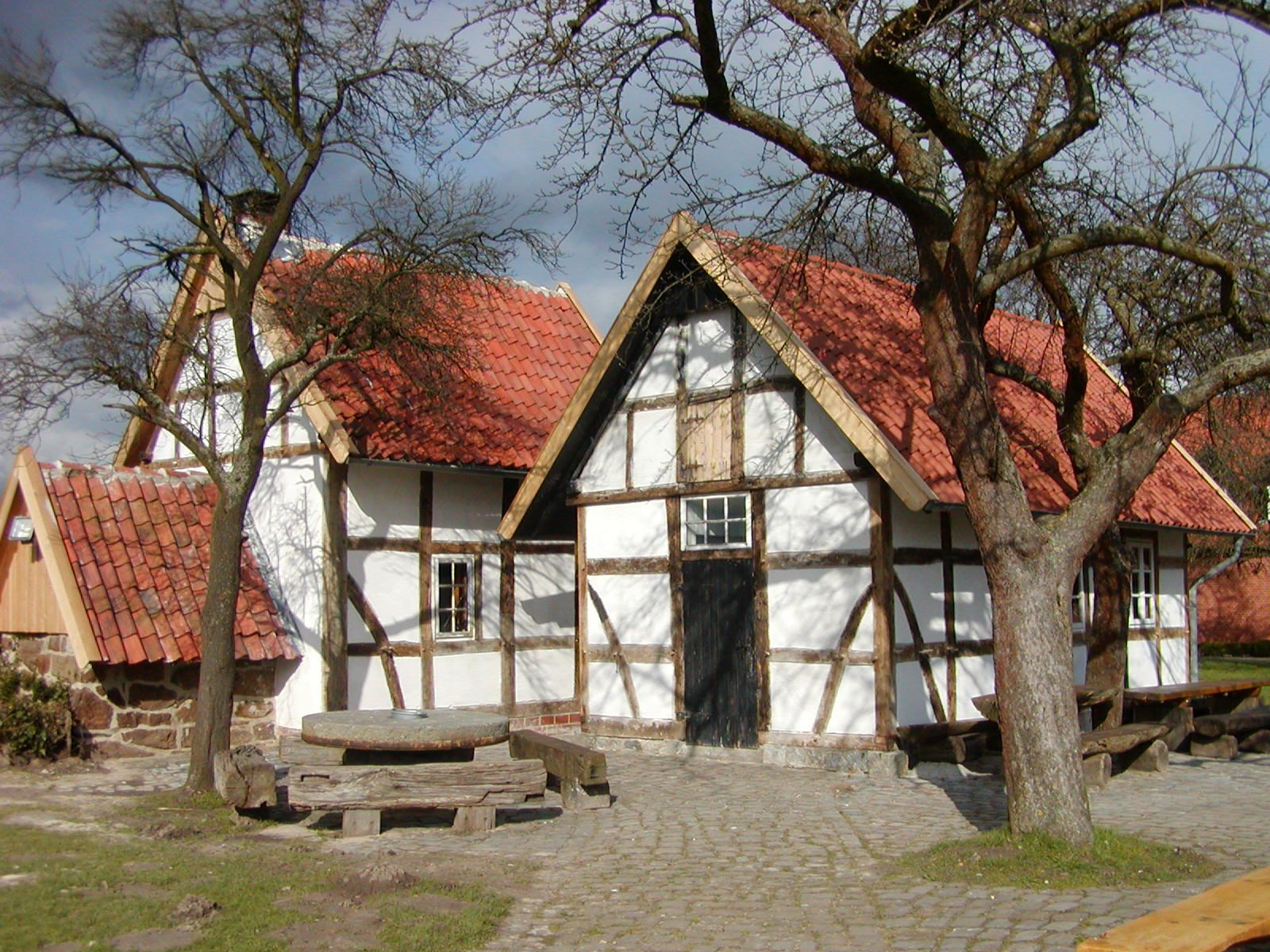
Fachwerkgebäude an der Windmühle Südhemmern
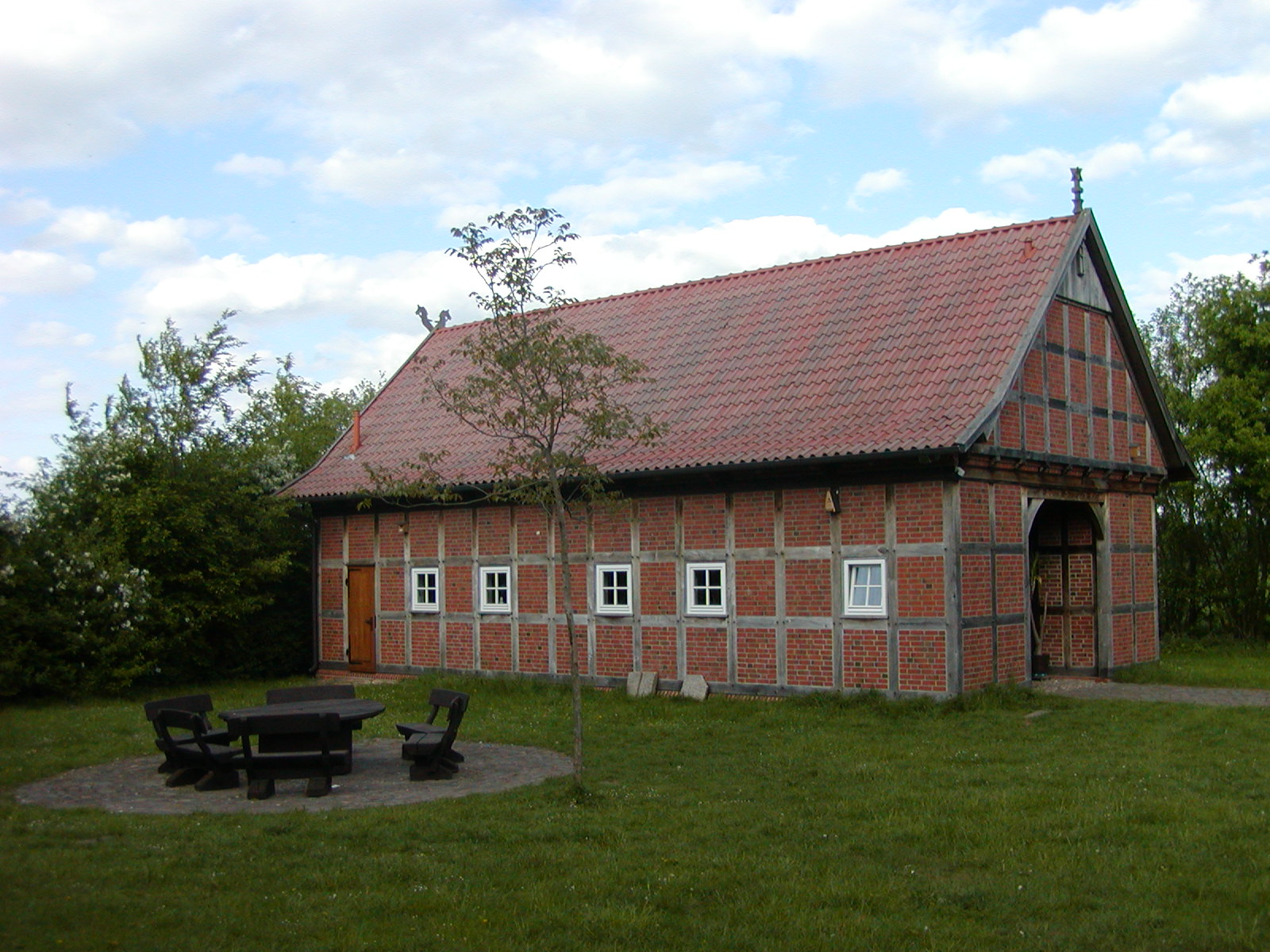
Fachwerkhaus an der Mühle Tonnenheide

### Wassermühlen

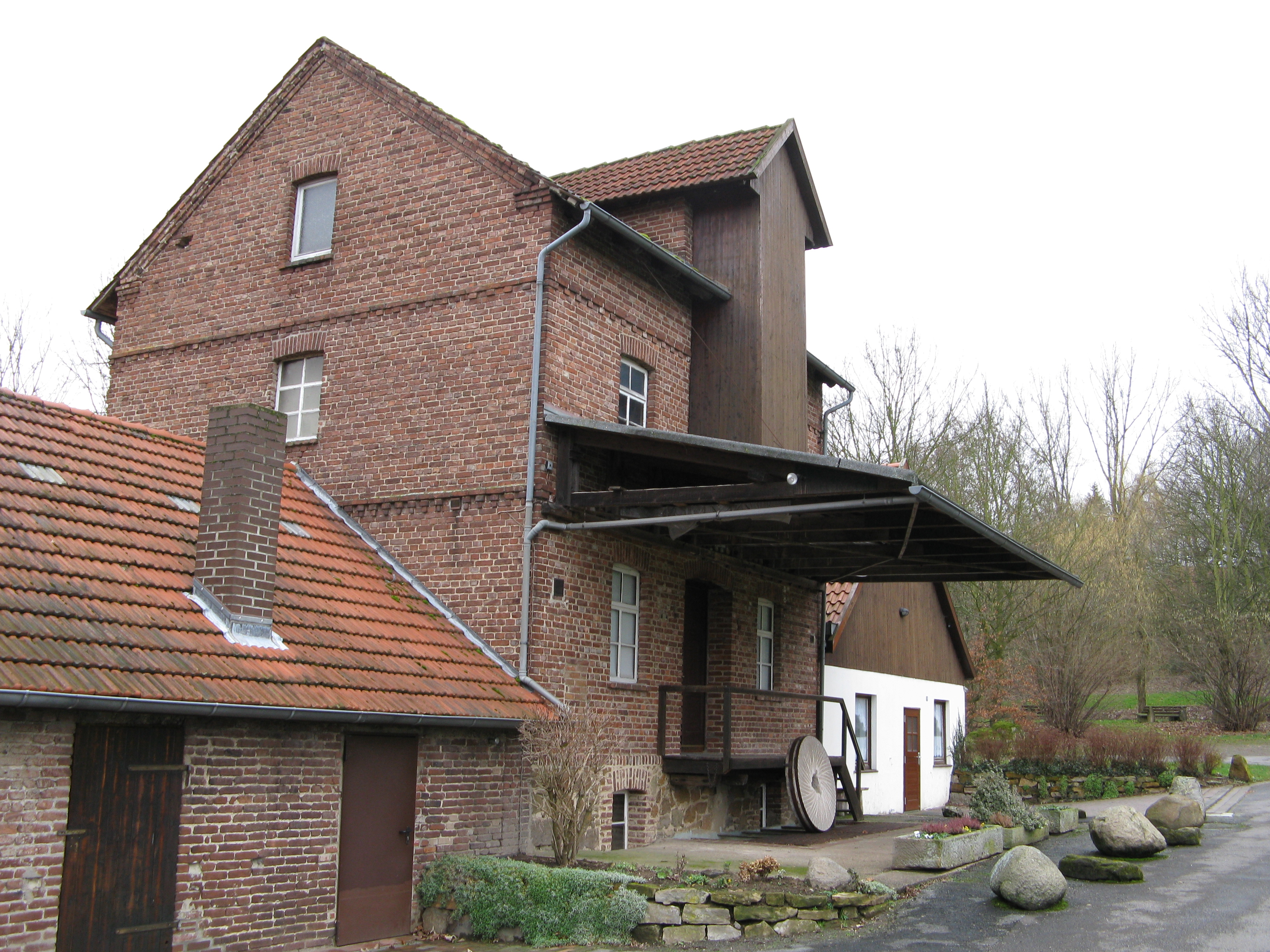
Wassermühle Bergkirchen
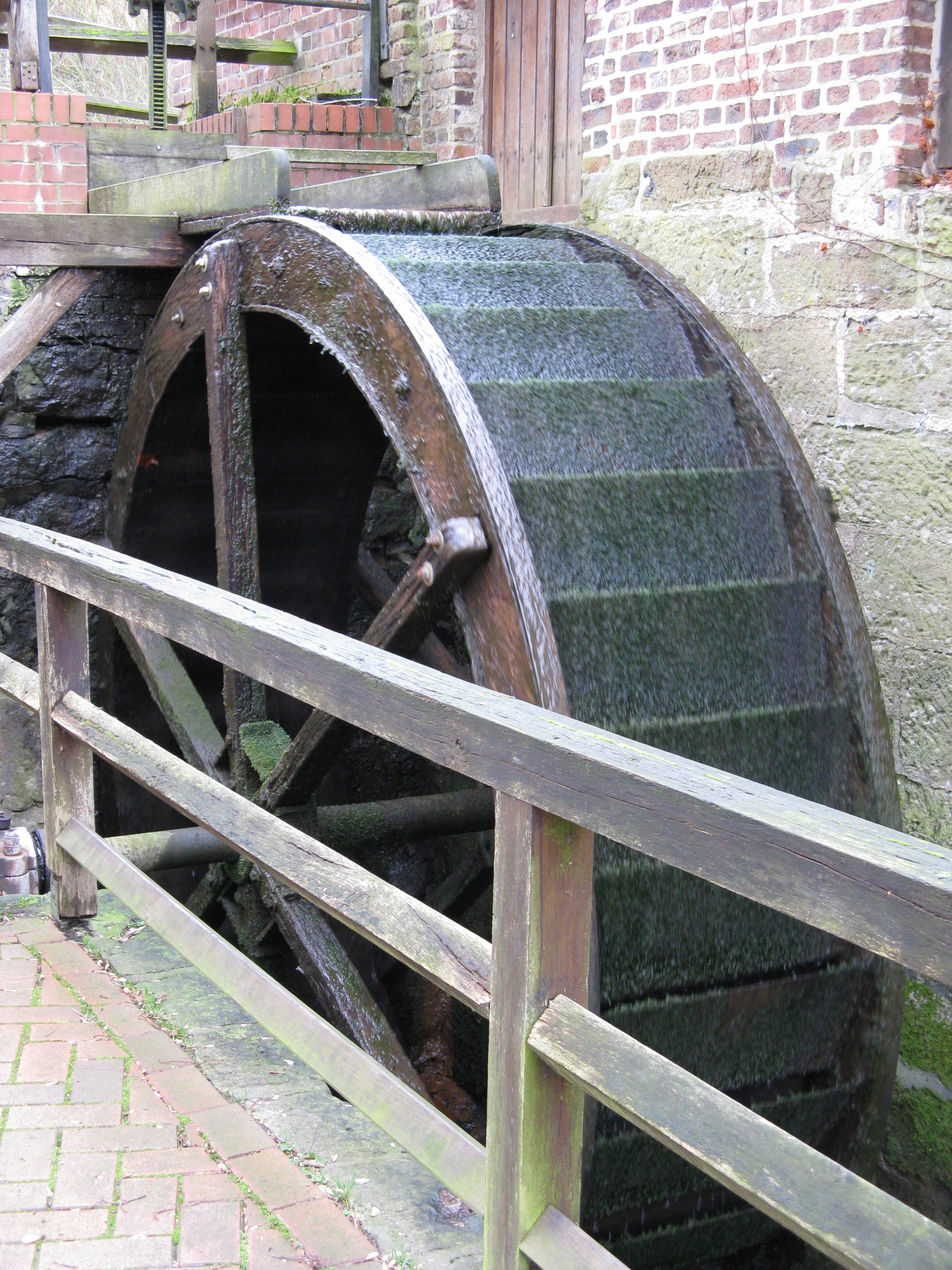
Wasserrad der Mühle Bergkirchen
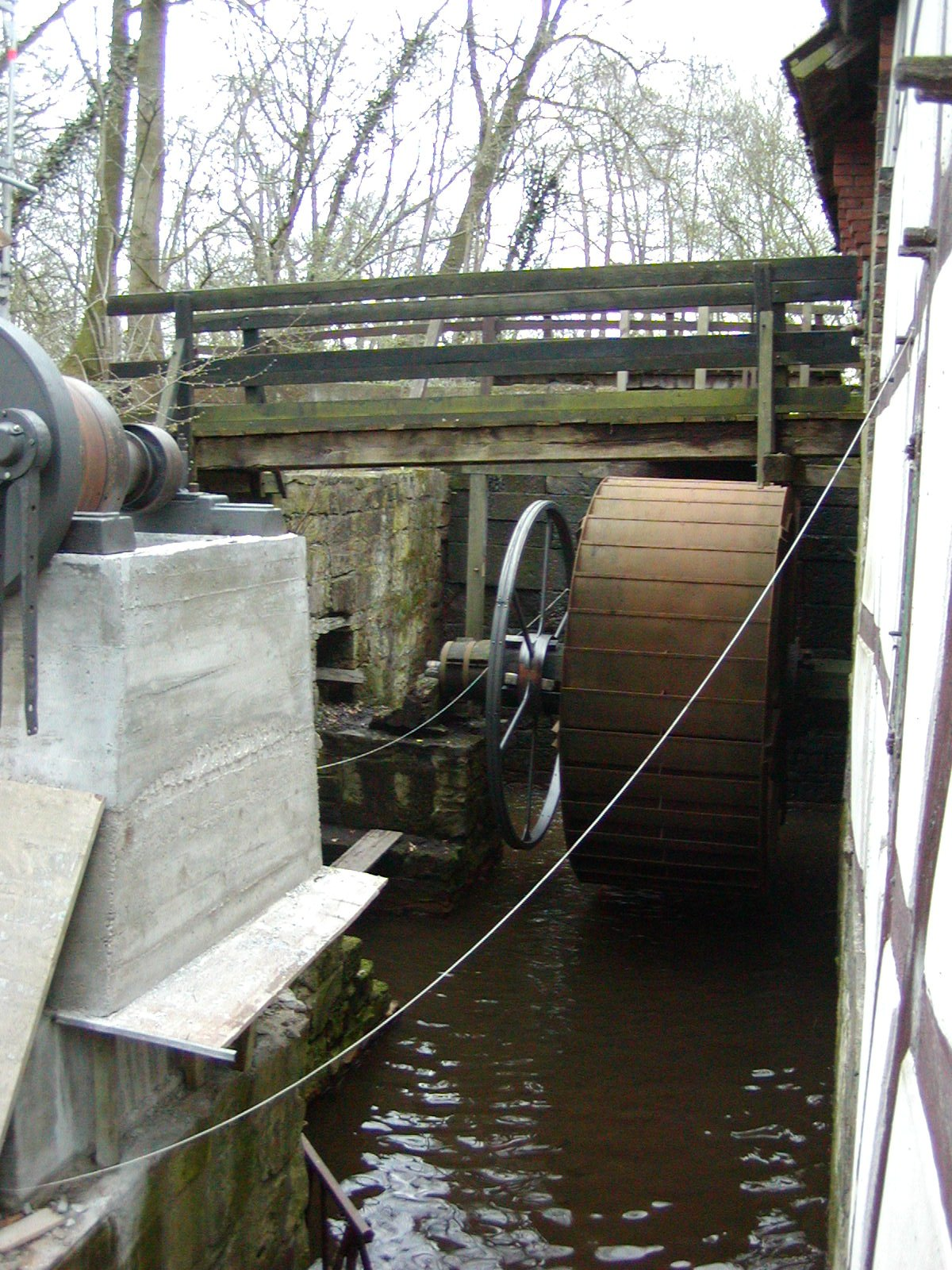
Wasserrad an der Mühle Döhren
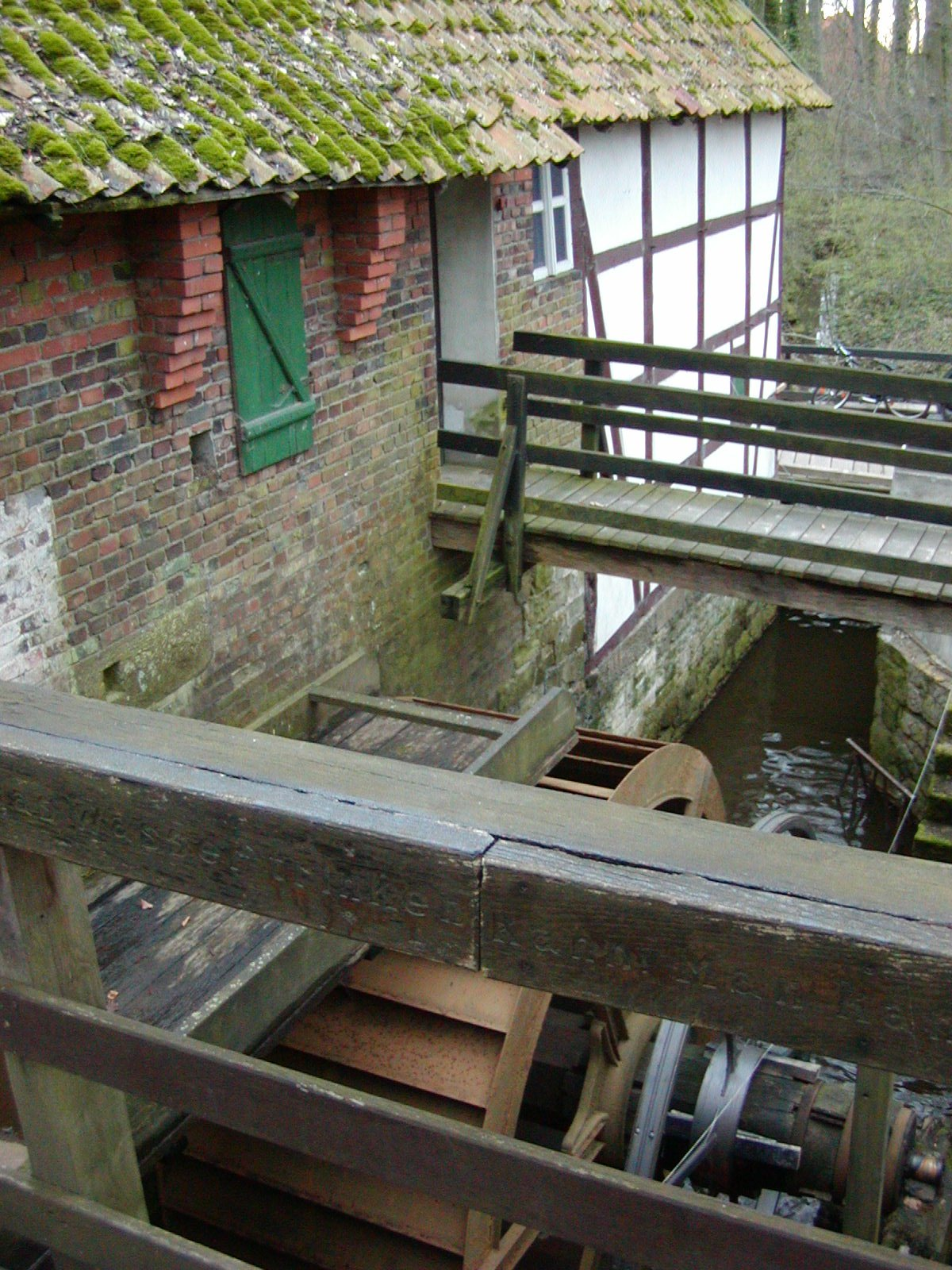
Wasserrad von oben an der Wassermühle Döhren
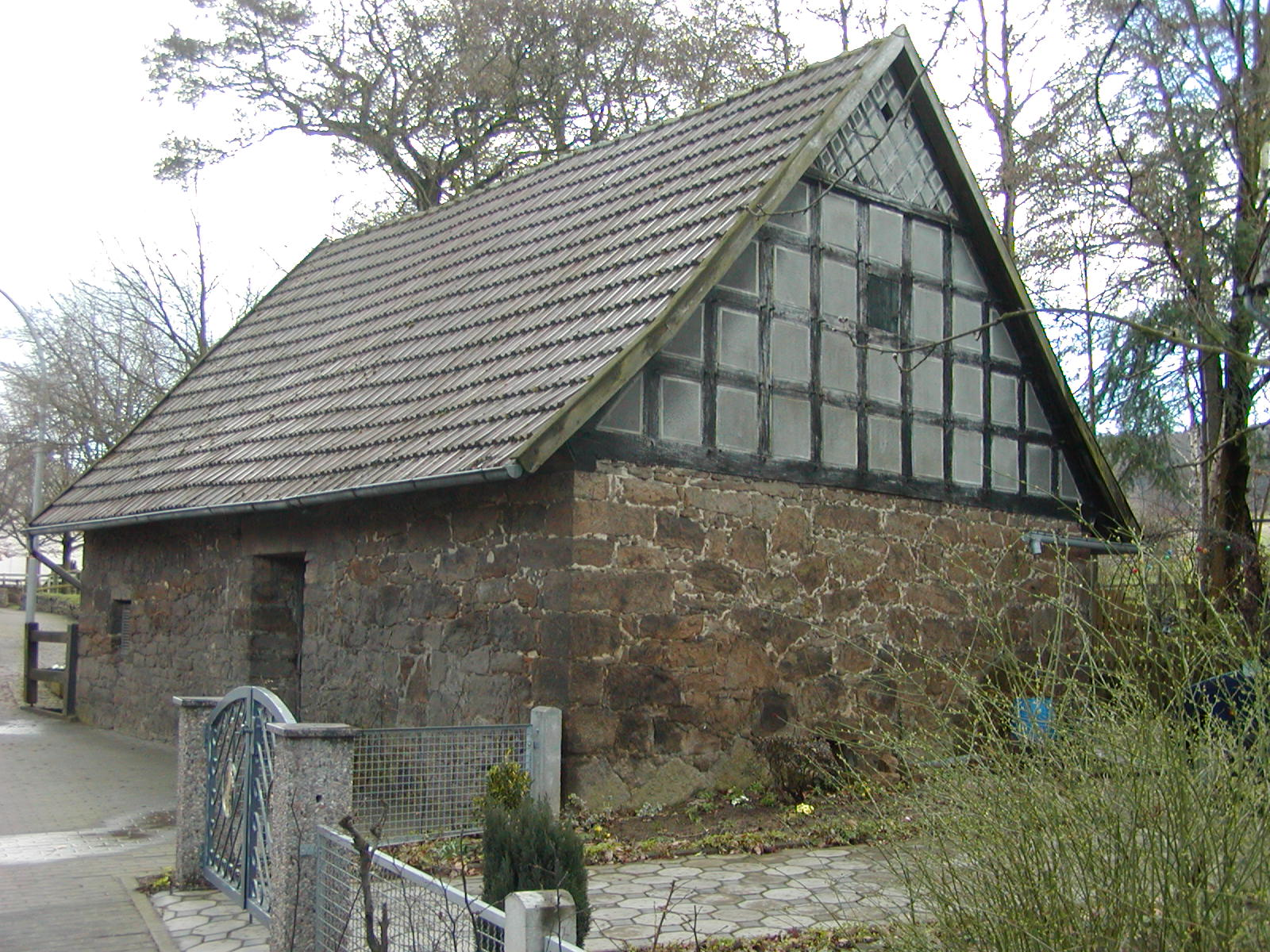
Wassermühle Eilhausen
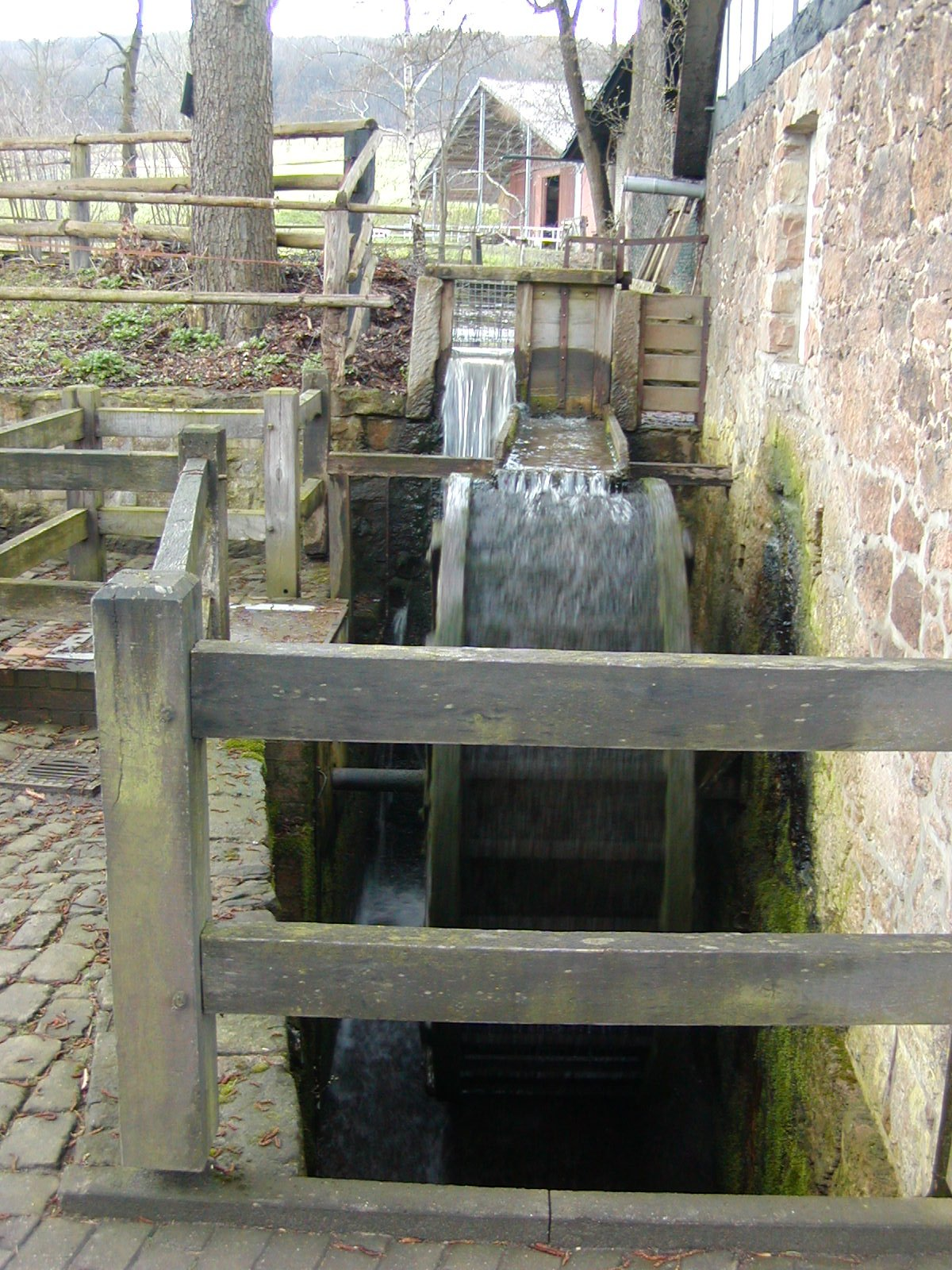
Wasserrad der Wassermühle Eilhausen
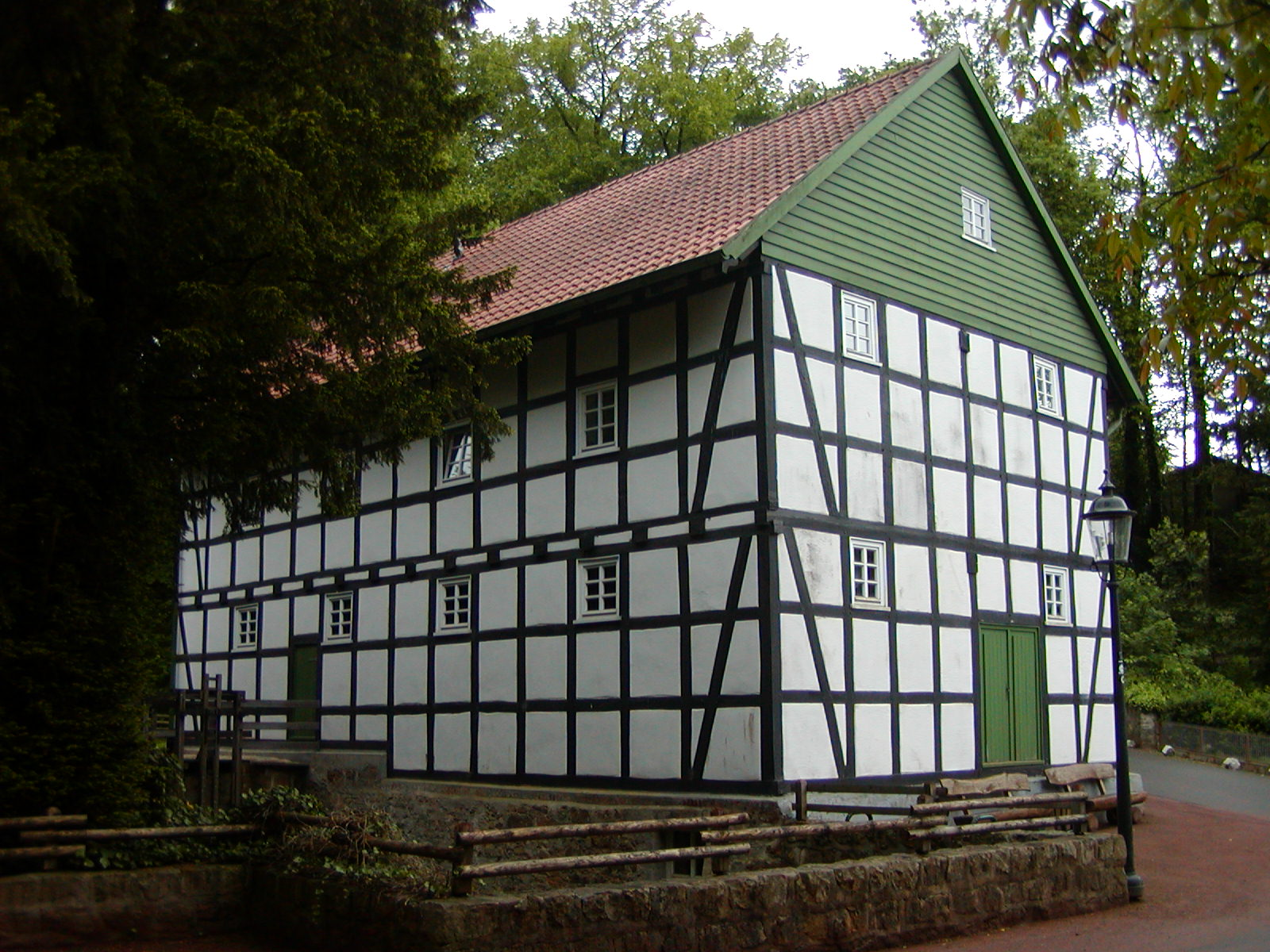
Gutswassermühle Hudenbeck
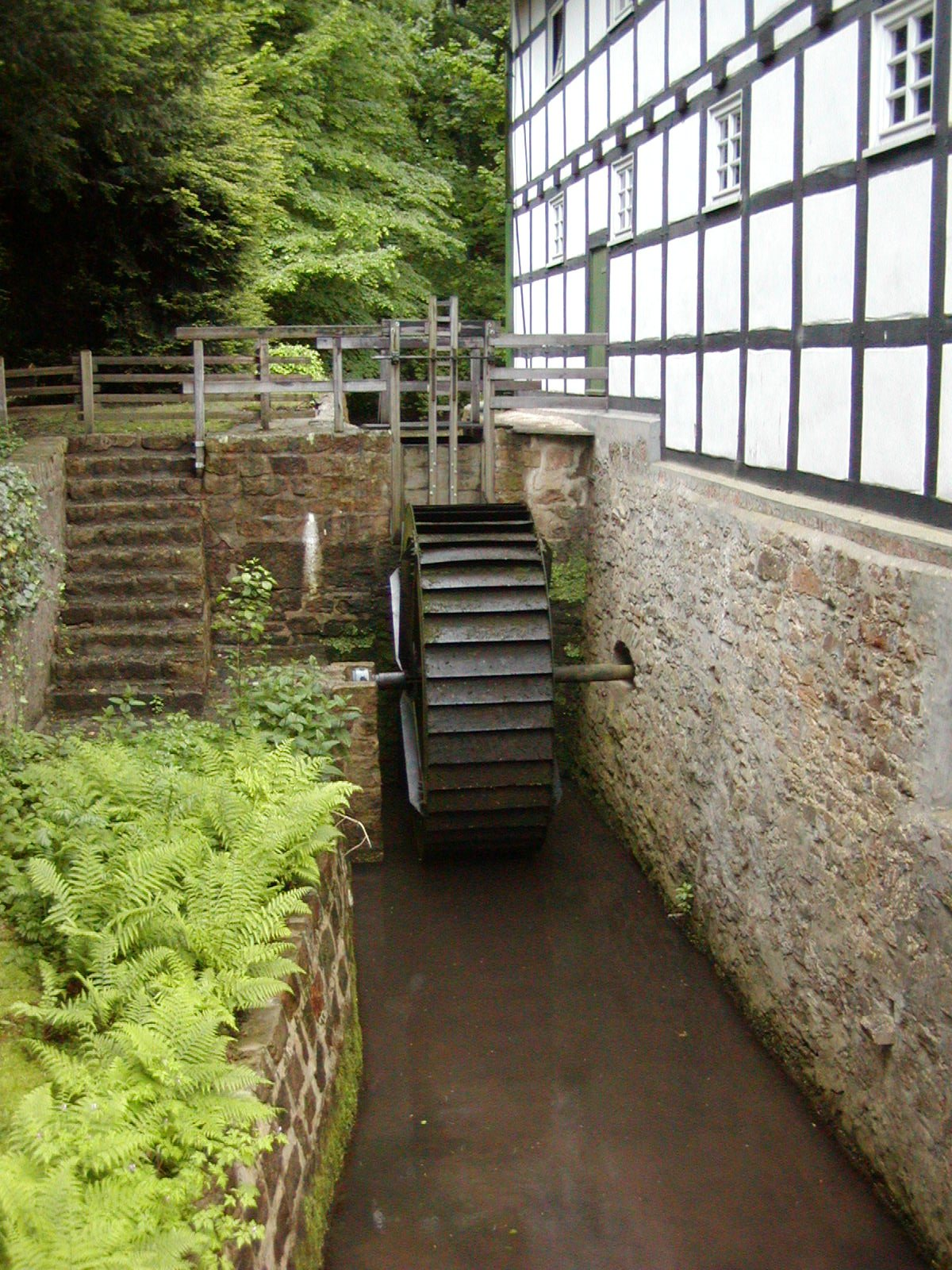
Wasserrad Gutswassermühle Hudenbeck
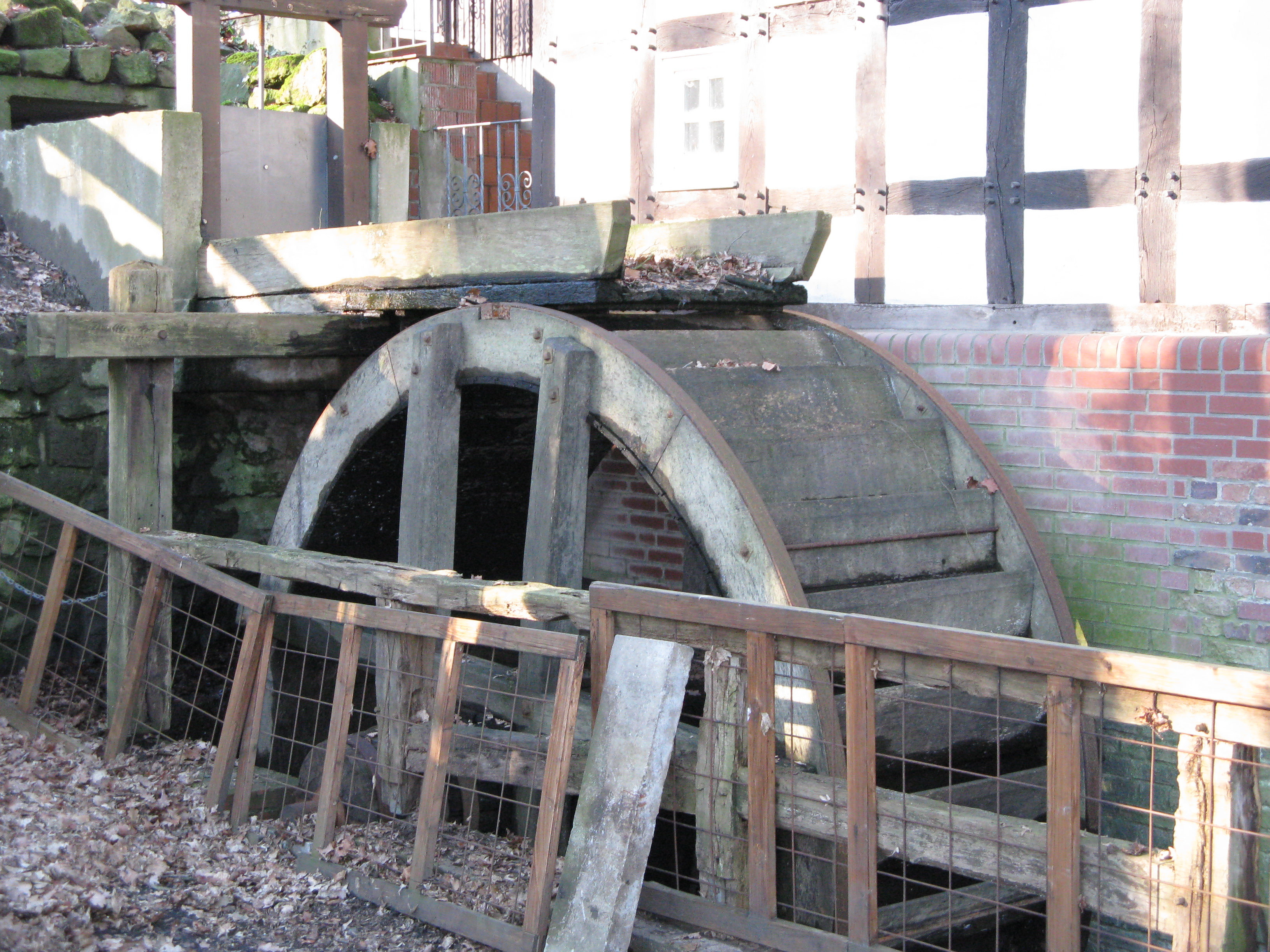
Wasserrad Husenmühle
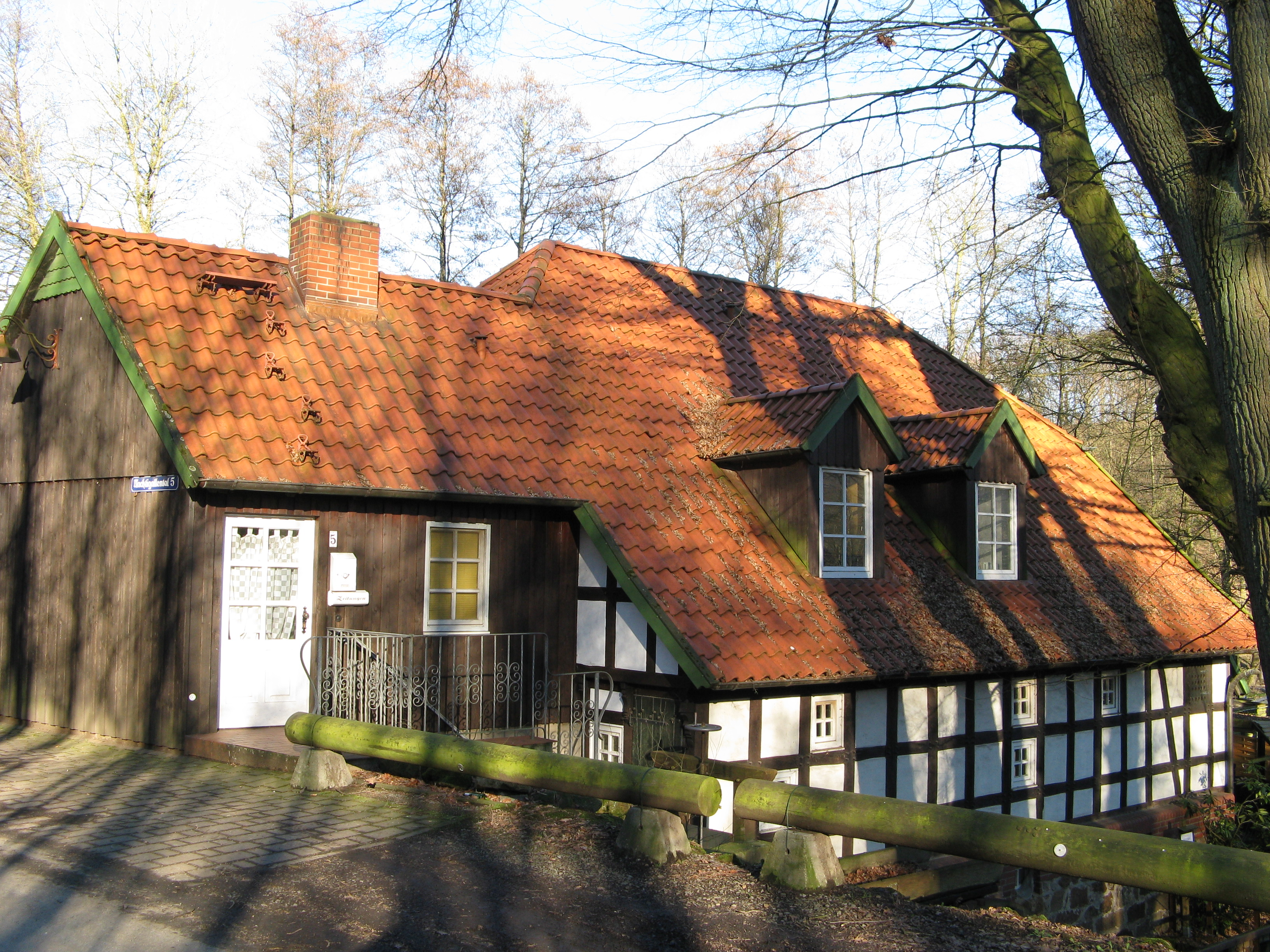
Husenmühle
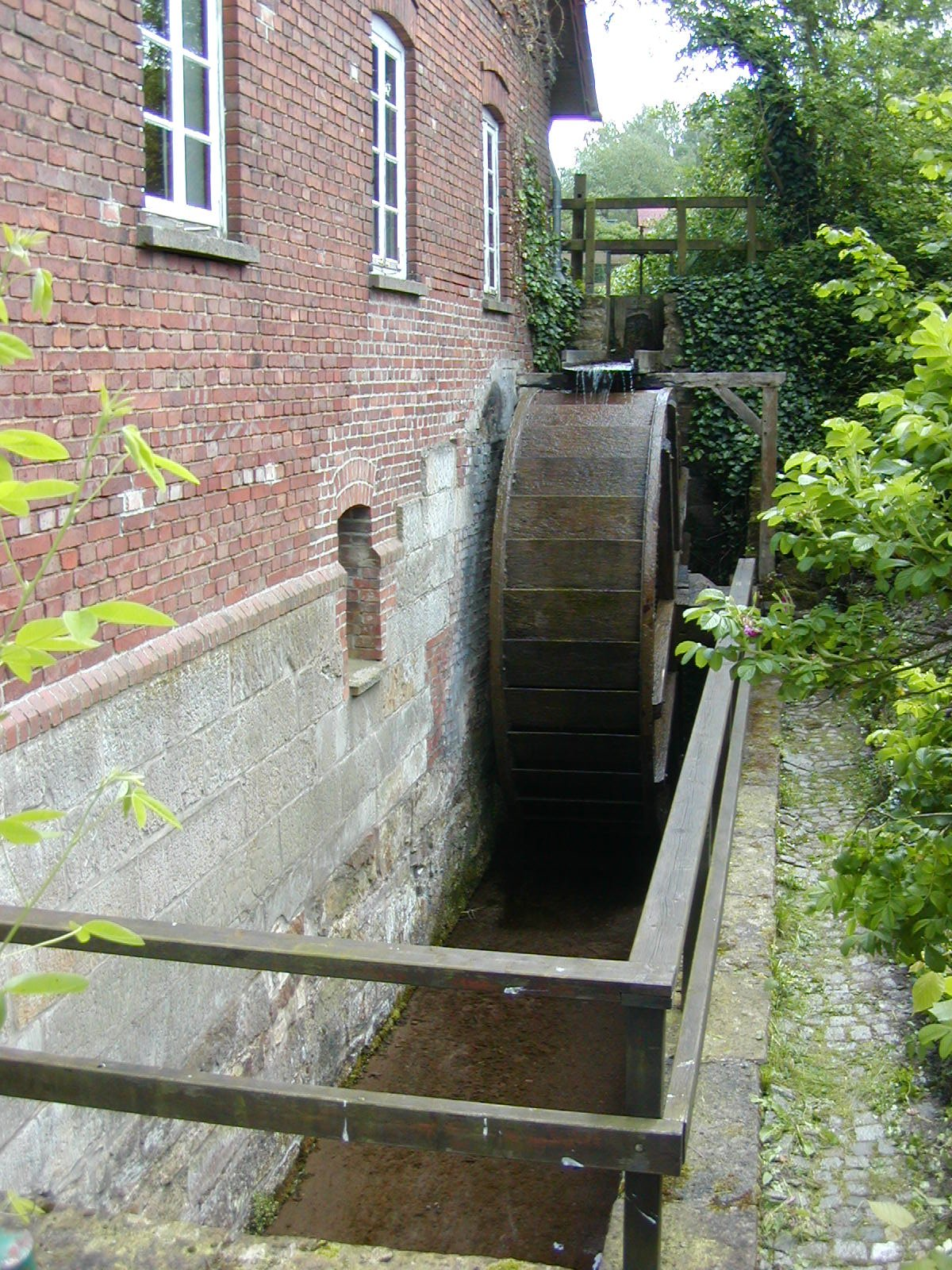
Wasserrad an der Wassermühle Kleinenbremen